# 1916
Portal Geschichte | Portal Biografien | Aktuelle Ereignisse | Jahreskalender | Tagesartikel

◄ |
19. Jahrhundert |
20. Jahrhundert
| 21. Jahrhundert

◄ |
1880er |
1890er |
1900er |
1910er
| 1920er | 1930er | 1940er | ►

◄◄ |
◄ |
1912 |
1913 |
1914 |
1915 |
1916
| 1917 | 1918 | 1919 | 1920 | ► | ►►
Staatsoberhäupter · Wahlen · Nekrolog · Kunstjahr · Literaturjahr · Musikjahr · Filmjahr  · Sportjahr
| Januar | Januar | Januar | Januar | Januar | Januar | Januar | Januar |
| Kw     | Mo     | Di     | Mi     | Do     | Fr     | Sa     | So     |
| ------ | ------ | ------ | ------ | ------ | ------ | ------ | ------ |
| 52     |        |        |        |        |        | 1      | 2      |
| 1      | 3      | 4      | 5      | 6      | 7      | 8      | 9      |
| 2      | 10     | 11     | 12     | 13     | 14     | 15     | 16     |
| 3      | 17     | 18     | 19     | 20     | 21     | 22     | 23     |
| 4      | 24     | 25     | 26     | 27     | 28     | 29     | 30     |
| 5      | 31     |        |        |        |        |        |        |

| Februar | Februar | Februar | Februar | Februar | Februar | Februar | Februar |
| Kw      | Mo      | Di      | Mi      | Do      | Fr      | Sa      | So      |
| ------- | ------- | ------- | ------- | ------- | ------- | ------- | ------- |
| 5       |         | 1       | 2       | 3       | 4       | 5       | 6       |
| 6       | 7       | 8       | 9       | 10      | 11      | 12      | 13      |
| 7       | 14      | 15      | 16      | 17      | 18      | 19      | 20      |
| 8       | 21      | 22      | 23      | 24      | 25      | 26      | 27      |
| 9       | 28      | 29      |         |         |         |         |         |

| März | März | März | März | März | März | März | März |
| Kw   | Mo   | Di   | Mi   | Do   | Fr   | Sa   | So   |
| ---- | ---- | ---- | ---- | ---- | ---- | ---- | ---- |
| 9    |      |      | 1    | 2    | 3    | 4    | 5    |
| 10   | 6    | 7    | 8    | 9    | 10   | 11   | 12   |
| 11   | 13   | 14   | 15   | 16   | 17   | 18   | 19   |
| 12   | 20   | 21   | 22   | 23   | 24   | 25   | 26   |
| 13   | 27   | 28   | 29   | 30   | 31   |      |      |

| April | April | April | April | April | April | April | April |
| Kw    | Mo    | Di    | Mi    | Do    | Fr    | Sa    | So    |
| ----- | ----- | ----- | ----- | ----- | ----- | ----- | ----- |
| 13    |       |       |       |       |       | 1     | 2     |
| 14    | 3     | 4     | 5     | 6     | 7     | 8     | 9     |
| 15    | 10    | 11    | 12    | 13    | 14    | 15    | 16    |
| 16    | 17    | 18    | 19    | 20    | 21    | 22    | 23    |
| 17    | 24    | 25    | 26    | 27    | 28    | 29    | 30    |

| Mai | Mai | Mai | Mai | Mai | Mai | Mai | Mai |
| Kw  | Mo  | Di  | Mi  | Do  | Fr  | Sa  | So  |
| --- | --- | --- | --- | --- | --- | --- | --- |
| 18  | 1   | 2   | 3   | 4   | 5   | 6   | 7   |
| 19  | 8   | 9   | 10  | 11  | 12  | 13  | 14  |
| 20  | 15  | 16  | 17  | 18  | 19  | 20  | 21  |
| 21  | 22  | 23  | 24  | 25  | 26  | 27  | 28  |
| 22  | 29  | 30  | 31  |     |     |     |     |

| Juni | Juni | Juni | Juni | Juni | Juni | Juni | Juni |
| Kw   | Mo   | Di   | Mi   | Do   | Fr   | Sa   | So   |
| ---- | ---- | ---- | ---- | ---- | ---- | ---- | ---- |
| 22   |      |      |      | 1    | 2    | 3    | 4    |
| 23   | 5    | 6    | 7    | 8    | 9    | 10   | 11   |
| 24   | 12   | 13   | 14   | 15   | 16   | 17   | 18   |
| 25   | 19   | 20   | 21   | 22   | 23   | 24   | 25   |
| 26   | 26   | 27   | 28   | 29   | 30   |      |      |

| Juli | Juli | Juli | Juli | Juli | Juli | Juli | Juli |
| Kw   | Mo   | Di   | Mi   | Do   | Fr   | Sa   | So   |
| ---- | ---- | ---- | ---- | ---- | ---- | ---- | ---- |
| 26   |      |      |      |      |      | 1    | 2    |
| 27   | 3    | 4    | 5    | 6    | 7    | 8    | 9    |
| 28   | 10   | 11   | 12   | 13   | 14   | 15   | 16   |
| 29   | 17   | 18   | 19   | 20   | 21   | 22   | 23   |
| 30   | 24   | 25   | 26   | 27   | 28   | 29   | 30   |
| 31   | 31   |      |      |      |      |      |      |

| August | August | August | August | August | August | August | August |
| Kw     | Mo     | Di     | Mi     | Do     | Fr     | Sa     | So     |
| ------ | ------ | ------ | ------ | ------ | ------ | ------ | ------ |
| 31     |        | 1      | 2      | 3      | 4      | 5      | 6      |
| 32     | 7      | 8      | 9      | 10     | 11     | 12     | 13     |
| 33     | 14     | 15     | 16     | 17     | 18     | 19     | 20     |
| 34     | 21     | 22     | 23     | 24     | 25     | 26     | 27     |
| 35     | 28     | 29     | 30     | 31     |        |        |        |

| September | September | September | September | September | September | September | September |
| Kw        | Mo        | Di        | Mi        | Do        | Fr        | Sa        | So        |
| --------- | --------- | --------- | --------- | --------- | --------- | --------- | --------- |
| 35        |           |           |           |           | 1         | 2         | 3         |
| 36        | 4         | 5         | 6         | 7         | 8         | 9         | 10        |
| 37        | 11        | 12        | 13        | 14        | 15        | 16        | 17        |
| 38        | 18        | 19        | 20        | 21        | 22        | 23        | 24        |
| 39        | 25        | 26        | 27        | 28        | 29        | 30        |           |

| Oktober | Oktober | Oktober | Oktober | Oktober | Oktober | Oktober | Oktober |
| Kw      | Mo      | Di      | Mi      | Do      | Fr      | Sa      | So      |
| ------- | ------- | ------- | ------- | ------- | ------- | ------- | ------- |
| 39      |         |         |         |         |         |         | 1       |
| 40      | 2       | 3       | 4       | 5       | 6       | 7       | 8       |
| 41      | 9       | 10      | 11      | 12      | 13      | 14      | 15      |
| 42      | 16      | 17      | 18      | 19      | 20      | 21      | 22      |
| 43      | 23      | 24      | 25      | 26      | 27      | 28      | 29      |
| 44      | 30      | 31      |         |         |         |         |         |

| November | November | November | November | November | November | November | November |
| Kw       | Mo       | Di       | Mi       | Do       | Fr       | Sa       | So       |
| -------- | -------- | -------- | -------- | -------- | -------- | -------- | -------- |
| 44       |          |          | 1        | 2        | 3        | 4        | 5        |
| 45       | 6        | 7        | 8        | 9        | 10       | 11       | 12       |
| 46       | 13       | 14       | 15       | 16       | 17       | 18       | 19       |
| 47       | 20       | 21       | 22       | 23       | 24       | 25       | 26       |
| 48       | 27       | 28       | 29       | 30       |          |          |          |

| Dezember | Dezember | Dezember | Dezember | Dezember | Dezember | Dezember | Dezember |
| Kw       | Mo       | Di       | Mi       | Do       | Fr       | Sa       | So       |
| -------- | -------- | -------- | -------- | -------- | -------- | -------- | -------- |
| 48       |          |          |          |          | 1        | 2        | 3        |
| 49       | 4        | 5        | 6        | 7        | 8        | 9        | 10       |
| 50       | 11       | 12       | 13       | 14       | 15       | 16       | 17       |
| 51       | 18       | 19       | 20       | 21       | 22       | 23       | 24       |
| 52       | 25       | 26       | 27       | 28       | 29       | 30       | 31       |

| Januar | Januar | Januar | Januar | Januar | Januar | Januar | Januar |
| Kw     | Mo     | Di     | Mi     | Do     | Fr     | Sa     | So     |
| ------ | ------ | ------ | ------ | ------ | ------ | ------ | ------ |
| 52     |        |        |        |        |        | 1      | 2      |
| 1      | 3      | 4      | 5      | 6      | 7      | 8      | 9      |
| 2      | 10     | 11     | 12     | 13     | 14     | 15     | 16     |
| 3      | 17     | 18     | 19     | 20     | 21     | 22     | 23     |
| 4      | 24     | 25     | 26     | 27     | 28     | 29     | 30     |
| 5      | 31     |        |        |        |        |        |        |

| Februar | Februar | Februar | Februar | Februar | Februar | Februar | Februar |
| Kw      | Mo      | Di      | Mi      | Do      | Fr      | Sa      | So      |
| ------- | ------- | ------- | ------- | ------- | ------- | ------- | ------- |
| 5       |         | 1       | 2       | 3       | 4       | 5       | 6       |
| 6       | 7       | 8       | 9       | 10      | 11      | 12      | 13      |
| 7       | 14      | 15      | 16      | 17      | 18      | 19      | 20      |
| 8       | 21      | 22      | 23      | 24      | 25      | 26      | 27      |
| 9       | 28      | 29      |         |         |         |         |         |

| März | März | März | März | März | März | März | März |
| Kw   | Mo   | Di   | Mi   | Do   | Fr   | Sa   | So   |
| ---- | ---- | ---- | ---- | ---- | ---- | ---- | ---- |
| 9    |      |      | 1    | 2    | 3    | 4    | 5    |
| 10   | 6    | 7    | 8    | 9    | 10   | 11   | 12   |
| 11   | 13   | 14   | 15   | 16   | 17   | 18   | 19   |
| 12   | 20   | 21   | 22   | 23   | 24   | 25   | 26   |
| 13   | 27   | 28   | 29   | 30   | 31   |      |      |

| April | April | April | April | April | April | April | April |
| Kw    | Mo    | Di    | Mi    | Do    | Fr    | Sa    | So    |
| ----- | ----- | ----- | ----- | ----- | ----- | ----- | ----- |
| 13    |       |       |       |       |       | 1     | 2     |
| 14    | 3     | 4     | 5     | 6     | 7     | 8     | 9     |
| 15    | 10    | 11    | 12    | 13    | 14    | 15    | 16    |
| 16    | 17    | 18    | 19    | 20    | 21    | 22    | 23    |
| 17    | 24    | 25    | 26    | 27    | 28    | 29    | 30    |

| Mai | Mai | Mai | Mai | Mai | Mai | Mai | Mai |
| Kw  | Mo  | Di  | Mi  | Do  | Fr  | Sa  | So  |
| --- | --- | --- | --- | --- | --- | --- | --- |
| 18  | 1   | 2   | 3   | 4   | 5   | 6   | 7   |
| 19  | 8   | 9   | 10  | 11  | 12  | 13  | 14  |
| 20  | 15  | 16  | 17  | 18  | 19  | 20  | 21  |
| 21  | 22  | 23  | 24  | 25  | 26  | 27  | 28  |
| 22  | 29  | 30  | 31  |     |     |     |     |

| Juni | Juni | Juni | Juni | Juni | Juni | Juni | Juni |
| Kw   | Mo   | Di   | Mi   | Do   | Fr   | Sa   | So   |
| ---- | ---- | ---- | ---- | ---- | ---- | ---- | ---- |
| 22   |      |      |      | 1    | 2    | 3    | 4    |
| 23   | 5    | 6    | 7    | 8    | 9    | 10   | 11   |
| 24   | 12   | 13   | 14   | 15   | 16   | 17   | 18   |
| 25   | 19   | 20   | 21   | 22   | 23   | 24   | 25   |
| 26   | 26   | 27   | 28   | 29   | 30   |      |      |

| Juli | Juli | Juli | Juli | Juli | Juli | Juli | Juli |
| Kw   | Mo   | Di   | Mi   | Do   | Fr   | Sa   | So   |
| ---- | ---- | ---- | ---- | ---- | ---- | ---- | ---- |
| 26   |      |      |      |      |      | 1    | 2    |
| 27   | 3    | 4    | 5    | 6    | 7    | 8    | 9    |
| 28   | 10   | 11   | 12   | 13   | 14   | 15   | 16   |
| 29   | 17   | 18   | 19   | 20   | 21   | 22   | 23   |
| 30   | 24   | 25   | 26   | 27   | 28   | 29   | 30   |
| 31   | 31   |      |      |      |      |      |      |

| August | August | August | August | August | August | August | August |
| Kw     | Mo     | Di     | Mi     | Do     | Fr     | Sa     | So     |
| ------ | ------ | ------ | ------ | ------ | ------ | ------ | ------ |
| 31     |        | 1      | 2      | 3      | 4      | 5      | 6      |
| 32     | 7      | 8      | 9      | 10     | 11     | 12     | 13     |
| 33     | 14     | 15     | 16     | 17     | 18     | 19     | 20     |
| 34     | 21     | 22     | 23     | 24     | 25     | 26     | 27     |
| 35     | 28     | 29     | 30     | 31     |        |        |        |

| September | September | September | September | September | September | September | September |
| Kw        | Mo        | Di        | Mi        | Do        | Fr        | Sa        | So        |
| --------- | --------- | --------- | --------- | --------- | --------- | --------- | --------- |
| 35        |           |           |           |           | 1         | 2         | 3         |
| 36        | 4         | 5         | 6         | 7         | 8         | 9         | 10        |
| 37        | 11        | 12        | 13        | 14        | 15        | 16        | 17        |
| 38        | 18        | 19        | 20        | 21        | 22        | 23        | 24        |
| 39        | 25        | 26        | 27        | 28        | 29        | 30        |           |

| Oktober | Oktober | Oktober | Oktober | Oktober | Oktober | Oktober | Oktober |
| Kw      | Mo      | Di      | Mi      | Do      | Fr      | Sa      | So      |
| ------- | ------- | ------- | ------- | ------- | ------- | ------- | ------- |
| 39      |         |         |         |         |         |         | 1       |
| 40      | 2       | 3       | 4       | 5       | 6       | 7       | 8       |
| 41      | 9       | 10      | 11      | 12      | 13      | 14      | 15      |
| 42      | 16      | 17      | 18      | 19      | 20      | 21      | 22      |
| 43      | 23      | 24      | 25      | 26      | 27      | 28      | 29      |
| 44      | 30      | 31      |         |         |         |         |         |

| November | November | November | November | November | November | November | November |
| Kw       | Mo       | Di       | Mi       | Do       | Fr       | Sa       | So       |
| -------- | -------- | -------- | -------- | -------- | -------- | -------- | -------- |
| 44       |          |          | 1        | 2        | 3        | 4        | 5        |
| 45       | 6        | 7        | 8        | 9        | 10       | 11       | 12       |
| 46       | 13       | 14       | 15       | 16       | 17       | 18       | 19       |
| 47       | 20       | 21       | 22       | 23       | 24       | 25       | 26       |
| 48       | 27       | 28       | 29       | 30       |          |          |          |

| Dezember | Dezember | Dezember | Dezember | Dezember | Dezember | Dezember | Dezember |
| Kw       | Mo       | Di       | Mi       | Do       | Fr       | Sa       | So       |
| -------- | -------- | -------- | -------- | -------- | -------- | -------- | -------- |
| 48       |          |          |          |          | 1        | 2        | 3        |
| 49       | 4        | 5        | 6        | 7        | 8        | 9        | 10       |
| 50       | 11       | 12       | 13       | 14       | 15       | 16       | 17       |
| 51       | 18       | 19       | 20       | 21       | 22       | 23       | 24       |
| 52       | 25       | 26       | 27       | 28       | 29       | 30       | 31       |

## Ereignisse

### Politik und Weltgeschehen

#### Erster Weltkrieg

##### Politische und diplomatische Entwicklungen
- 24. Januar: Ein deutsch-afghanischer Freundschafts- und Handelsvertrag sichert Afghanistan die Anerkennung seiner Souveränität zu.

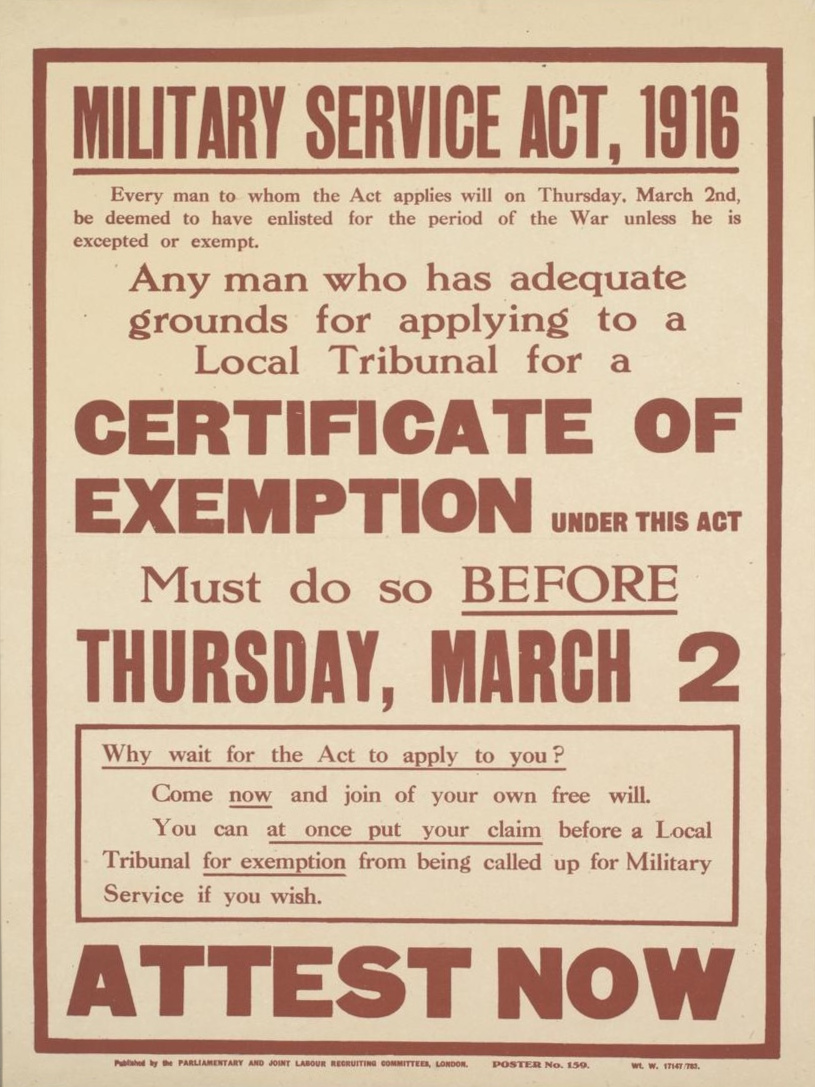
Plakat zur Einführung der Wehrpflicht in Großbritannien

- 26. Januar: Im britischen Unterhaus wird ein Wehrpflichtgesetz angenommen. Es gilt zunächst für alle ledigen Männer zwischen 18 und 41 Jahren.
- 4. Februar: Der österreichische Kaiser Franz Joseph I. stiftet das Kriegskreuz für Zivilverdienste in vier Klassen.
- 22. Februar: Mit dem House-Grey Memorandum schließen Edward Mandell House, US-Präsident Woodrow Wilsons Vertreter bei der Entente und der britische Außenminister Edward Grey eine geheime Vereinbarung über einen Eintritt der Vereinigten Staaten in den Ersten Weltkrieg.
- 9. März: Nachdem Ministerpräsident Afonso Costa im Februar den Befehl gegeben hat, alle deutschen Handelsschiffe in portugiesischen Gewässern zu beschlagnahmen, erklärt das Deutsche Kaiserreich Portugal den Krieg. Am 15. März folgt Österreich-Ungarn mit der Kriegserklärung.
- 12. März: Auf der dritten Chantilly-Konferenz im gleichnamigen französischen Ort werden weitere strategische Pläne der Alliierten besprochen.

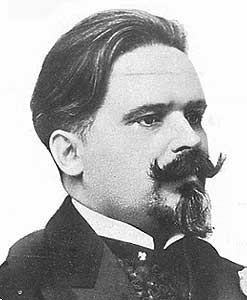
António José de Almeida

- 16. März: In Portugal wird wegen des Eintritts des Landes in den Ersten Weltkrieg eine große Koalitionsregierung gebildet. António José de Almeida wird Nachfolger von Afonso Costa als Regierungschef, dieser bleibt jedoch Finanzminister.

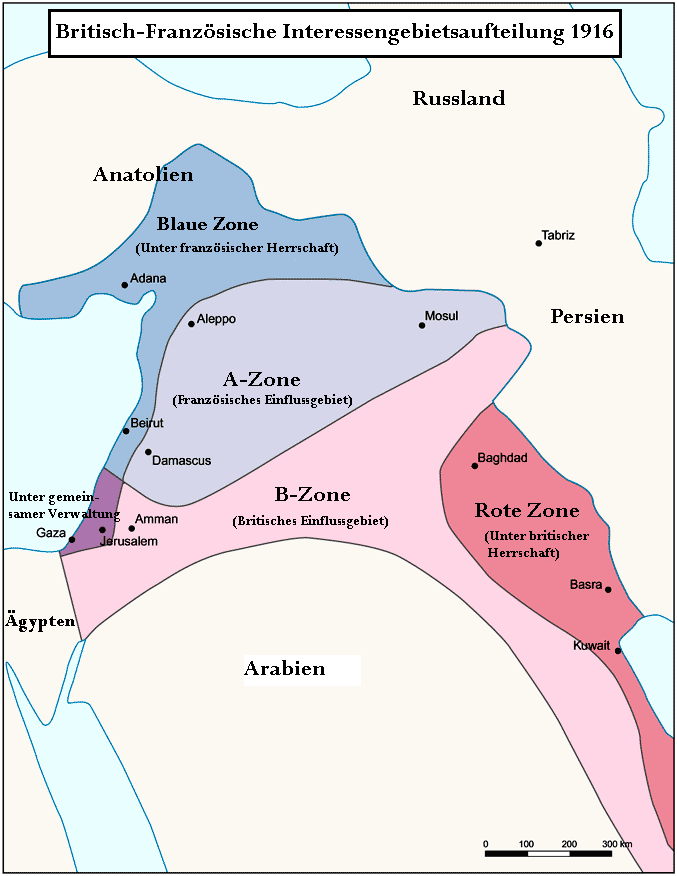
Karte der im Sykes-Picot-Abkommen vereinbarten Einflusssphären

- 16. Mai: Im geheimen Sykes-Picot-Abkommen grenzen Großbritannien und Frankreich ihre kolonialen Einflusssphären im Nahen Osten für die Zeit nach dem Zusammenbruch des Osmanischen Reichs im Ersten Weltkrieg ab. Das von François Georges-Picot und Mark Sykes ausgehandelte Vertragswerk steht im Widerspruch zur Hussein-McMahon-Korrespondenz, in der Sir Henry McMahon, Britischer Hochkommissar in Ägypten, dem Führer des Hedschas, Hussein ibn Ali, Sherif von Mekka, die arabische Unabhängigkeit im Fall eines erfolgreichen arabischen Aufstandes zusagt, dies allerdings in sehr vagen Formulierungen.
- 18. Juni: Nach einem Misstrauensvotum wegen anhaltender militärischer Misserfolge tritt der italienische Ministerpräsident Antonio Salandra zurück. Ihm folgt sein 78-jähriger Parteikollege Paolo Boselli, nachdem zwei andere das Amt abgelehnt haben.
- 22. Juni: Der griechische Ministerpräsident Stephanos Skouloudis tritt zurück. Nach ihm kommen in kurzer Abfolge Alexandros Zaimis, Nikolaos Kalogeropoulos und am 10. Oktober Spyridon Lambros. Die von Konstantin I. in Athen eingesetzte Regierung kontrolliert jedoch nur den Süden des gespaltenen Landes. In Thessaloniki etabliert sich eine republikanische Gegenregierung unter Eleftherios Venizelos.
- 6. Juli: Der Liberale David Lloyd George folgt dem einen Monat zuvor beim Untergang der HMS Hampshire ums Leben gekommenen Herbert Kitchener als britischer Kriegsminister.
- 28. August: Italien erklärt dem Deutschen Reich den Krieg.
- 29. August: Erich von Falkenhayn wird als Chef der Obersten Heeresleitung durch Paul von Hindenburg und Erich Ludendorff abgelöst. Zwei Tage später legen diese das Hindenburg-Programm, eine umfangreiche Liste von Forderungen zur Ausweitung der Rüstungsproduktion vor.

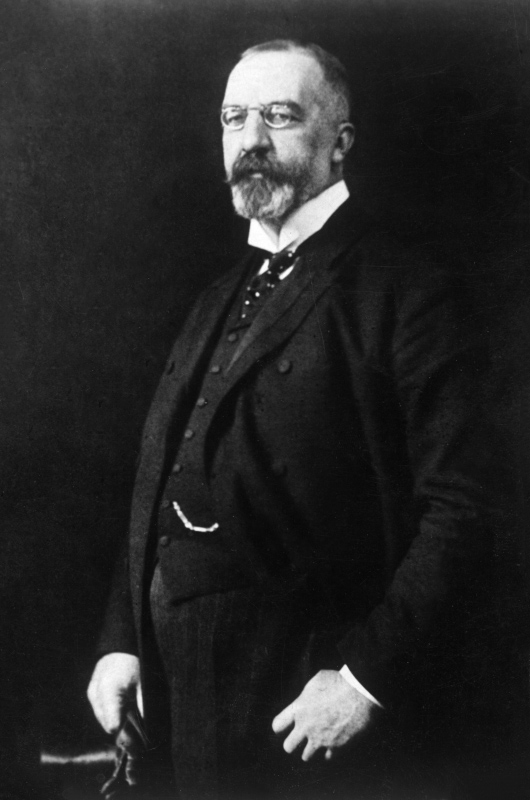
Karl Graf von Stürgkh

- 21. Oktober: Der österreichische Ministerpräsident Karl Graf von Stürgkh wird von dem Sozialdemokraten Friedrich Adler im Speisesaal des Wiener Hotels Meissl & Schadn ermordet.
- 28. Oktober: Ernest von Koerber wird von Kaiser Franz Joseph I. zu Stürgkhs Nachfolger als österreichischer Ministerpräsident berufen. Am 31. Oktober wird das Ministerium Koerber II angelobt.
- Mit dem Stichtag 1. November findet die Judenzählung im deutschen Heer statt. Der Erlass des preußischen Kriegsministers Adolf Wild von Hohenborn vom 11. Oktober reagiert auf den im deutschen Offizierskorps verbreiteten Antisemitismus und die von antisemitischen Verbänden, Parteien und Medien verstärkte Propaganda, Juden seien „Drückeberger“, die sich dem Waffendienst an der Front mit allen möglichen Ausreden entzögen und davon unverhältnismäßig oft befreit würden. Die Statistik belegt, dass Juden entsprechend ihrem Bevölkerungsanteil am Kriegsgeschehen teilnahmen; sie wurde allerdings von der Obersten Heeresleitung nicht veröffentlicht.
- 5. November: Die Mittelmächte proklamieren im Warschauer Königsschloss das Regentschaftskönigreich Polen auf dem Gebiet der russischen Provinz Weichselland – ohne einen König und ohne genauere Bestimmung der Grenzen. Die deutschfeindliche Bewegung Narodowa Demokracja (Nationale Demokratie), die ihre Hochburg in der Provinz Posen hat, und deren Führer Roman Dmowski in Paris weilt, lehnt hingegen nach wie vor jede Zusammenarbeit mit den Mittelmächten ab.
- 11. November: Der Tschechoslowakische Nationalausschuss wird ins Leben gerufen. Die Aufgabe der Organisation ist die Vorbereitung der Machtübernahme und die Ausarbeitung einer Verfassung in der Tschechoslowakei. Zu den Gründungsmitgliedern gehören Edvard Beneš, Tomáš Garrigue Masaryk und Milan Rastislav Štefánik.
- 15. November: Die vierte Chantilly-Konferenz hat die strategische Planung für das Kriegsjahr 1917 zum Inhalt.

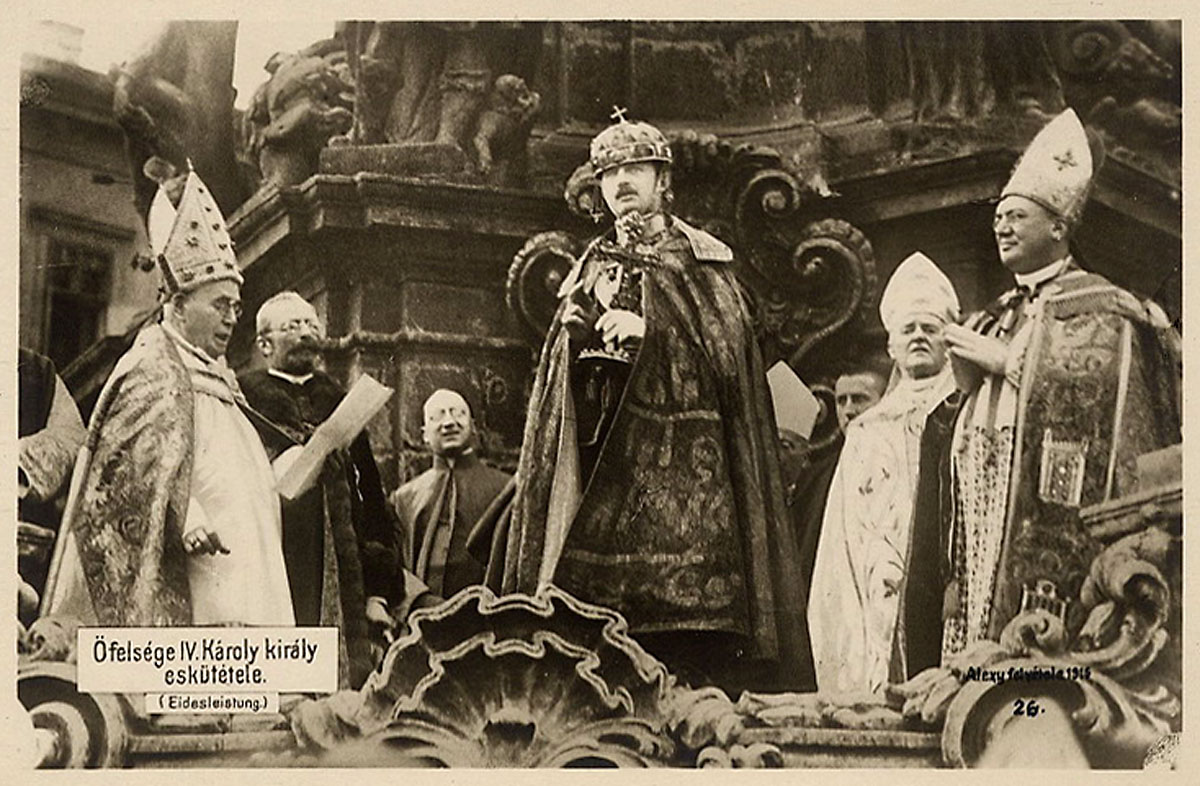
Eidesleistung an Karl als König von Ungarn am 30. Dezember

- 21. November: Der österreichische Kaiser Franz Joseph I. stirbt an einer Lungenentzündung. Nachfolger wird sein Neffe Karl I.
- 1. Dezember: Das noch unter dem Ministerium Stürgkh beschlossene Amt für Volksernährung nimmt in Österreich-Ungarn seine Tätigkeit auf.

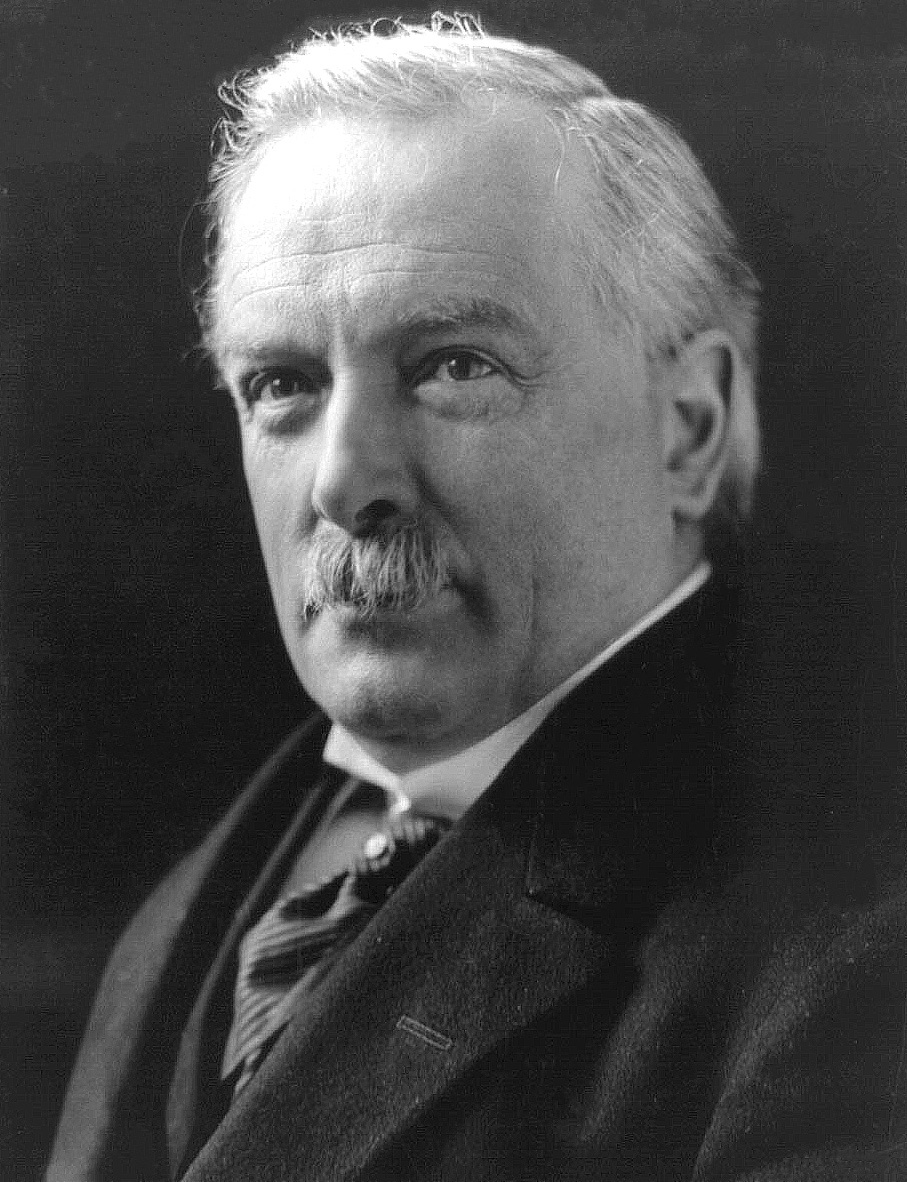
David Lloyd George als Premierminister

- 5. Dezember: Herbert Henry Asquith tritt als Premierminister des Vereinigten Königreichs zurück. Zwei Tage später folgt ihm David Lloyd George im Amt als Führer der Koalitionsregierung mit den Konservativen. Die Anhänger Asquiths gehen in die Opposition, so dass die Liberal Party gespalten wird. Der neue Premierminister verfolgt eine Kriegspolitik, die auf eine vollständige Niederlage des Deutschen Reichs abzielt.
- 13. Dezember: Ernest von Koerber, der kein gutes Verhältnis zu Kaiser Karl I. hat, quittiert sein Amt als österreichischer Ministerpräsident.
- 20. Dezember: Heinrich Clam-Martinic wird zum neuen österreichischen Ministerpräsidenten ernannt.
- 30. Dezember: Die Entente weist ein Friedensangebot der Mittelmächte ab.

##### „Heimatfront“

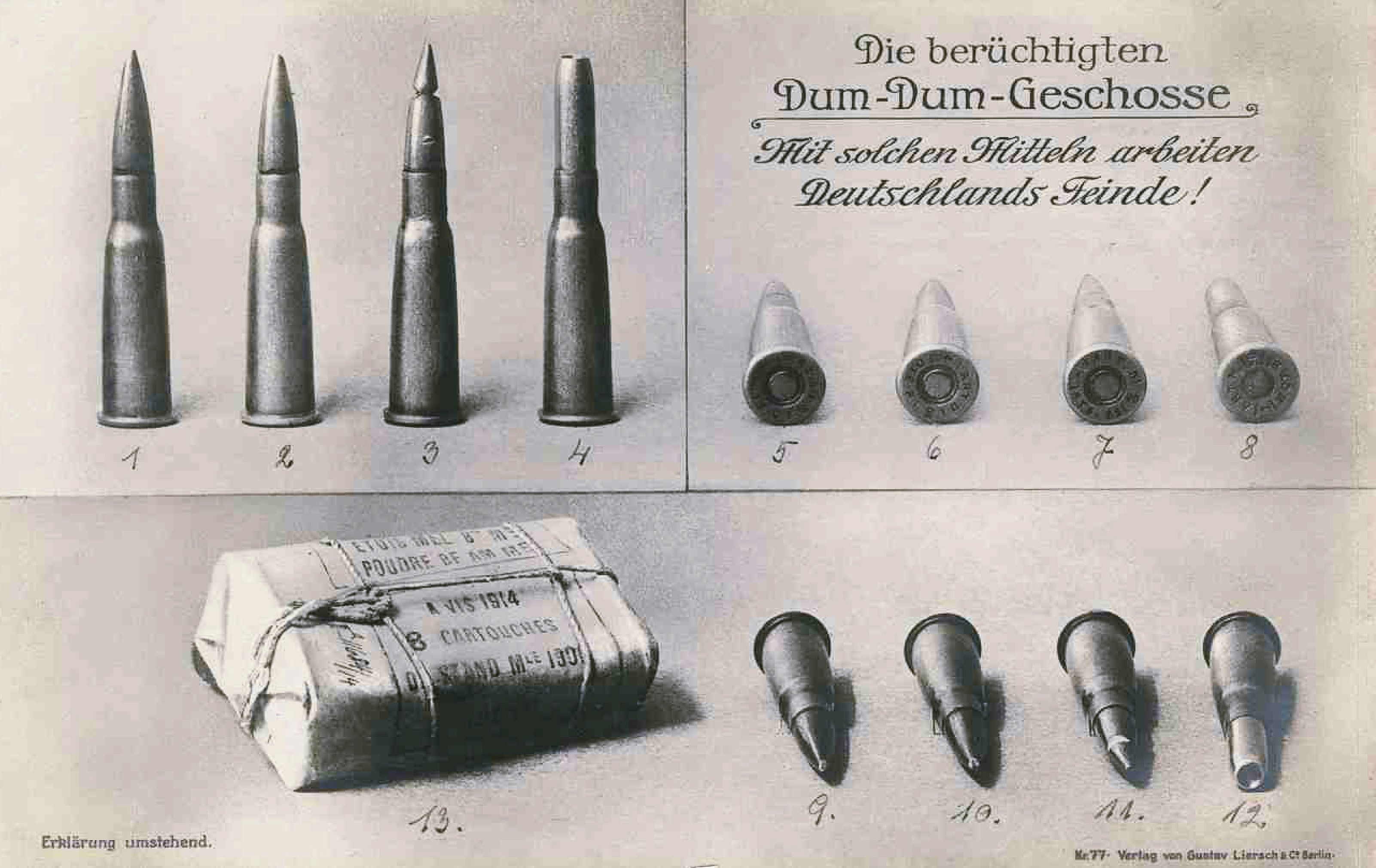
Propaganda-Feldpostkarte, ca. 1916: „Mit solchen Mitteln arbeiten Deutschlands Feinde.“

- Die Gruppe Internationale um Rosa Luxemburg, Franz Mehring und Karl Liebknecht organisiert sich in Deutschland reichsweit. Am 1. Januar nimmt sie die von Rosa Luxemburg in der Haft verfassten Leitsätze über die Aufgaben der internationalen Sozialdemokratie als ihr Programm an. Am 27. Januar erscheint der erste der fortan so genannten illegalen Spartakusbriefe, der die Ziele der Gruppe ausführt. Deshalb gibt der Volksmund der Gruppe den Namen Spartakus, so dass diese sich nun ihrerseits Spartakusgruppe nennt.
- 12. Januar: Karl Liebknecht wird aus der SPD ausgeschlossen. Otto Rühle tritt daraufhin aus Solidarität selbst aus der Fraktion aus.
- 24. März: Der SPD-Vorsitzende Hugo Haase spricht im deutschen Reichstag überraschend gegen den Krieg und die Annahme des Notetats, den die SPD-Fraktion mehrheitlich annehmen wollte. Er wird mit 17 weiteren Abgeordneten aus der SPD-Fraktion ausgeschlossen und zum Rücktritt als Parteivorsitzender gezwungen. Die ausgeschlossenen Abgeordneten bilden die Sozialdemokratische Arbeitsgemeinschaft.
- 1. Mai: Karl Liebknecht spricht auf einer illegalen Anti-Kriegs-Kundgebung in Berlin am Potsdamer Platz und wird verhaftet. Es kommt daraufhin zu spontanen Solidaritätsstreiks mit rund 50.000 Beteiligten.

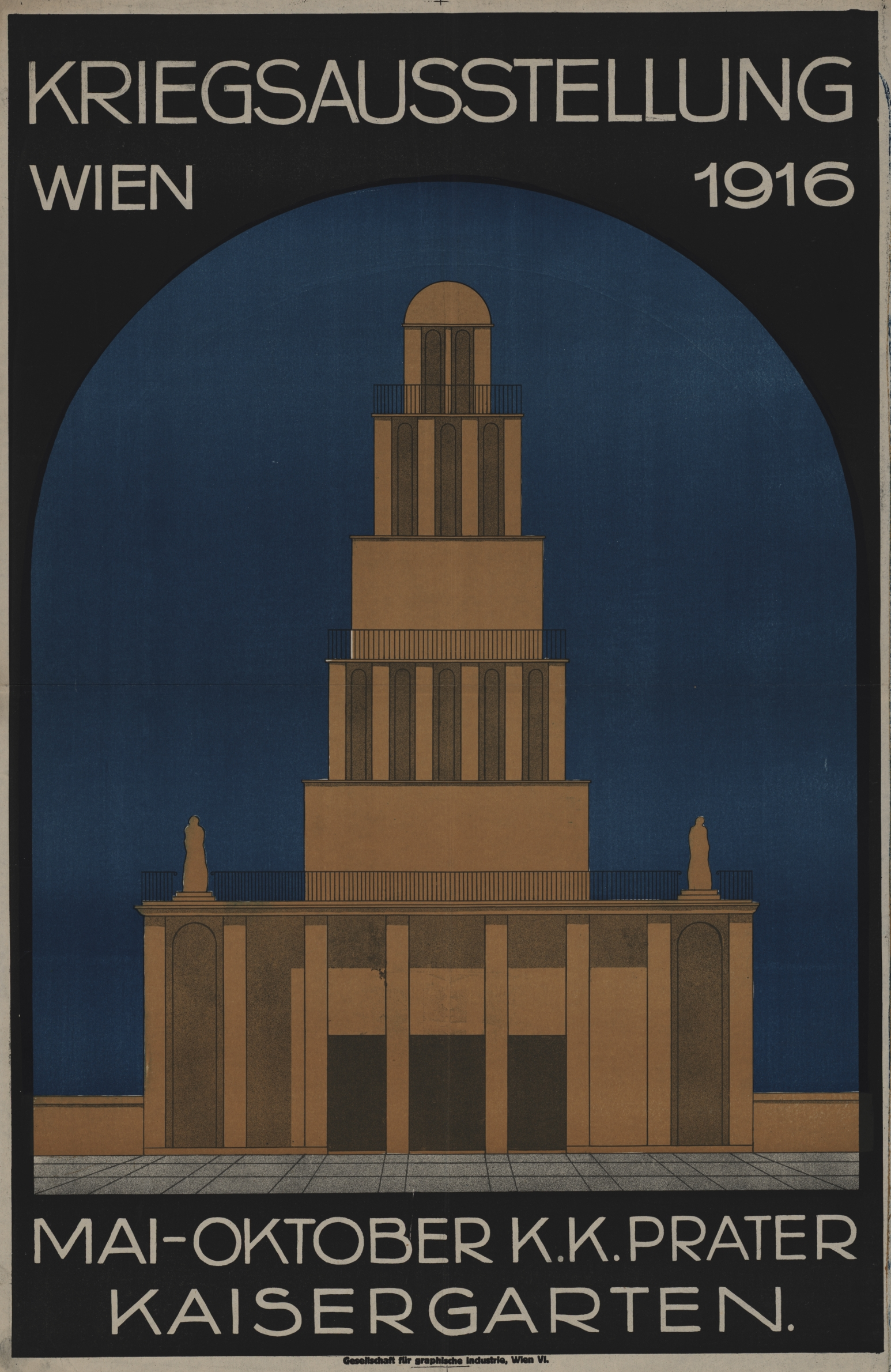
Plakat der Kriegsausstellung 1916

- 1. Juli: Propaganda im Ersten Weltkrieg: Die Kriegsausstellung 1916 im Wiener Prater wird eröffnet. Während bisherige Ausstellungen der Anbahnung wirtschaftlicher Beziehungen dienten, ermöglicht man mit dieser Ausstellung einen Einblick in die Kriegsführung und belehrt die Bevölkerung, wofür die Mittel, die dafür aufgewendet werden müssten, im Kriege gebraucht würden. Der österreichische Architekt und Professor an der Kunstgewerbeschule Wien Carl Witzmann erhält den Auftrag zur Errichtung der Leistungsschau. Die Ausstellung findet im Kaisergarten und der Gallitzinwiese des Wiener Praters statt und umfasst 25 Abteilungen auf 50.000 Quadratmetern. Große Mengen erbeuteter Trophäen der Kriegsfeinde, sowie Kampfmittel der Artillerie, Infanterie und der Marine werden zur Schau gestellt. Es werden ganze Schützengrabensysteme ausgehoben, um dem Publikum einen erlebbaren Eindruck des Frontlebens zu veranschaulichen. Die medialen Propagandamittel, wie Fotografie und Film, die im Ersten Weltkrieg zum ersten Mal verstärkt eingesetzt werden, sowie Kunst und Kriegsliteratur umfassen eigene Abteilungen. Die Versorgung von Verwundeten und das damit verbundene Sanitätswesen, aber auch die Eingliederung der Kriegsinvaliden in die Gesellschaft werden ebenfalls zur Schau gestellt.
- 23. August: Der verhaftete Karl Liebknecht wird wegen Hochverrats zu vier Jahren und einen Monat Zuchthaus verurteilt.
- November/Dezember: Der so genannte Steckrübenwinter beginnt.
- 6. Dezember: Im Deutschen Reich tritt das Gesetz über den vaterländischen Hilfsdienst in Kraft, wonach Männer zwischen dem 17. und dem 60. Lebensjahr, die nicht zur Armee eingezogen worden sind oder nicht vor 1916 in einem agrarischen oder forstwirtschaftlichen Betrieb gearbeitet haben, zur Arbeit in der Rüstungsindustrie oder in einem kriegswichtigen Betrieb verpflichtet werden.

##### Westfront

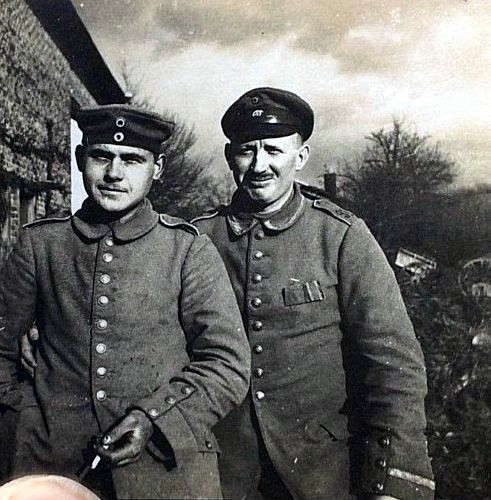
Preußische Soldaten zur Zeit des Ersten Weltkrieges, 1916

- 21. Februar: Die Schlacht um Verdun beginnt mit einem Granatenabschuss durch das im Wald von Warphémont stehende deutsche 38-cm-Schiffsgeschütz Langer Max auf Verdun, der vergeblich eine Brücke über die Maas zerstören soll. Danach eröffnen die 1220 deutschen Geschütze aller Kaliber gleichzeitig das Feuer auf die französischen Stellungen und auf das Hinterland. Die Deutschen setzen beim Angriff erstmals zwölf Fesselballone koordiniert ein. Die Feldluftschiffer liefern Informationen zur Gefechtsfeldaufklärung.

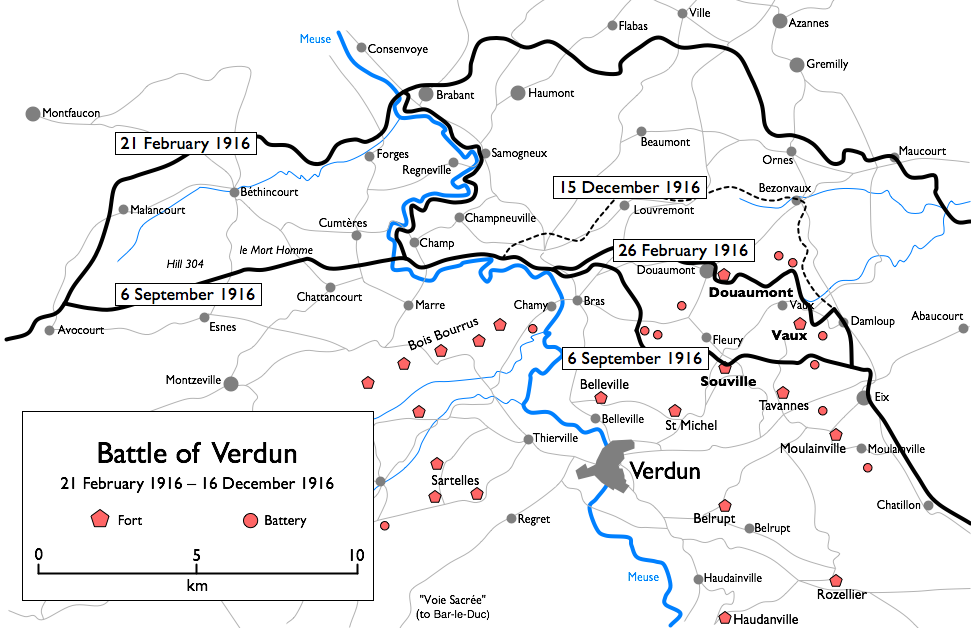
Verdun mit umliegenden Forts

- 21. Februar bis 18. Dezember: In der Schlacht um Verdun werden über 700.000 deutsche und französische Soldaten getötet oder verwundet. Am Ende der Schlacht stellt sich der Frontverlauf an der Westfront nahezu unverändert dar.
- 25. Februar: Deutsche Truppen erobern Fort Douaumont.
- 26. Februar: General Philippe Pétain wird neuer französischer Befehlshaber im Frontabschnitt um Verdun.
- 27. Februar: Der französische Hauptmann Charles de Gaulle gerät in deutsche Kriegsgefangenschaft.
- 1. April: Im deutsch besetzten Generalgouvernement Belgien wird die Krankenschwester Gabrielle Petit wegen Spionage für den britischen Geheimdienst hingerichtet.
- 16. April: Das durch Frankreich erbetene Expeditionskorps der Russischen Armee in Frankreich landet in Marseille.
- 18. April: Die überwiegend aus US-amerikanischen Kriegsfreiwilligen bestehende Escadrille La Fayette der französischen Luftstreitkräfte wird gegründet.
- 28. April: Robert Nivelle, ein Anhänger der Offensive à outrance, wird neuer französischer Befehlshaber um Verdun.

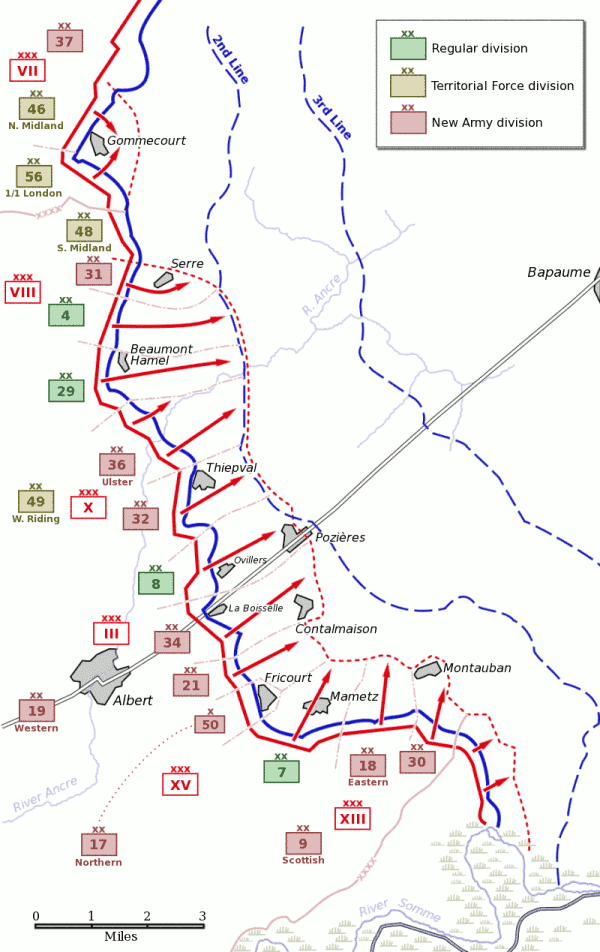
Britischer Angriffsplan für den ersten Tag der Sommeschlacht

- 24. Juni bis 30. Juni: Mit siebentägigem Trommelfeuer bereiten britische Einheiten die Schlacht an der Somme vor.

Karte des Schlachtfelds

- 1. Juli: Mit der Sprengung der Lochnagar-Mine setzt die Schlacht an der Somme ein, die zur verlustreichsten Schlacht im Ersten Weltkrieg werden wird. Der 1. Juli geht als verlustreichster Tag in die britische Militärgeschichte ein. Da man auf britischer Seite davon überzeugt ist, dass die deutschen Stellungen durch das immense Geschützfeuer vernichtet worden sind, lässt man die Angriffstruppen in dichten Schützenreihen im Marschtempo vorrücken. Dort geraten sie jedoch in unerwartet starkes MG-Feuer und erleiden schwere Verluste. Nur an wenigen Stellen gelingt ihnen die Einnahme vorderster deutscher Schützengräben, die aber nach kurzer Zeit wieder aufgegeben werden müssen.
- 3. Juli: Britische Einheiten erobern die Orte Mametz und Fricourt.
- 6. bis 14. Juli: Der Trones-Wald bei Longueval wechselt 18 Mal den Besitzer.
- 14. Juli: Britischen Einheiten gelingt ein tiefer Einbruch in die deutschen Stellungen.

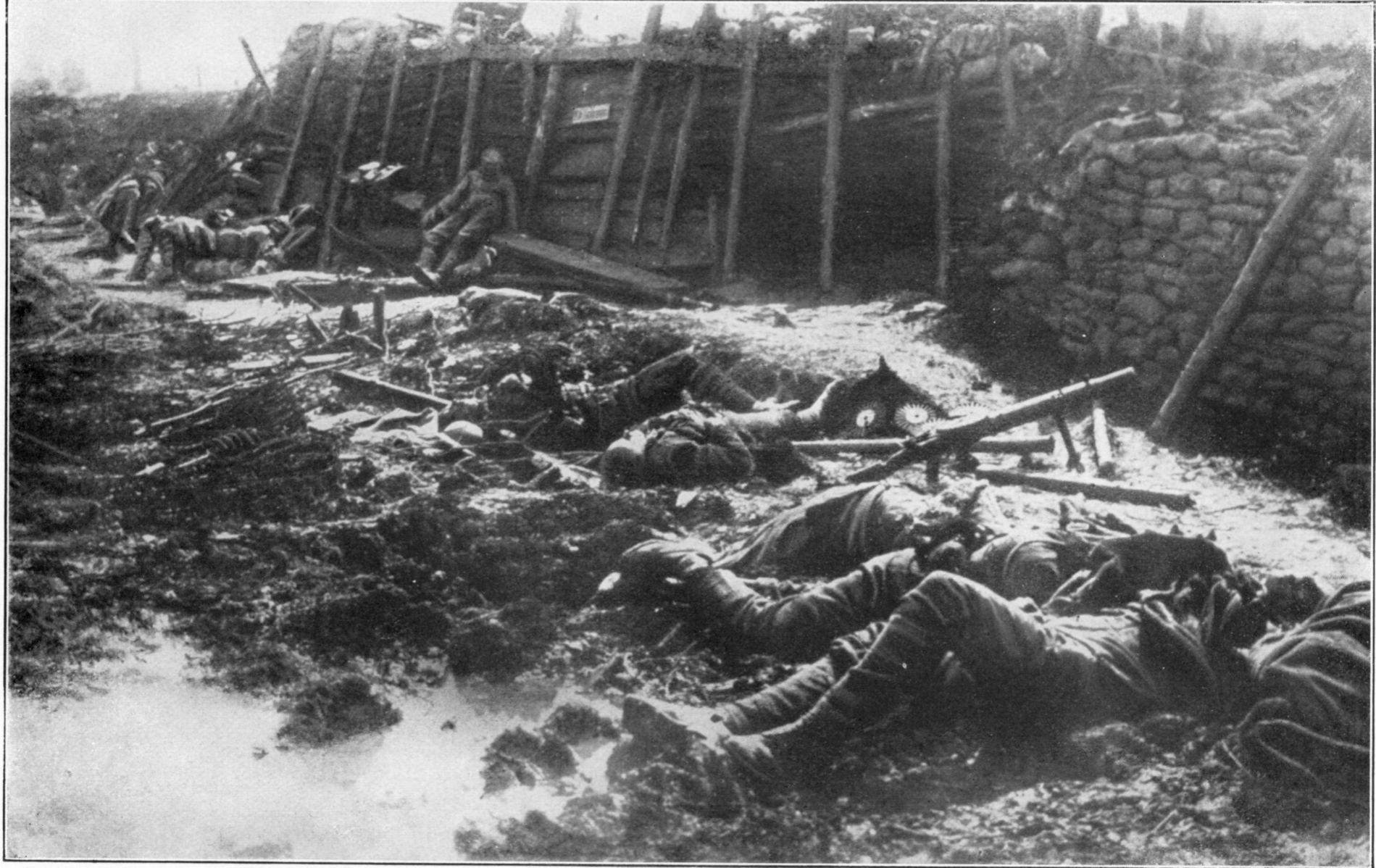
Tote britische Soldaten nach deutschem Angriff mit Giftgas während der Schlacht von Fromelles

- 19. bis 21. Juli: Die Schlacht von Fromelles endet mit einem Desaster für die First Australian Imperial Force. Der deutsche Sieg bringt allerdings kaum Geländegewinne. Nach der Schlacht beanstanden beide Kriegsparteien Verstöße gegen die Genfer Konvention.
- 15. September: Die Briten setzen in der Schlacht an der Somme erstmals Panzer im Krieg ein.
- 24. Oktober: Das in der Schlacht um Verdun heiß umkämpfte Fort Douaumont wird von den Franzosen zurückerobert.

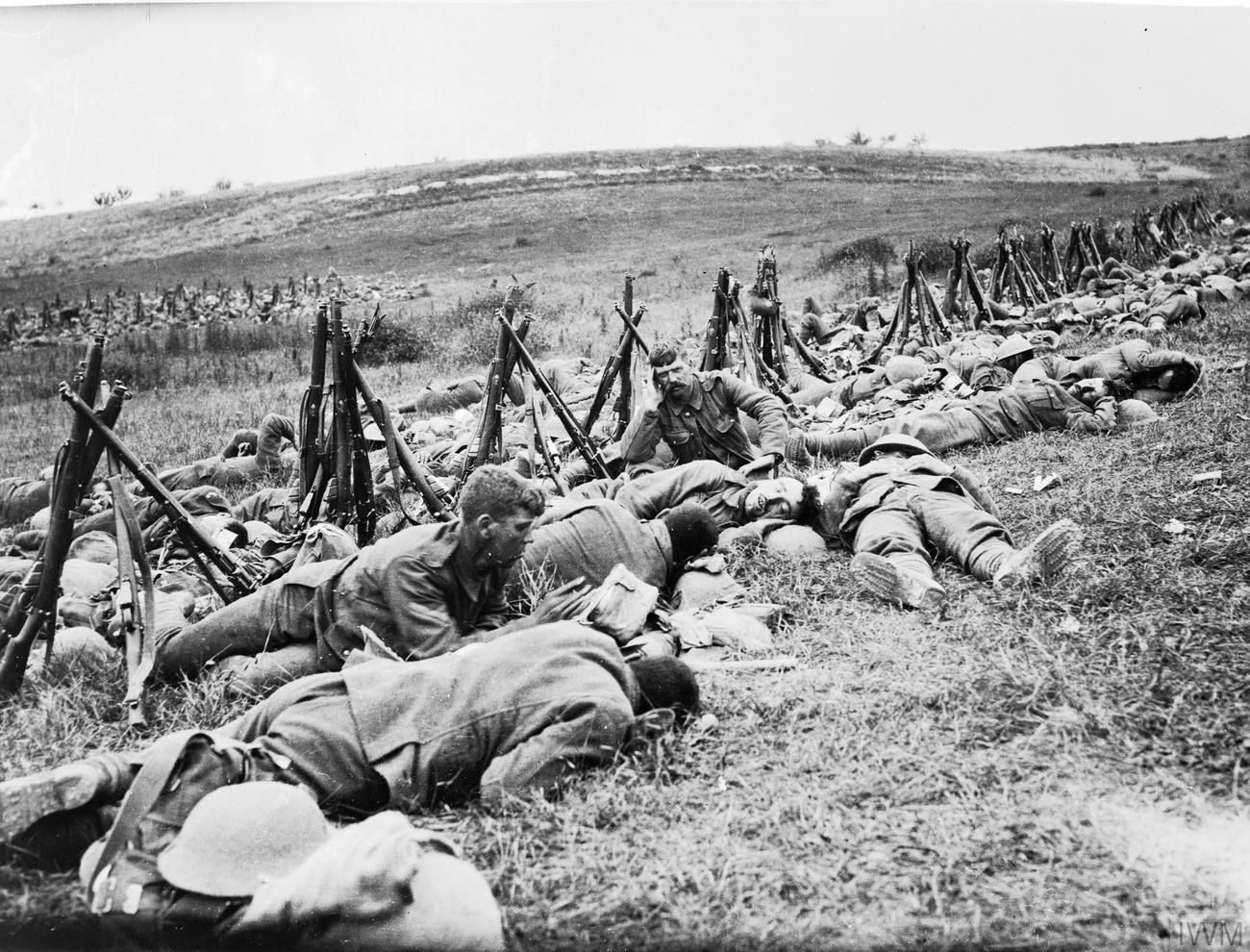
Soldaten des Royal-Warwickshire-Regiments liegen erschöpft auf dem Boden, November 1916

- 18. November: Die Schlacht an der Somme endet. Etwa 1,2 Millionen britische, deutsche und französische Soldaten sind in der Schlacht getötet oder verwundet worden. Die Schlacht bringt den Alliierten einen geringen Geländegewinn.

##### Gebirgskrieg zwischen Italien und Österreich-Ungarn
- 11. März bis 16. März: Nur auf Verlangen der Entente findet die Fünfte Isonzoschlacht statt. Frankreich und Großbritannien wollten so eine Entlastung ihrer Soldaten in der Schlacht um Verdun erreichen. Die Verluste auf beiden Seiten liegen nach fünf Tagen bei rund 2.000 Mann.

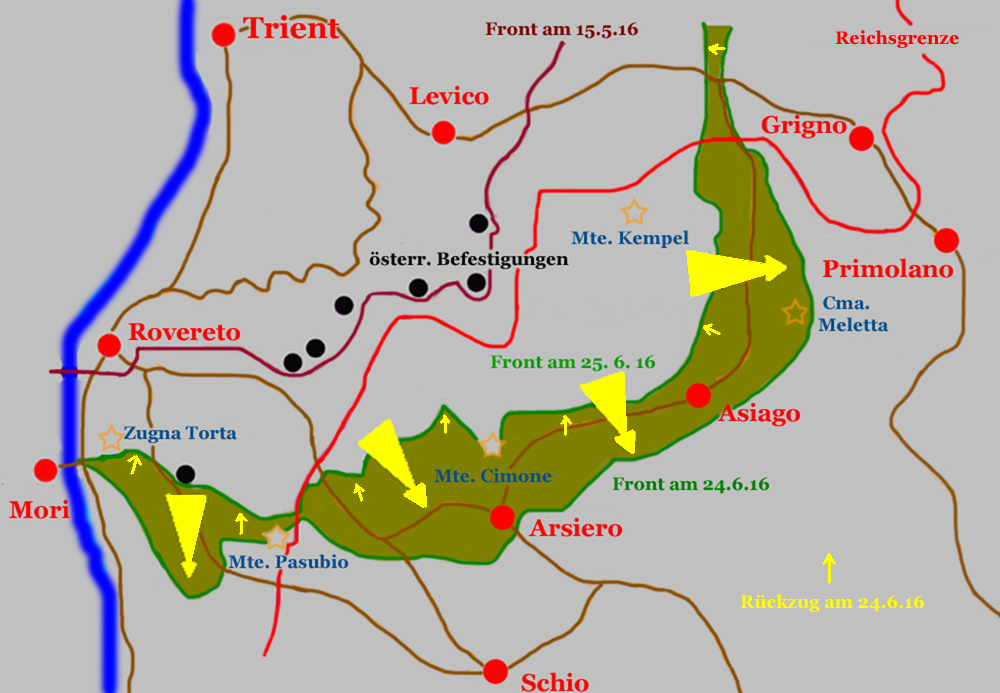
Aufmarsch- und Angriffsgebiet der Frühjahrsoffensive

- 15. Mai bis 25. Juni: Mit der Südtiroloffensive versucht Österreich-Ungarn, nach Pavia und Venedig vorzudringen, die italienischen Kräfte östlich des Piave einzukesseln und so die schwer bedrängte Isonzofront zu neutralisieren oder zumindest zu entlasten. Letzteres gelingt, wenn auch nur vorübergehend. Am 18. Juni wird der Befehl zum Rückzug erlassen. Grund dafür ist die von Russland am 4. Juni begonnene Brussilow-Offensive, deren katastrophale Auswirkungen auf die österreichisch-ungarische Ostfront nur mit Truppen aus dem Südtiroler Raum aufgefangen werden können. Man verlegt daher die Front ab der Nacht vom 24. Juni zum 25. Juni auf besser zu verteidigende Stellungen um einen Streifen von etwa drei bis vier Kilometer zurück.
- 26. Juni bis 8. Juli: Die italienische Gegenoffensive bringt keine nennenswerten Geländegewinne.

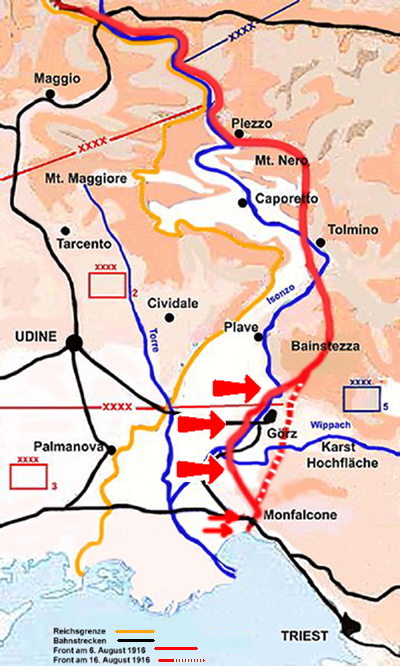
Sechste Isonzoschlacht

- 5. August: Italienische Einheiten führen Scheinangriffe südlich von Görz, bei Selz und Monfalcone durch.
- 6. August bis 16. August: Während der Sechsten Isonzoschlacht erfolgt der erste Gasangriff österreichisch-ungarischer Truppen. Das Giftgas wird dabei im „Blasverfahren“ von Druckflaschen unter Ausnützung der Windverhältnisse auf die gegnerischen Stellungen abgelassen. Die Schlacht endet mit der Einnahme der Stadt Görz durch italienische Einheiten. Es gelingt aber nicht, über die begradigte Front hinaus weiter vorzudringen und wie geplant Triest einzunehmen.
- 14. September bis 18. September: Die Siebente Isonzoschlacht endet nach wenigen Tagen ohne nennenswerten Erfolg für die italienischen Angreifer.
- 9. Oktober bis 12. Oktober: In der Achten Isonzoschlacht erzielen die angreifenden Italiener einen minimalen Geländegewinn.
- 31. Oktober bis 4. November: Die Neunte Isonzoschlacht bringt die österreichisch-ungarische Armee an den Rand des Zusammenbruchs, sie kann sich aber nachdem die italienischen Einheiten zu lange gezögert haben, wieder sammeln und die Front stabilisieren.

##### Ostfront und Balkan
- 5. Januar: Nach dem siegreichen Serbienfeldzug der Mittelmächte und der Österreichisch-Ungarischen Besetzung Serbiens beginnt der österreichisch-ungarische Feldzug in Montenegro unter Stephan Sarkotić von Lovćen.
- 9. Januar: Die letzten britischen Truppen müssen die türkische Halbinsel Gallipoli räumen. Der britische Versuch, die Dardanellen zu erobern, ist gescheitert.
- 13. Januar: Österreichische Truppen erreichen die montenegrinische Hauptstadt Cetinje. König Nikola setzt sich ins italienische Exil ab.
- 23. Januar: Die Österreicher besetzen Skutari.

Waffenstillstandsunterzeichnung zwischen Montenegro und Österreich-Ungarn am 25. Januar 1916 (ganz rechts: Viktor Weber von Webenau)

- 25. Januar: Das mit Serbien verbündete Montenegro muss kapitulieren und unterzeichnet einen Waffenstillstand. Bei dem Feldzug hat das Land rund 40 % seiner Armee und über 10 % seiner Gesamtbevölkerung verloren. Es folgt die Österreichisch-Ungarische Besetzung Montenegros 1916–1918.
- 9. Februar: Österreichische Truppen besetzen Tirana.
- 26. Februar: Viktor Weber von Webenau wird Generalgouverneur des besetzten Montenegro.
- 18. März: Mit einer russischen Offensive beginnt die Schlacht am Naratsch-See, die Ende März mit einer russischen Niederlage endet.

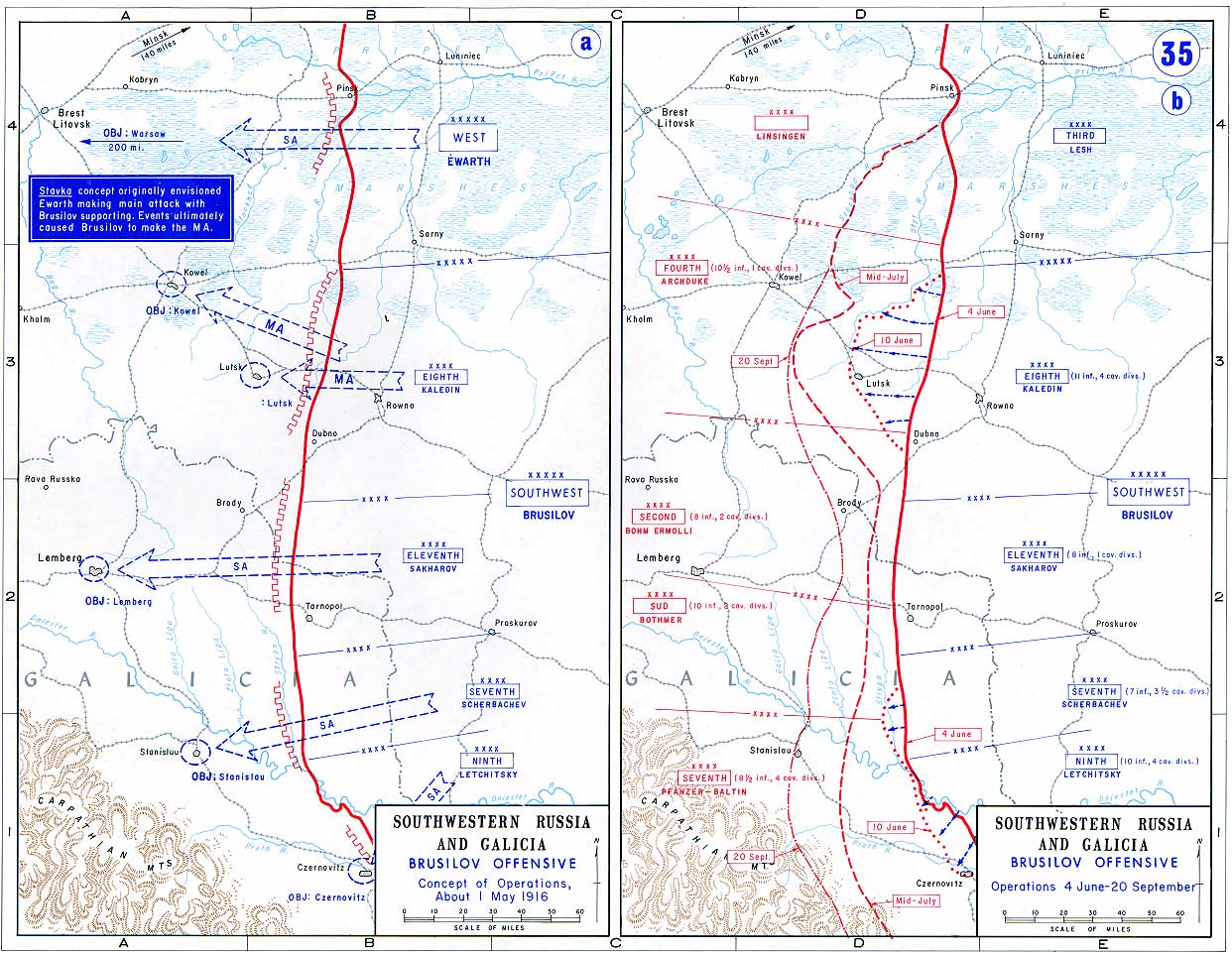
Lageentwicklung während der Offensive

- 4. Juni bis 20. September: Die russische Brussilow-Offensive an der Ostfront bringt große Gebietsgewinne, aber durch den hohen Verlust an Menschenleben sinkt die Moral in der russischen Armee.
- 3. Juli bis 29. Juli: Die Baranowitschi-Offensive endet mit einer verlustreichen Niederlage der Kaiserlich Russischen Armee und einer damit einhergehenden Destabilisierung Russlands.
- 27. August: Rumänien erklärt Österreich-Ungarn den Krieg in der Hoffnung auf Gebietszuwächse. Die rumänische Armee unternimmt einen Vorstoß nach Siebenbürgen unter General Constantin Prezan, kommt aber vor Hermannstadt zu stehen.

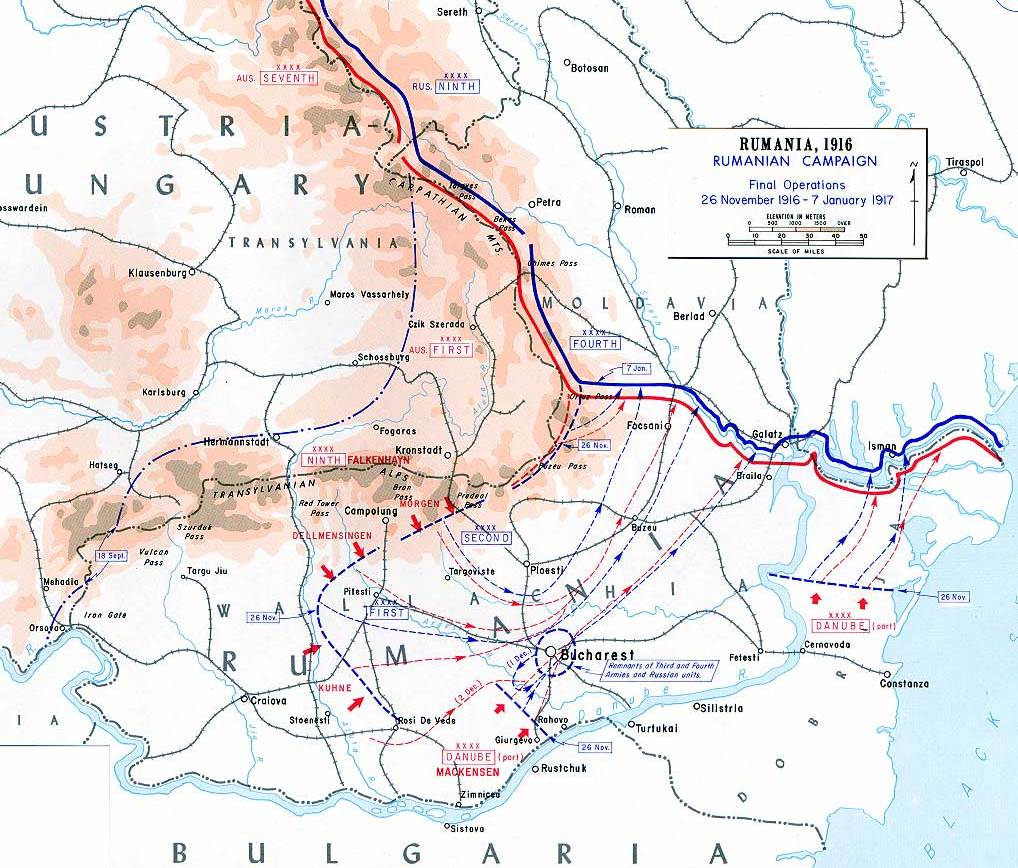
Eroberung der Walachei und der Dobrudscha durch die Mittelmächte

- 1. September: Bulgarien erklärt Rumänien den Krieg. Am nächsten Tag marschieren bulgarische Einheiten in der Dobrudscha ein.
- 6. September: Bulgarisch-deutsche Truppen erobern die Festung Tutrakan.
- 12. September: Die Alliierten beginnen mit einer Offensive an der Salonikifront in Richtung Monastir.
- 30. September: Die russische Armee beendet den Großen Rückzug und stabilisiert die Frontlinie.

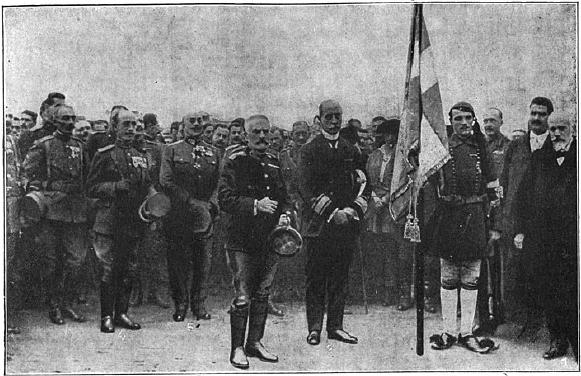
Flaggenzeremonie in Saloniki 1916

- 9. Oktober: Die Ententemächte installieren im von ihnen besetzten Thessaloniki eine Gegenregierung unter Eleftherios Venizelos. Ziel: Sturz des griechischen Königs.
- 5. November: Die Mittelmächte proklamieren im Säulensaal des Warschauer Königsschlosses das Regentschaftskönigreich Polen auf dem Gebiet des Weichsellandes.
- 17. November: Die Mittelmächte erreichen die Kleine Walachei.
- 21. November: Die Mittelmächte erobern Craiova.
- 25. November: Die griechische Gegenregierung erklärt dem Deutschen Reich den Krieg.
- 29. November: Auf dem rumänischen Kriegsschauplatz nehmen die Mittelmächte den Angriff auf die Hauptstadt Bukarest auf.
- 1. bis 6. Dezember: Die Mittelmächte besiegen Rumänien in der Schlacht am Argesch und öffnen damit den Weg nach Bukarest. Auf dem Rückzug der rumänischen Truppen in die Hauptstadt brennen diese die Öl- und Getreidefelder bei Ploiești nieder.

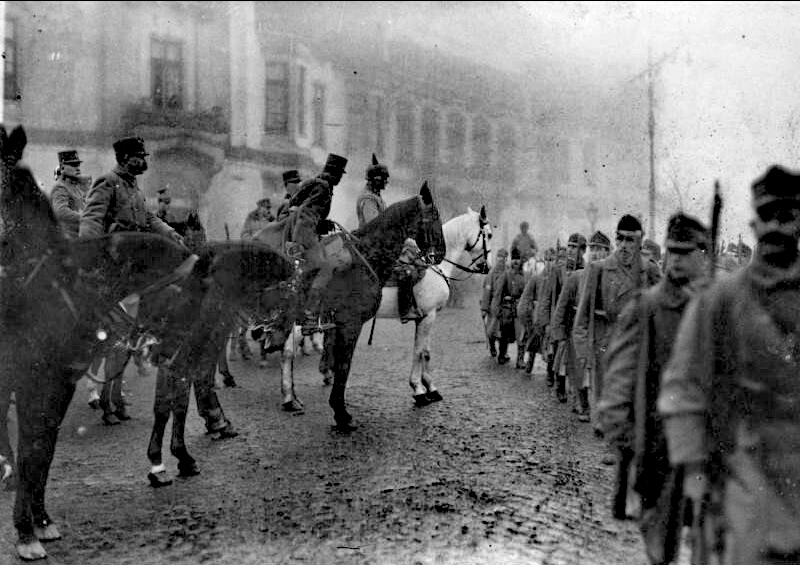
Bukarest, Parade einziehender Truppen

- 7. Dezember: Deutsche Truppen erobern die rumänische Hauptstadt Bukarest. König Ferdinand I. flieht nach Iași.
- Die zu Österreich-Ungarn gehörende Stadt Auschwitz errichtet ein Barackenlager für die Sachsengänger.

##### Osmanisches Reich

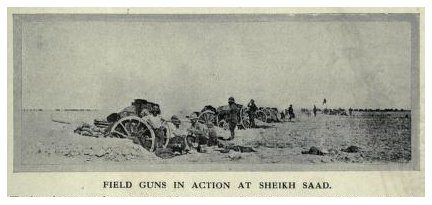
Britische Artillerie bei Scheich Saad

- 6. Januar: Die Schlacht von Scheich Saad ist der erste von mehreren Angriffen der British Indian Army an der Mesopotamienfront, die einen Durchbruch zu den von der osmanischen Armee unter Halil Kut und Colmar von der Goltz in der Stadt Kut eingeschlossenen Truppen unter Charles Vere Ferrers Townshend zum Ziel haben. Nach schweren Kämpfen gelingt es den Briten, die Gräben am linken Ufer des Tigris zu erobern und zwei Kanonen zu erbeuten. Doch die rechte Seite des Flusses wird von den osmanischen Truppen gehalten. Erst am 9. Januar können die britisch-indischen Truppen die Osmanen aus Scheich Saad vertreiben. Diese ziehen sich in das 16 Kilometer entfernte Wadi zurück.
- 9. Januar: Die letzten britischen Einheiten verlassen nach der Evakuierung die Halbinsel Gallipoli.

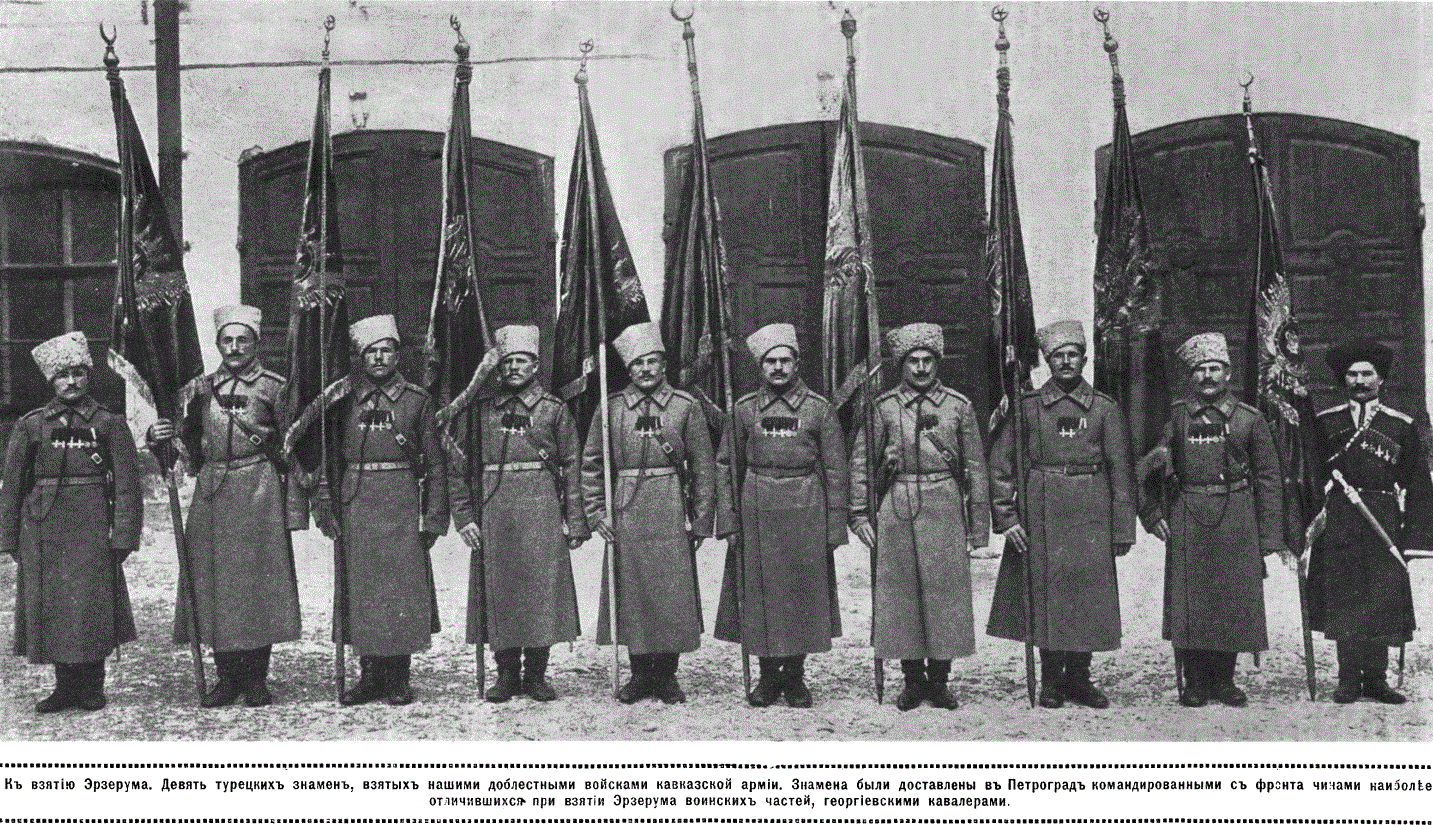
Russische Soldaten mit erbeuteten Standarten in Erzurum

- 10. Januar bis 16. Februar: Die Schlacht von Erzurum, eine große Winteroffensive der Kaiserlich Russischen Armee unter Nikolai Nikolajewitsch Judenitsch während der Kaukasuskampagne endet mit der Einnahme der Stadt Erzurum.
- 13. Januar: In der Schlacht am Wadi erringen die Osmanen unter Nureddin Pascha und Colmar von der Goltz einen taktischen Sieg gegen die britisch-indischen Truppen.
- 20. Januar: Enver Pascha ersetzt Nureddin Pascha durch Halil Kut als Oberbefehlshaber der Osmanischen Armee an der Mesopotamienfront, nachdem dieser mit Colmar von der Goltz einem Deutschen das Kommando bei der Belagerung von Kut überlassen hat.

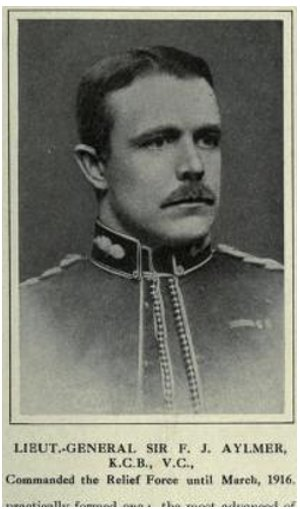
Fenton Aylmer

- 21. Januar: In der Schlacht von Hanna gelingt es den britisch-indischen Truppen neuerlich nicht, die Belagerung von Kut zu beenden.
- 8. März: Fenton Aylmer scheitert in der Schlacht von Dujaila mit einem weiteren Versuch, die in Kut eingeschlossenen Truppen zu befreien.
- 15. März bis 30. Juni: Wegen der beginnenden Arabischen Revolte wird die deutsche Stotzingen-Mission erfolglos abgebrochen.
- 29. April: Nach fünfmonatiger Belagerung muss die in der irakischen Stadt Kut eingeschlossene britische Armee unter General Townshend kapitulieren. Mehr als 10.000 Mann kommen in osmanische Gefangenschaft. Im Anschluss unternehmen die osmanischen Truppen eine Offensive in Richtung des Iran.
- 5. Juni: Die Arabische Revolte gegen die osmanische Herrschaft auf der arabischen Halbinsel beginnt: Faisal, der Sohn des Großscherifen von Mekka, erklärt die Unabhängigkeit der Araber und beginnt mit seinen Leuten unterstützt vom Briten T. E. Lawrence Guerillaaktionen gegen das Osmanische Reich, unter anderem in Transjordanien. Bereits am 11. Juni erobern die Aufständischen Mekka. Allerdings gerät danach der Aufstand auf Grund der hartnäckigen Gegenwehr einzelner türkischer Garnisonen, vor allem durch die in Medina stationierten Truppen Ömer Fahrettin Paschas ins Stocken.
- Juni: Mit Unterstützung des deutschen Asien-Korps unter Friedrich Kreß von Kressenstein unternimmt das Osmanische Reich einen neuerlichen vergeblichen Versuch, an der Palästinafront zum Sueskanal vorzustoßen. Unmittelbar danach beginnen die Briten unter ihrem Oberbefehlshaber Archibald Murray mit der schrittweisen Rückeroberung der Sinai-Halbinsel und können nach der Schlacht von Magdhaba am 28. Dezember Al-Arisch einnehmen.
- 2. Juli: Nach einem Sieg über russische Einheiten nimmt die Osmanische Armee die iranische Stadt Kermānschāh ein.

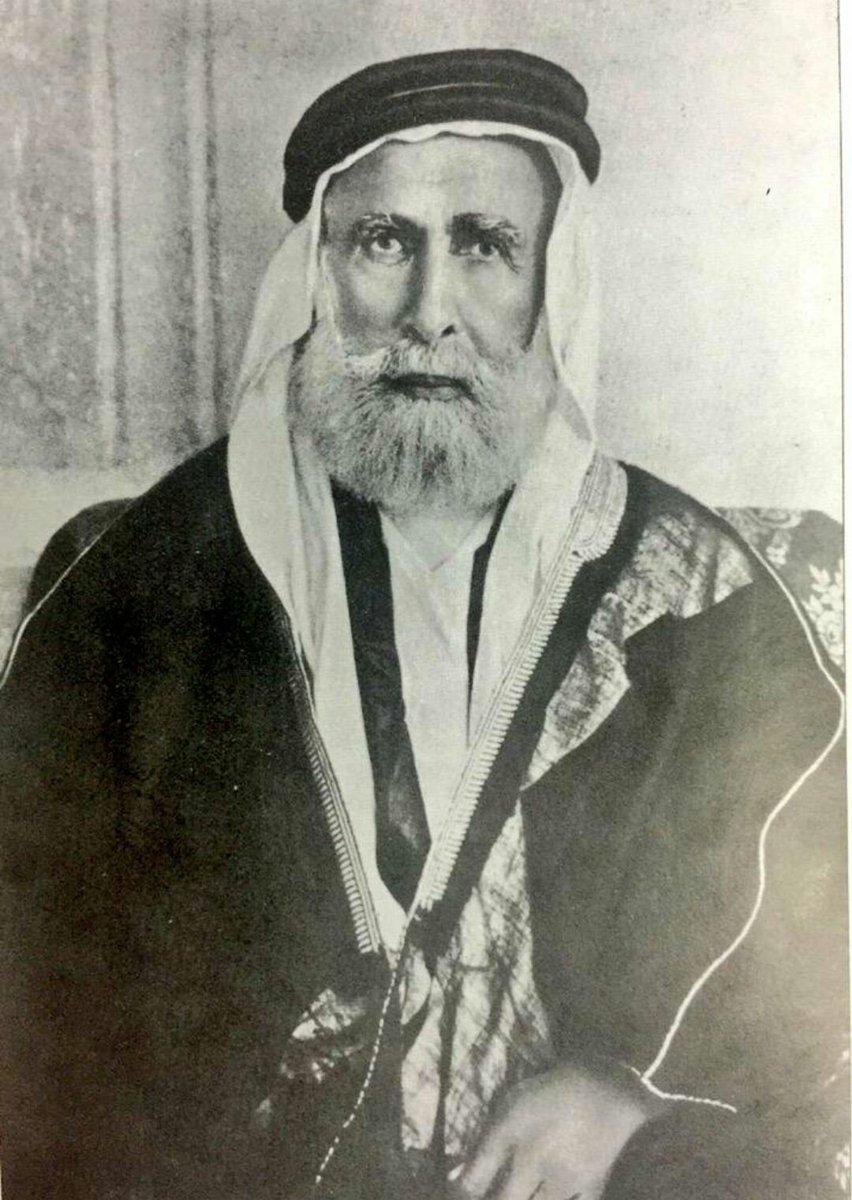
Hussein ibn Ali

- 2. November: Hussein ibn Ali, Emir des Hedschas und einer der Anführer der Arabischen Revolte, lässt sich von seinen Anhängern zum König von Arabien ausrufen. Von Großbritannien und Frankreich wird er trotz der Hussein-McMahon-Korrespondenz allerdings nur als König des Hedschas anerkannt.

##### Der Krieg in den Kolonien
- 1. Januar: In der deutschen Kolonie Kamerun wird Jaunde von französischen und britischen Truppen besetzt.

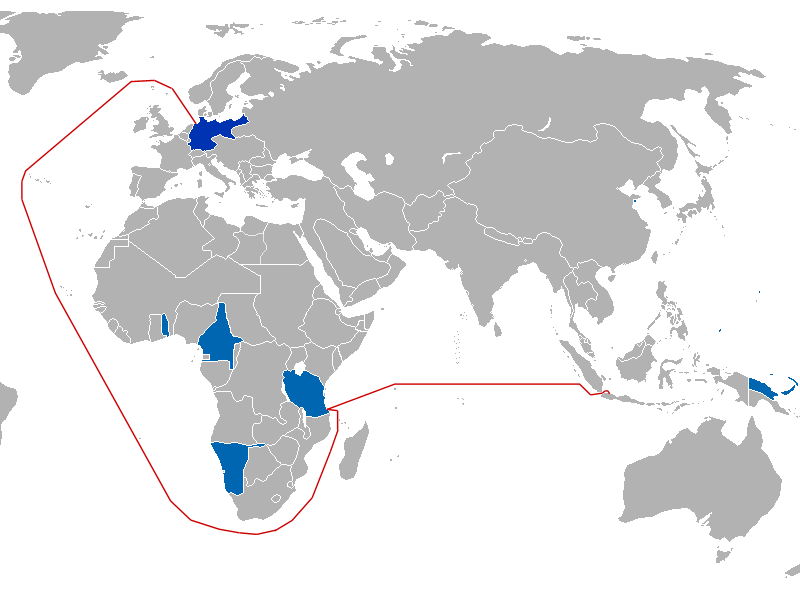
Fahrt der Marie Januar bis Mai 1916

- 9. Januar: Von Wilhelmshaven läuft der Blockadebrecher Marie aus, um die Truppen in Deutsch-Ostafrika mit Bekleidung, Medikamenten, Munition, Proviant und Waffen zu versorgen.
- Januar: Eine große alliierte Streitmacht unter südafrikanischer Führung rückt von mehreren Seiten auf Deutsch-Ostafrika vor.
- 15. Februar: Nachdem Carl Zimmermann mit dem Großteil der deutschen Schutztruppe in die neutrale Kolonie Spanisch-Guinea/Río Muni übergetreten ist und dort entwaffnet wurde, ergeben sich die letzten kämpfenden Einheiten der deutschen Kolonie Kamerun unter Ernst von Raben den Alliierten. Zimmermann und seine Einheiten werden bis Ende des Krieges auf die Insel Fernando Póo verbracht.
- Nach Umrundung des Kaps der Guten Hoffnung am 4. März erreicht die Marie am 16. März unbemerkt die Sudi-Bucht in Deutsch-Ostafrika.
- Iyasu V., Kaiser von Äthiopien, lässt den anglo-ägyptischen Südsudan angreifen. Dort haben deutsche Agenten parallel einen Aufstand christlicher Afrikaner sowie muslimischer Darfuris inszeniert, während pro-türkische Senussi aus Libyen durch Ägypten in den Nordsudan vorstoßen sollen. Iyasus Unternehmen scheitert jedoch schon im Anfang, seine deutlich unterlegenen äthiopischen Truppen werden im Mai rasch geschlagen, anglo-ägyptische Truppen stoßen im Gegenzug rasch und unaufhaltsam auf Addis Abeba vor.
- August: Die Alliierten haben alle wichtigen Orte Deutsch-Ostafrikas bis auf Daressalam erobert.
- 4. September: Alliierte Truppen besetzen Daressalam.
- 27. September: Angefacht von britischen Agenten beginnt eine Revolution der Adeligen von Shewa gegen den äthiopischen Kaiser Iyasu V. mit dem Ziel, Zauditu, die Tochter Meneliks II. auf den Thron zu setzen.
- 27. Oktober: Die Unterstützer Zauditus besiegen Iyasu und seinen Vater in der Schlacht von Segale entscheidend.

##### See- und Luftkrieg
- 29. Januar: Das Militärluftschiff LZ 79 wirft im Ersten Weltkrieg über Paris Bomben ab. Auf der Rückfahrt erhält der Zeppelin einen Treffer im Heck und muss im deutsch besetzten Belgien notlanden.
- 8. Februar: Das deutsche Unterseeboot U 21 versenkt den französischen Panzerkreuzer Amiral Charner vor Beirut.
- 14. Februar: Zwölf Flugzeuge Österreich-Ungarns bombardieren Mailand. Das italienische Corpo Aeronautico Militare greift in der Folge im Gegenzug mit Caproni-Bombern die Stadt Ljubljana an.

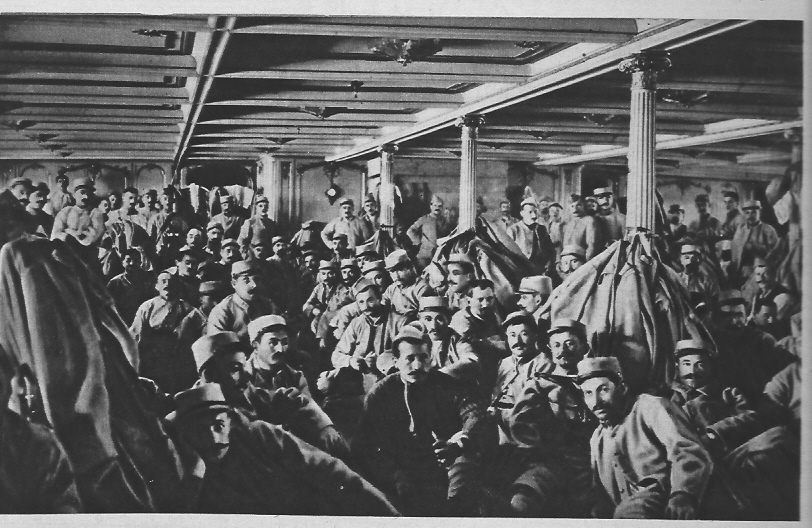
Französische Soldaten an Bord der La Provence 1915

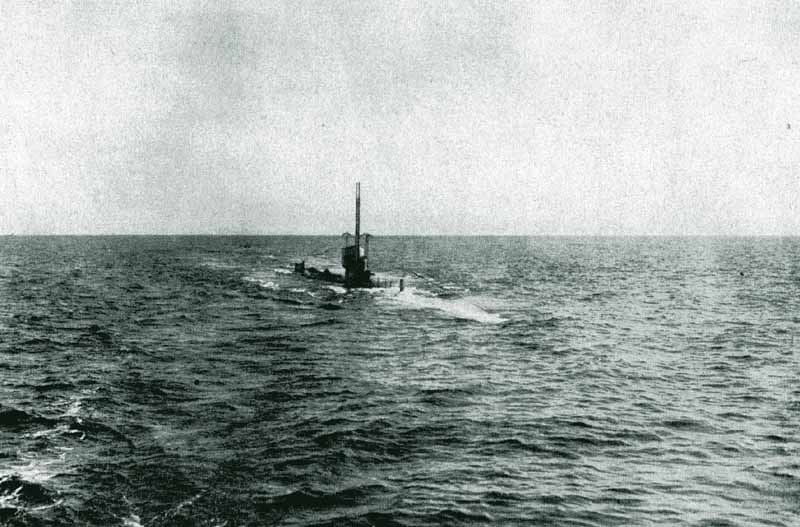
U 35 auf Patrouille im Mittelmeer 1915

- 26. Februar: Das deutsche U-Boot U 35 unter dem Kommando von Lothar von Arnauld de la Perière versenkt den französischen Truppentransporter Provence II vor Kap Matapan an der Südspitze der griechischen Halbinsel Peloponnes. Dabei kommen rund 1.000 Menschen ums Leben.
- 27. Februar: Der britische Passagierdampfer Maloja wird zwei Meilen vor Dover von einem deutschen U-Boot versenkt, 155 Passagiere und Besatzungsmitglieder ertrinken. Der Untergang der Maloja ist einer der größten Verluste für die britische Reederei P & O.
- 29. Februar: Ein Artilleriegefecht zwischen dem britischen Hilfskreuzer Alcantara und dem deutschen Hilfskreuzer Greif endet mit dem Untergang beider Schiffe. 264 Männer kommen dabei ums Leben.

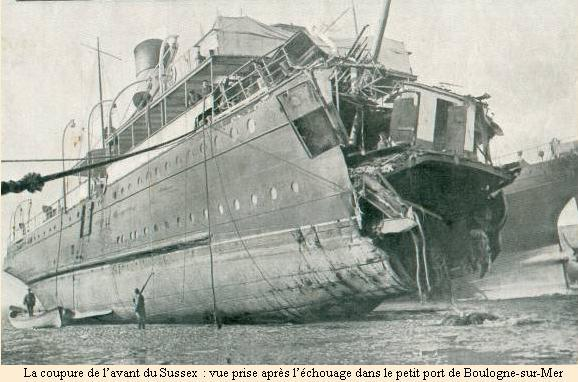
Die Sussex nach der Torpedierung

- 24. März: Bei der Torpedierung des Dampfschiffs Sussex im Ersten Weltkrieg sinkt dieses zwar nicht, doch es kommen rund fünfzig Passagiere ums Leben, darunter der Komponist Enrique Granados und der vormalige Tennisspieler Manliffe Francis Goodbody. Mehrere US-amerikanische Passagiere werden verletzt, was US-Präsident Woodrow Wilson veranlasst, am 18. April das Ende des uneingeschränkten U-Boot-Kriegs zu fordern. Die Reaktion der deutschen Regierung ist das so genannte „Sussex-Gelöbnis“ vom 4. Mai, mit dem man den Amerikanern versichert, in Zukunft keine Passagierschiffe mehr anzugreifen, Handelsschiffe nicht zu versenken, bevor man definitiv Waffen an Bord ausgemacht hat und außerdem für die Sicherheit der Passagiere und Mannschaft zu sorgen.

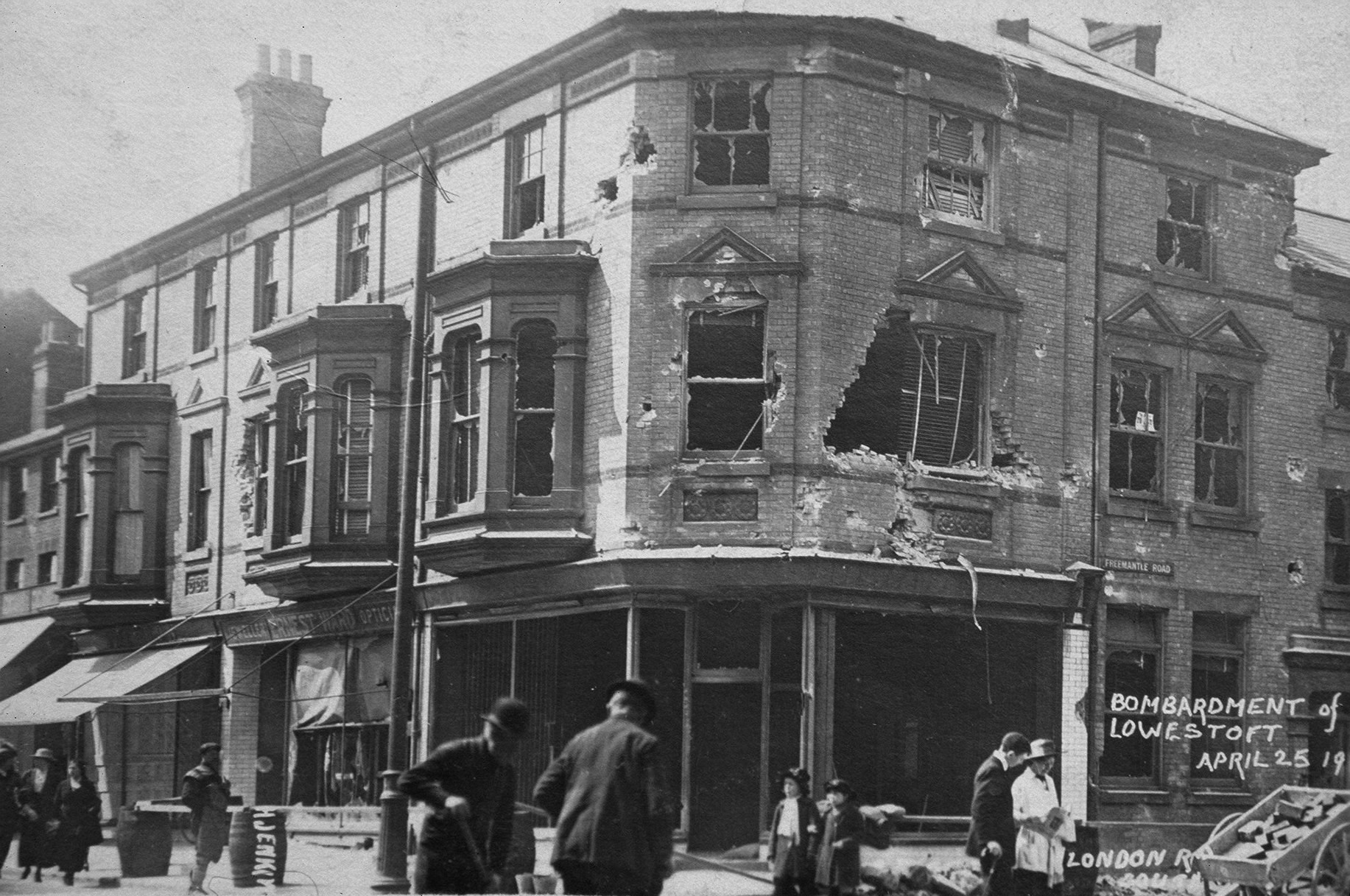
Straßenecke in Lowestoft nach der Beschießung (Freemantle Road)

- 24./25. April: Die Beschießung von Lowestoft und Great Yarmouth steht im politischen Kontext zum irischen Osteraufstand. Durch die kombinierte Luft- und Seeoperation der Kaiserlichen Marine gegen die englische Ostküste sollen Teile der britischen Grand Fleet gestellt werden, um durch einen deutschen Sieg das für das Deutsche Kaiserreich ungünstige britisch-deutsche Kräfteverhältnis zur See zum Vorteil der Kaiserlichen Marine zu wenden. Es kommt jedoch nur zu kleineren Kampfhandlungen ohne weiterführende Konsequenzen.

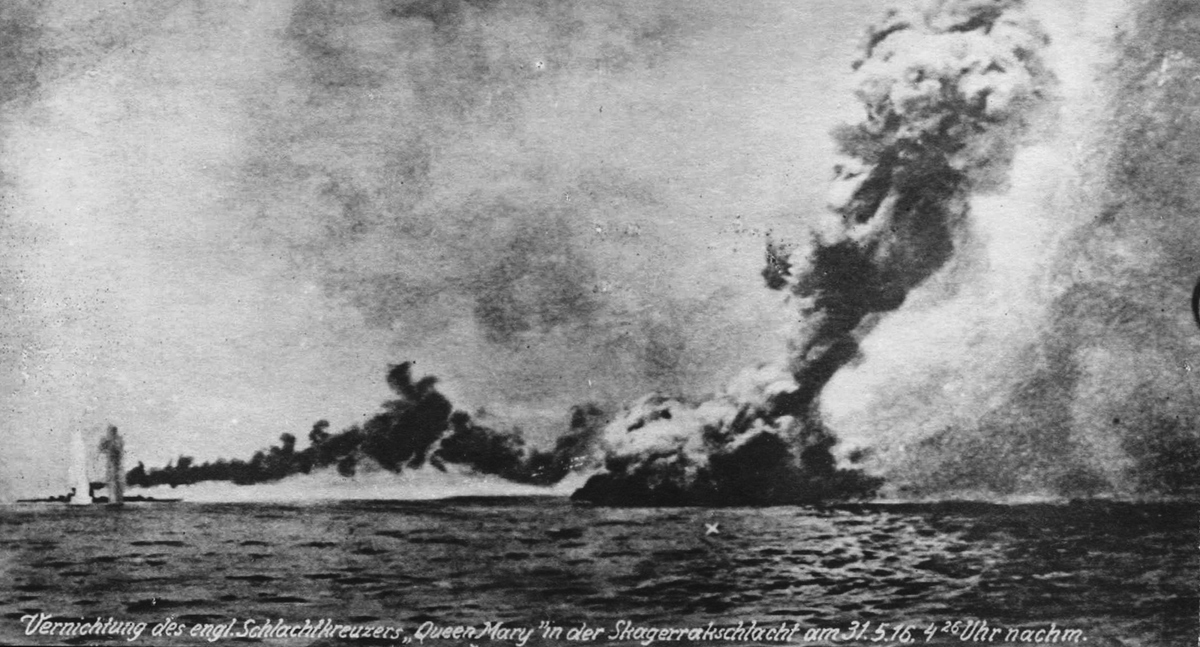
Explosion der Queen Mary während der Skagerrakschlacht

- 31. Mai/1. Juni: Im Skagerrak treffen die deutsche Hochseeflotte und die britische Grand Fleet aufeinander. In der Skagerrakschlacht verlieren mehr als 8.500 Seeleute ihr Leben. Die größte Seeschlacht des Ersten Weltkriegs endet unentschieden, die Seeblockade der Royal Navy bleibt aufrecht.
- 5. Juni: Mit dem britischen Kriegsminister Lord Kitchener an Bord läuft der Panzerkreuzer HMS Hampshire im Nordatlantik auf eine Mine und sinkt.
- 5. Juni: Der Königlich Preußische Fliegerhorst Crefeld wird gegründet.
- 10. August: Oswald Boelcke wird zum Kommandeur der neu aufgestellten preußischen Jagdstaffel 2 ernannt. Jagdflieger der Staffel sind unter anderem die jungen Leutnants Manfred von Richthofen und Erwin Böhme.
- 6. November: Vor Kap Tenaro an der Südküste Griechenlands wird der britische Ozeandampfer Arabia vom deutschen U-Boot UB 43 ohne Vorwarnung versenkt, elf Menschen kommen ums Leben.

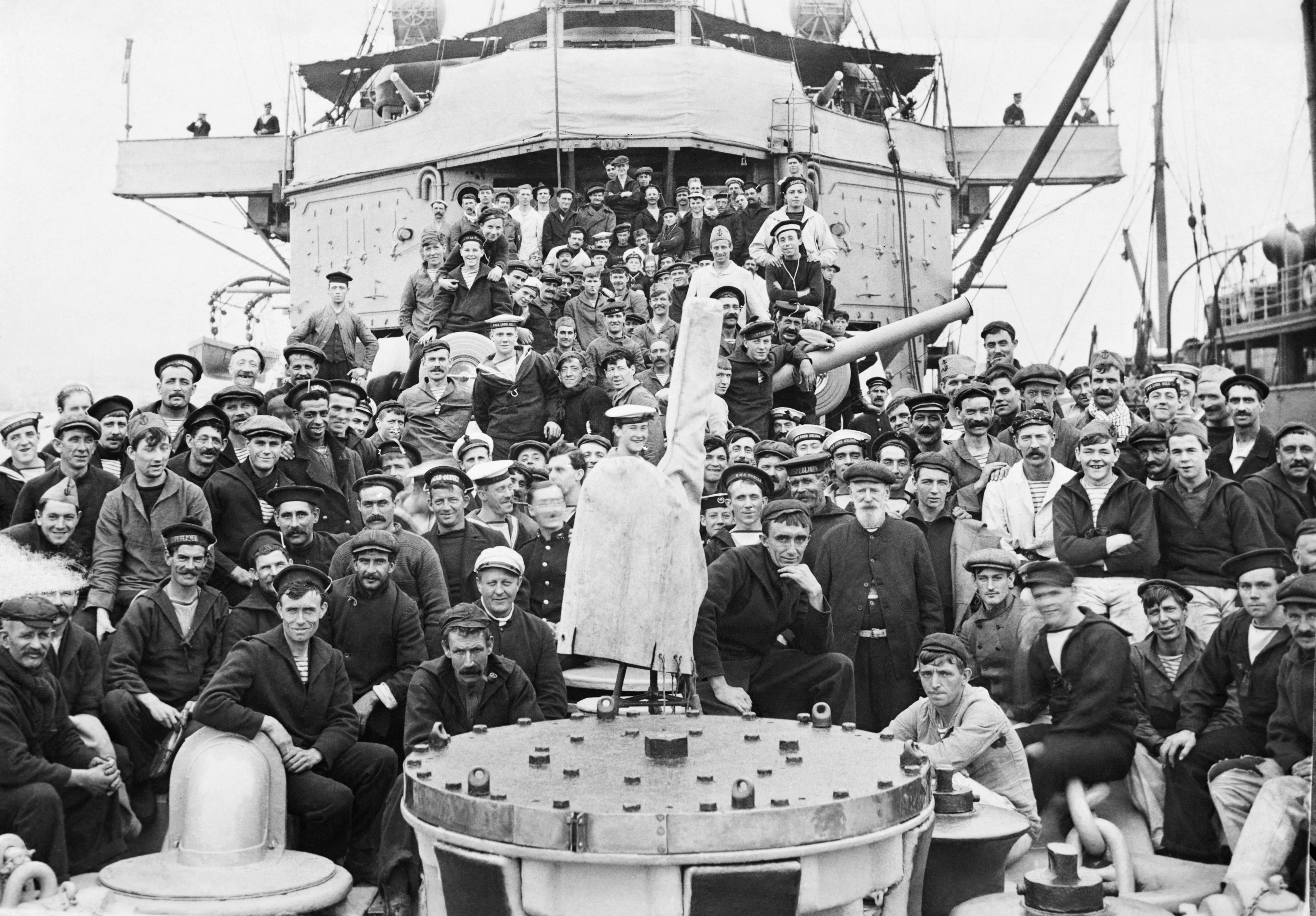
Überlebende der Britannic an Bord der Scourge

- 21. November: Der Untergang des britischen Lazarettschiffes Britannic durch eine deutsche Seemine (oder einen Torpedo) bei Griechenland kostet 30 Menschen das Leben, 40 werden verletzt.

#### Weitere Ereignisse in Europa
- 1. Januar: Camille Decoppet wird Bundespräsident der Schweiz.
- 1. April: Bulgarien ersetzt den bisherigen julianischen (orthodoxen) durch den gregorianischen Kalender.

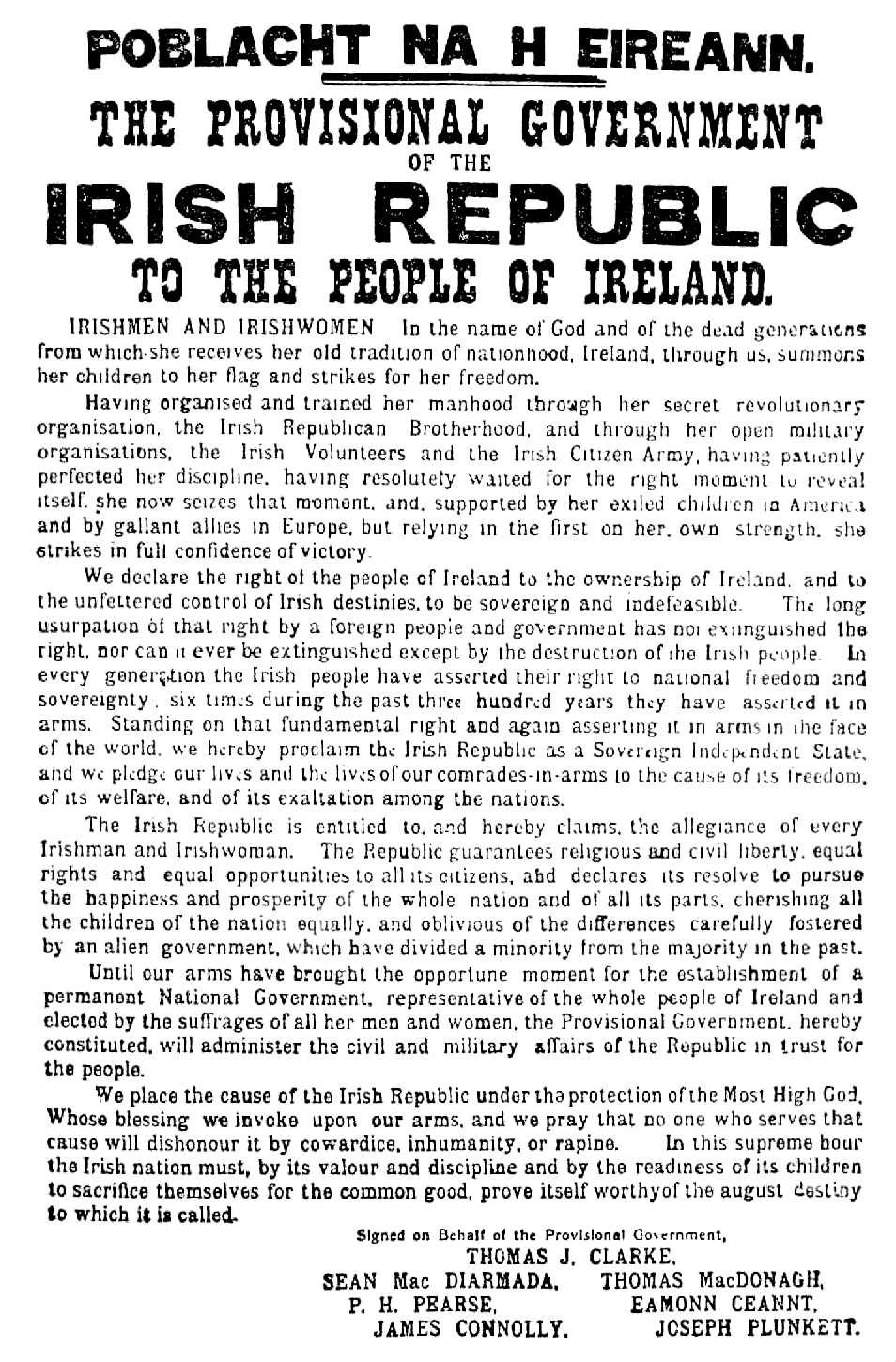
Oster-Proklamation

- 24. April: Vor dem Hauptpostamt in Dublin verliest Patrick Pearse im Namen einer Provisorischen Irischen Regierung die Oster-Proklamation und setzt damit den Auftakt zum Osteraufstand in Irland. Bis zum 29. April wird der Aufstand blutig niedergeschlagen.
- 30. April: Das Deutsche Reich und Österreich-Ungarn führen als weltweit erste Länder die Sommerzeit ein, um die Stundenzahl an nutzbarem Tageslicht zu vergrößern. Der 1. Mai beginnt bereits am 30. April um 23:00 Uhr.
- 17. Dezemberjul. / 30. Dezembergreg.: Der russische Wanderprediger und einflussreicher Berater der Zarenfamilie Grigori Rasputin wird ermordet. Haupttäter sind Angehörige des russischen Hochadels wie Fürst Felix Felixowitsch Jussupow und Dmitri Pawlowitsch Romanow sowie der rechtsextreme Duma-Abgeordnete Wladimir Mitrofanowitsch Purischkewitsch.

#### Amerika und Karibik

Hauptquartier der US-Truppen in Mexiko, General Pershing und Lieutenant Collins

- 14. März: Die Vereinigten Staaten entsenden eine Expeditionsarmee von 12.000 Mann unter dem Kommando von John Pershing nach Mexiko, um den Rebellenführer Pancho Villa zu fangen, der am 9. März einen Überfall auf die kleine Garnisonsstadt Columbus im US-Bundesstaat New Mexico verübt hat. Bis Juni gelingt es den US-Verbänden in mehreren Gefechten und Scharmützeln, die am Überfall auf Columbus beteiligten und danach in kleinen Verbänden operierenden Villistas beträchtlich zu dezimieren, sie schaffen es aber nicht, Villa gefangen zu nehmen oder zu töten. Die Präsenz US-amerikanischer Soldaten auf mexikanischem Territorium lässt dort nicht nur Villas Popularität wieder ansteigen, sondern sorgt auch für einen Dauerkonflikt mit der mexikanischen Regierung unter Staatschef Venustiano Carranza, der die US-Regierung wiederholt zum Rückzug ihrer Streitkräfte auffordert. Bewaffnete Zusammenstöße mexikanischer und US-amerikanischer Heeresverbände mit Toten und Verwundeten auf beiden Seiten bringen die beiden Staaten schließlich an den Rand eines Krieges. Die US-Streitkräfte ziehen daraufhin einen großen Teil ihrer Einheiten zurück, bleiben aber weiterhin in Mexiko präsent.

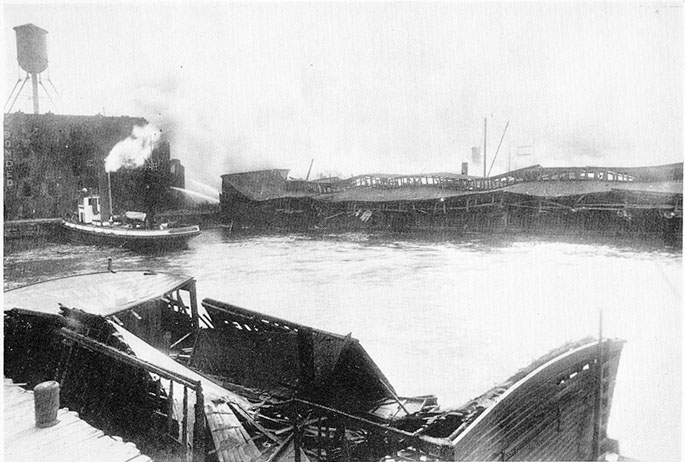
Der Pier nach der Explosion

- 30. Juli: Die vermutlich durch Sabotage deutscher Agenten herbeigeführte Black-Tom-Explosion von 1000 Tonnen Munition in Jersey City tötet bis zu sieben Menschen und beschädigt die Freiheitsstatue.
- 4. August: Die USA kaufen für 25 Mio. US-Dollar von Dänemark die Jungferninseln als Flottenstützpunkt in der Karibik.

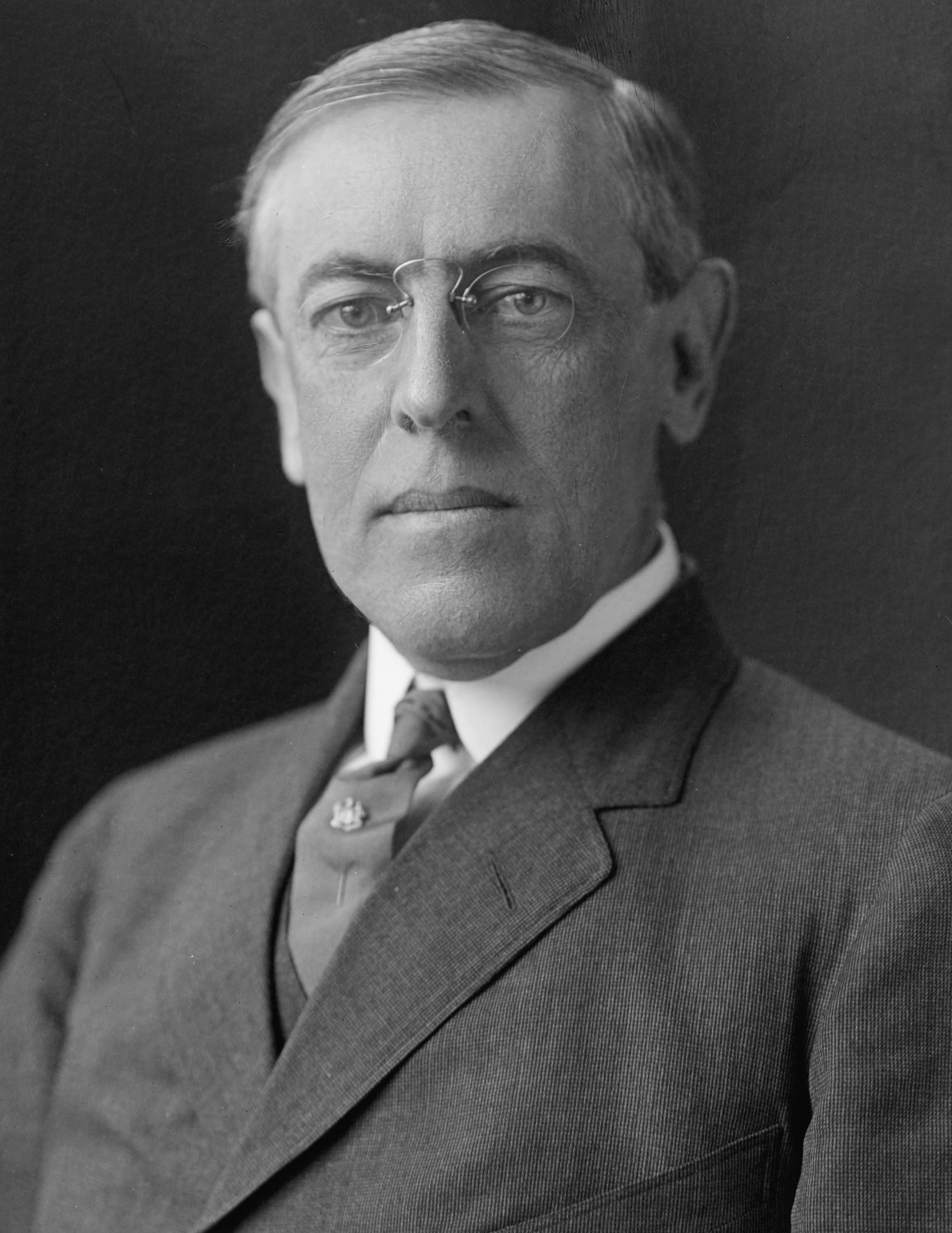
US-Präsident Woodrow Wilson

- 7. November: In einer recht knappen Entscheidung siegt der demokratische Amtsinhaber Woodrow Wilson bei der US-Präsidentschaftswahl über seinen republikanischen Herausforderer Charles Evans Hughes und wird damit für eine zweite Amtszeit bestätigt.

#### China
Yuan Shikai, der erst im Dezember des Vorjahres das Kaiserreich China ausgerufen hat, möchte einen neuen Kalender einführen und proklamiert das Jahr 5 der Republik zum Hongxian Jahr 1. Dabei stößt er jedoch nicht nur auf den Widerstand der republiktreuen Kräfte, sondern auch des Militärs. Da sein Rückhalt in der Bevölkerung sehr schwach ist, verschiebt er seine offizielle Krönung immer wieder. Am 1. März werden die Vorbereitungen offiziell eingestellt. Am 22. März wird die Monarchie wieder abgeschafft. Das Jahr Hongxian 1 wird am 23. März beendet und der Republikanische Kalender wieder eingeführt. Yuans Herrschaft als Kaiser hat damit nur 83 Tage gedauert.

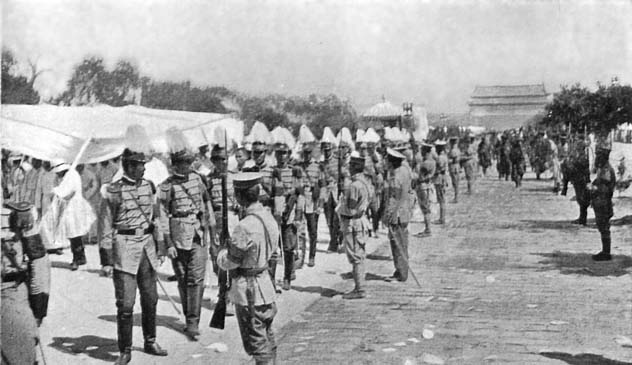
Das Begräbnis von Präsident Yuan Shikai

Mit seinem Tod am 6. Juni endet auch Yuans Präsidentschaft und der vormalige Vizepräsident Li Yuanhong übernimmt sein Amt. Dieser beruft Duan Qirui zu seinem Premierminister und führt die Nationalversammlung und provisorische Verfassung der Republik wieder ein. Vizepräsident wird Cai E, einer der erbittertsten Gegner von Yuan, der allerdings schon im November im Alter von 33 Jahren stirbt. Als Folge der Aufstände während der kurzen Kaiserherrschaft hat die Zentralregierung in Peking die Kontrolle über große Teile des Landes verloren. Die Armee zersplittert schnell in Fraktionen sich gegenseitig bekämpfender Kriegsherren, die sogenannten Nördlichen Militaristen, und China gleitet in eine als Warlord-Ära bekannt gewordene Zeit ab.

#### Weitere Ereignisse in Asien
- 3. Februar: In Anwesenheit des Vizekönigs Lord Curzon wird das Gerichtsgebäude des neu eingerichteten Patna High Courts eröffnet. Der High Court ist das Obergericht für die 1912 gebildete Provinz Bihar und Orissa.
- Oktober: Das Kabinett um Ōkuma Shigenobu tritt wegen des Ōura-Skandals zurück. Terauchi Masatake wird neuer Premierminister Japans.
- 3. November: Katar unter Emir Abdullah bin Dschasim Al Thani wird britischer Schutzstaat, nachdem im Vorjahr die letzten osmanischen Truppen das Land verlassen haben.

### Wirtschaft

#### Kriegswirtschaft

Routen des Balkanzugs und seiner Zugteile von 1916 bis 1918

- 15. Januar: Die erste Fahrt des Balkanzugs von Berlin nach Konstantinopel, Ersatz für den seit Kriegsbeginn eingestellten Orient-Express, beginnt. Insgesamt sind zwölf Bahnverwaltungen aus Deutschland, Österreich-Ungarn, Bulgarien und dem Osmanischen Reich am Balkanzug beteiligt. Die Fahrt der zweimal wöchentlich verkehrenden Züge dauert knapp drei Tage. Der Balkanzug wird rasch beliebt und auch von prominenten Fahrgästen genutzt, obwohl er wegen des Krieges nicht als Luxuszug, sondern als normaler D-Zug eingestuft wird.

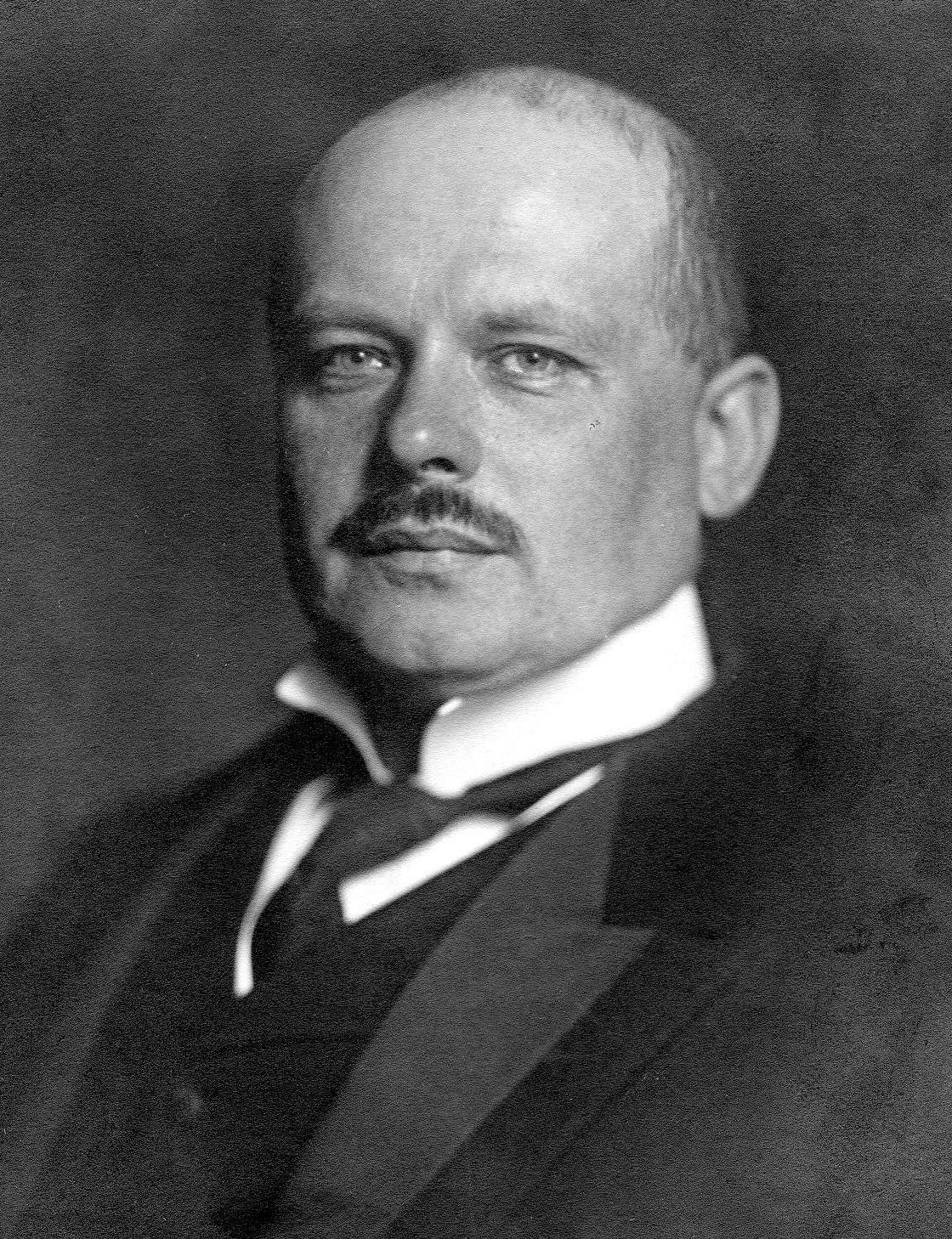
Adolf von Batocki

- 22. Mai: Im Deutschen Reich wird das Kriegsernährungsamt unter Präsident Adolf Tortilowicz von Batocki-Friebe gegründet. Es soll die Sicherung der Volksernährung während des Ersten Weltkriegs gewährleisten. Dennoch kommt es Ende des Jahres, unter anderem verursacht durch die Kartoffelfäule, zu einer Hungersnot, dem sogenannten Steckrübenwinter.
- 24. November: Die Mitteleuropäische Schlafwagen- und Speisewagen Aktiengesellschaft wird unter Beteiligung der Deutschen Bank, der Dresdner Bank und weiterer Banken aus Österreich-Ungarn gegründet. Ziel ist es, die Dominanz der französisch-belgischen Compagnie Internationale des Wagons-Lits (CIWL) einzuschränken.

#### Patente
- 29. Februar: Der US-amerikanische Bauingenieur Arthur Hale erhält ein Patent für das von ihm erfundene Autobahnkreuz in Kleeblattform.

#### Unternehmensgründungen
- 7. März: Aus den Anfang des Jahres in Konkurs gegangenen Flugmaschinenwerken von Gustav Otto gehen die Bayerischen Flugzeugwerke hervor. Der Tag gilt als das offizielle Gründungsdatum der späteren Bayerischen Motoren Werke (BMW).

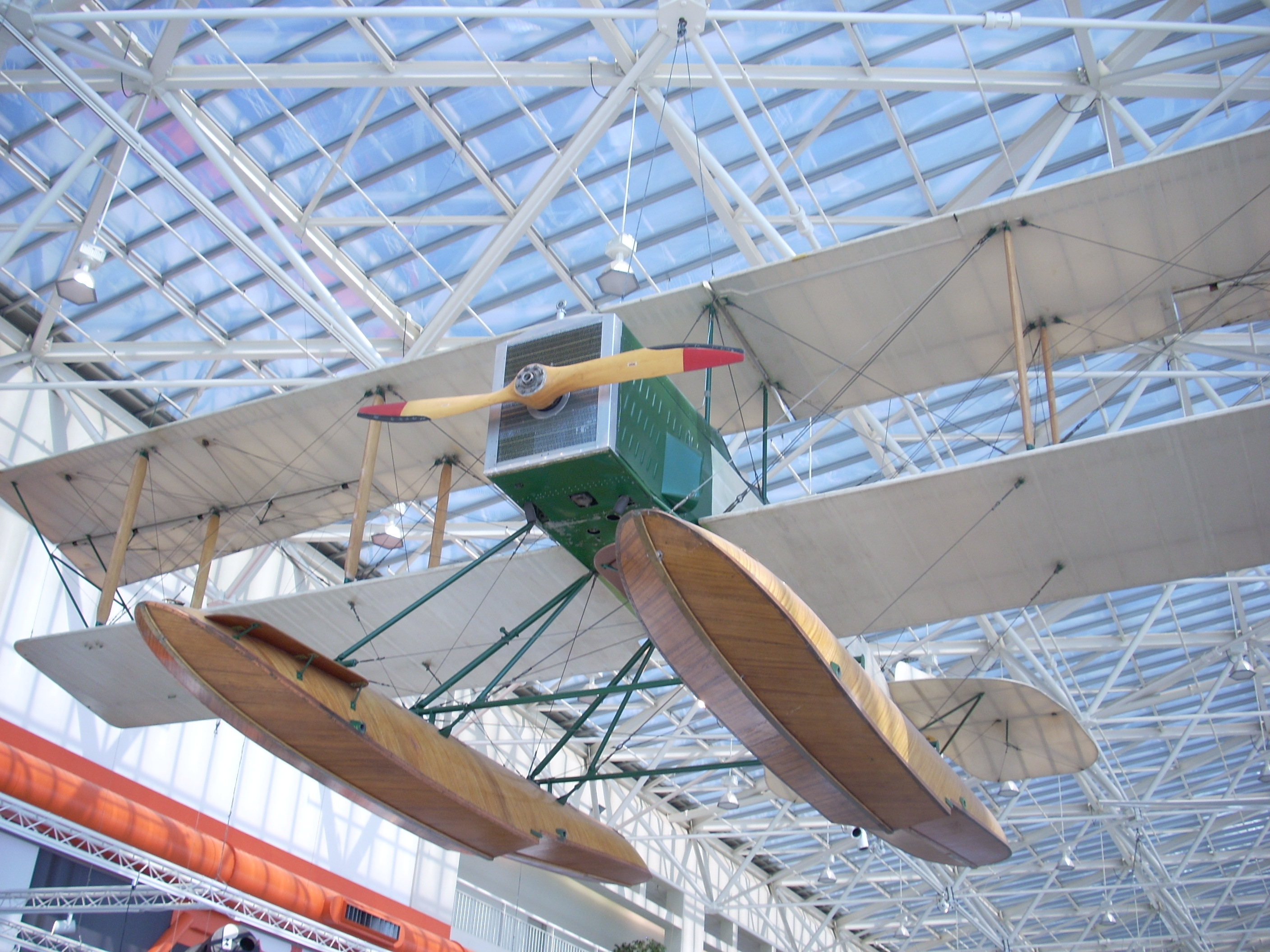
Nachbau der Boeing B & W

- 15. Juli: Einen Monat nach dem ersten von ihnen entwickelten B & W Seaplane gründen William Edward Boeing und George Conrad Westervelt in Seattle die Firma Pacific Aero Products Company, die sich zum Flugzeughersteller The Boeing Company weiterentwickelt. Ab dem 10. August führt die United States Navy eine Flugerprobung durch. Im November wird die zweite Maschine fertiggestellt.
- 22. Juli: Unter dem Namen Der Kriegsbote erscheint in Windhoek die erste Ausgabe der Allgemeinen Zeitung, heute Namibias älteste Tageszeitung und die einzige deutschsprachige Tageszeitung Afrikas.
- 27. August: In Kowrow wird die Erste russische Gewehr- und Maschinengewehrfabrik als Gemeinschaftsunternehmen der Petrograder Industriellen W. A. Hippius und D. L. Lurie sowie der dänischen Unternehmer Karl Winter und Sören Jensen gegründet.
- 6. September: Clarence Saunders eröffnet mit seinem Piggly Wiggly Store einen der ersten Supermärkte der Welt.
- 19. September: In Wahren bei Leipzig wird die Dux Automobil-Werke AG gegründet; der Hersteller von kleinen bis mittleren Lastkraftwagen sowie Personenkraftwagen geht aus der Automobilbauabteilung der Polyphon Musikwerke hervor.
- 19. November: Das Filmunternehmen Goldwyn Picture Corporation wird von Samuel Goldfish und seinen beiden Partnern Edgar und Archibald Selwyn in Fort Lee, New Jersey, gegründet.
- Fiat in Turin gründet zur Herstellung von Flugzeugen die Tochtergesellschaft Società Italiana Aviazione (SIA).

### Wissenschaft und Technik

#### Antarktisforschung
- 16. März: Die Mitglieder der Ross Sea Party, die seit dem 15. September des Vorjahres Depots für die geplante Fahrt der Endurance-Expedition zum Südpol angelegt haben, kehren zu ihrem Basislager zurück. Ein Mann ist während der anstrengenden Tätigkeit an Skorbut und Erschöpfung gestorben. Beim Versuch, Kap Evans zu erreichen gehen am 8. Mai zwei weitere Expeditionsmitglieder verschollen.

Skizze, die die Bootsfahrten nach Elephant Island (grün) und von dort nach Südgeorgien zeigt (rot)

- 8. April: Die Eisscholle, auf der sich die gestrandeten Mitglieder der Endurance-Expedition seit dem Ende des Vorjahres befinden, bricht auseinander, weshalb am nächsten Tag die Rettungsboote zu Wasser gelassen werden. Am 14. April erreichen sie die entlegene Insel Elephant Island.

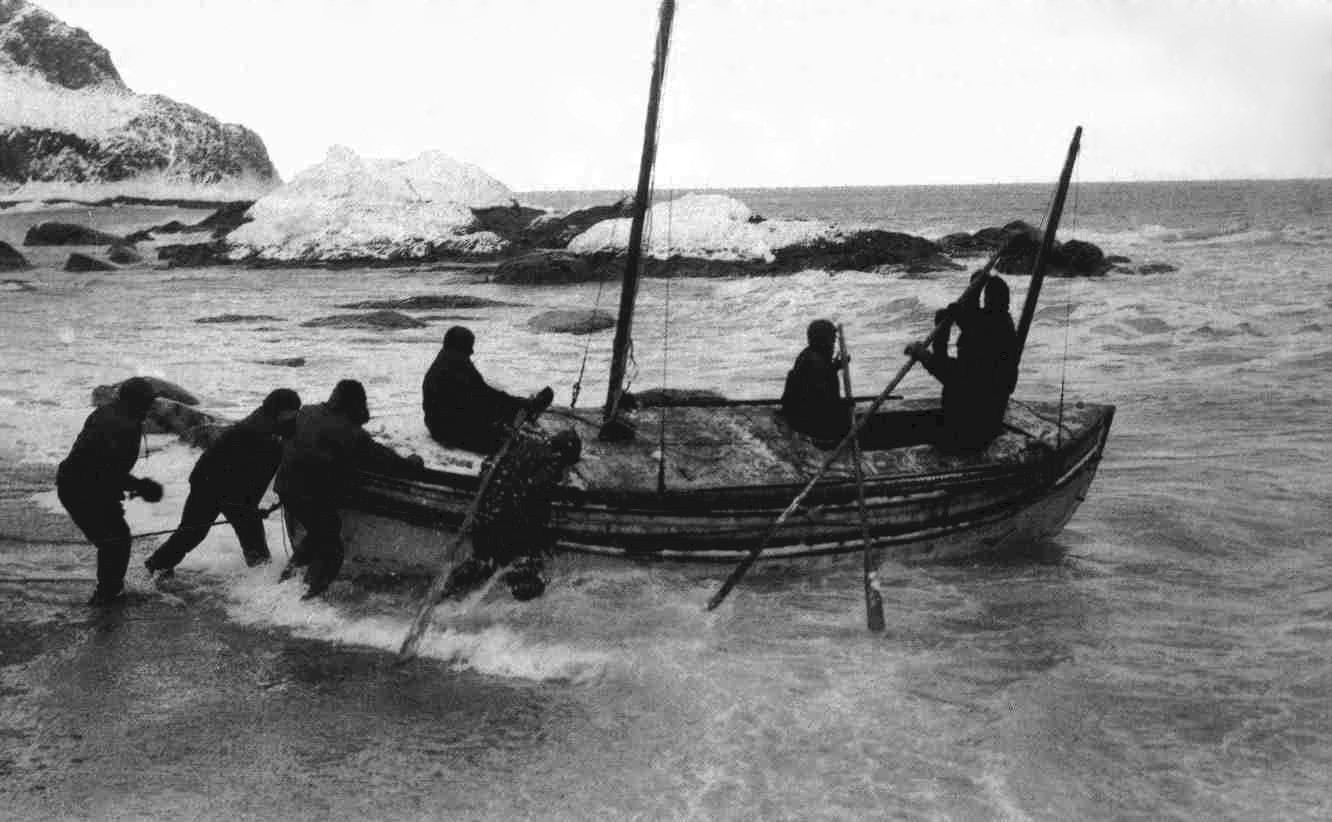
Die Abfahrt der James Caird von Elephant Island

- 24. April: Ernest Shackleton und fünf Mitglieder der Endurance-Expedition in der Antarktis stechen mit dem Rettungsboot James Caird von Elephant Island in See, um auf Südgeorgien Hilfe für die zurückbleibende Mannschaft zu organisieren.
- 10. Mai: Nach einer Überfahrt mit schweren Stürmen erreichen die sechs Männer Südgeorgien und landen in King Haakon Bay. Die Insel ist jedoch nur an der Nordküste besiedelt, weshalb die Expedition das unerforschte Innere der Insel queren muss, weil der Zustand des Rettungsbootes eine Umschiffung nicht mehr zulässt.
- 20. Mai: Nach 36-stündiger Wanderung erreichen Shackleton, Tom Crean und Frank Worsley den Walfängerort Stromness. Am nächsten Tag werden auch die übrigen drei Männer von King Haakon Bay gerettet.
- 22. Mai: Das Schiff The Southern Sky zur Rettung der übrigen Expeditionsmitglieder verlässt Südgeorgien, trifft aber vor Elephant Island auf undurchdringliches Packeis.
- 10. Juni: Ein von der Regierung Uruguays zur Verfügung gestellter Dampfer bricht zu einer neuerlichen Rettungsaktion auf, muss wegen des Packeises aber ebenfalls aufgeben.

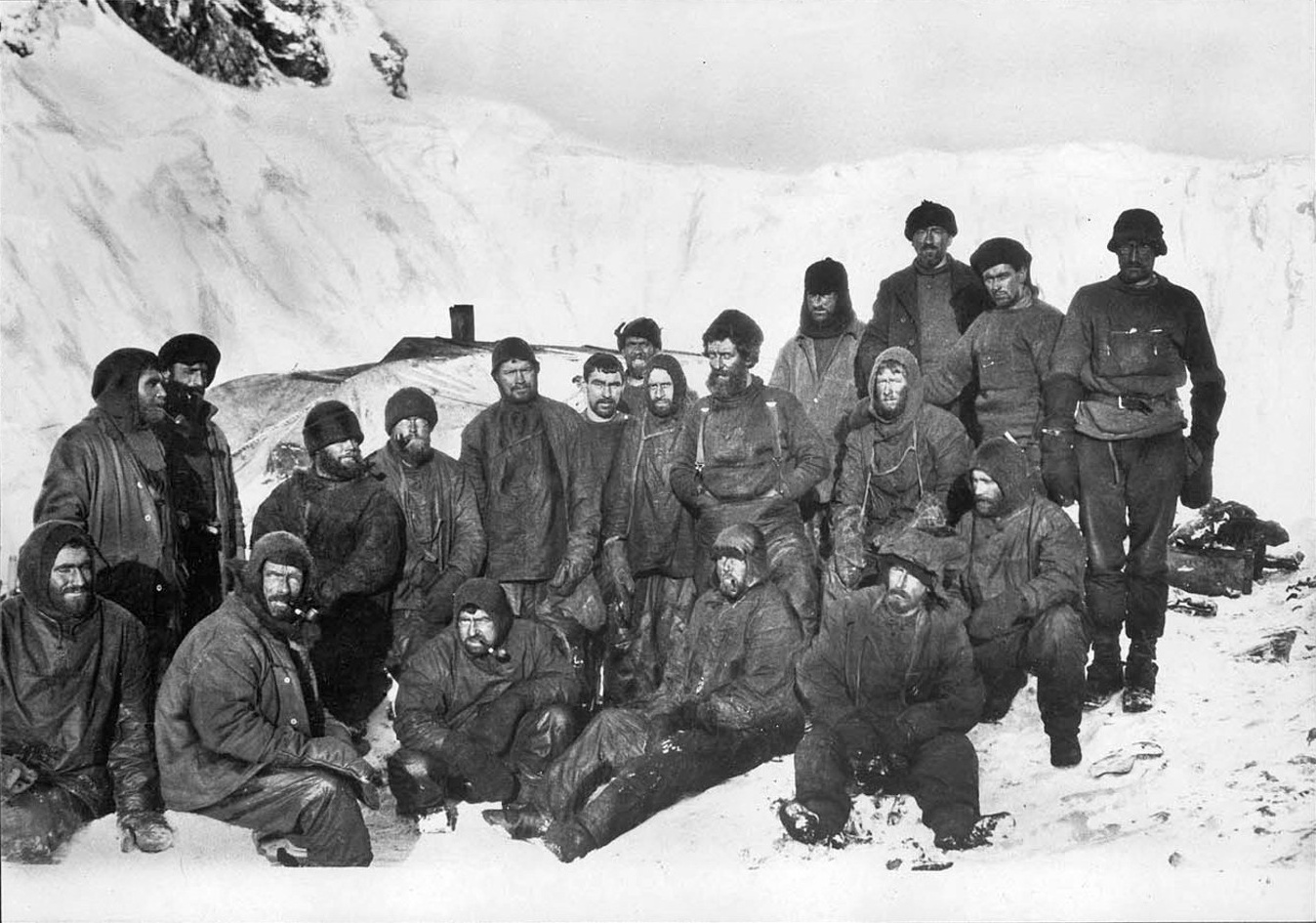
Die auf Elephant Island zurückgelassenen Männer

- 30. August: Nach einem neuerlichen vergeblichen Versuch gelingt es schließlich dem chilenischen Dampfer Yelcho schließlich, alle Expeditionsmitglieder von Elephant Island zu bergen.
- Erst im September können die Männer sich auch der Rettung der Ross Sea Party zuwenden, die aber bis Ende des Jahres nicht gelingt.

#### Mathematik
- Hermann Weyl formuliert erstmals das Weylsche Einbettungsproblem.

#### Naturwissenschaften und Medizin
- 1. Februar: Der dänische Astronom Holger Thiele entdeckt den Asteroiden (1847) Stobbe.

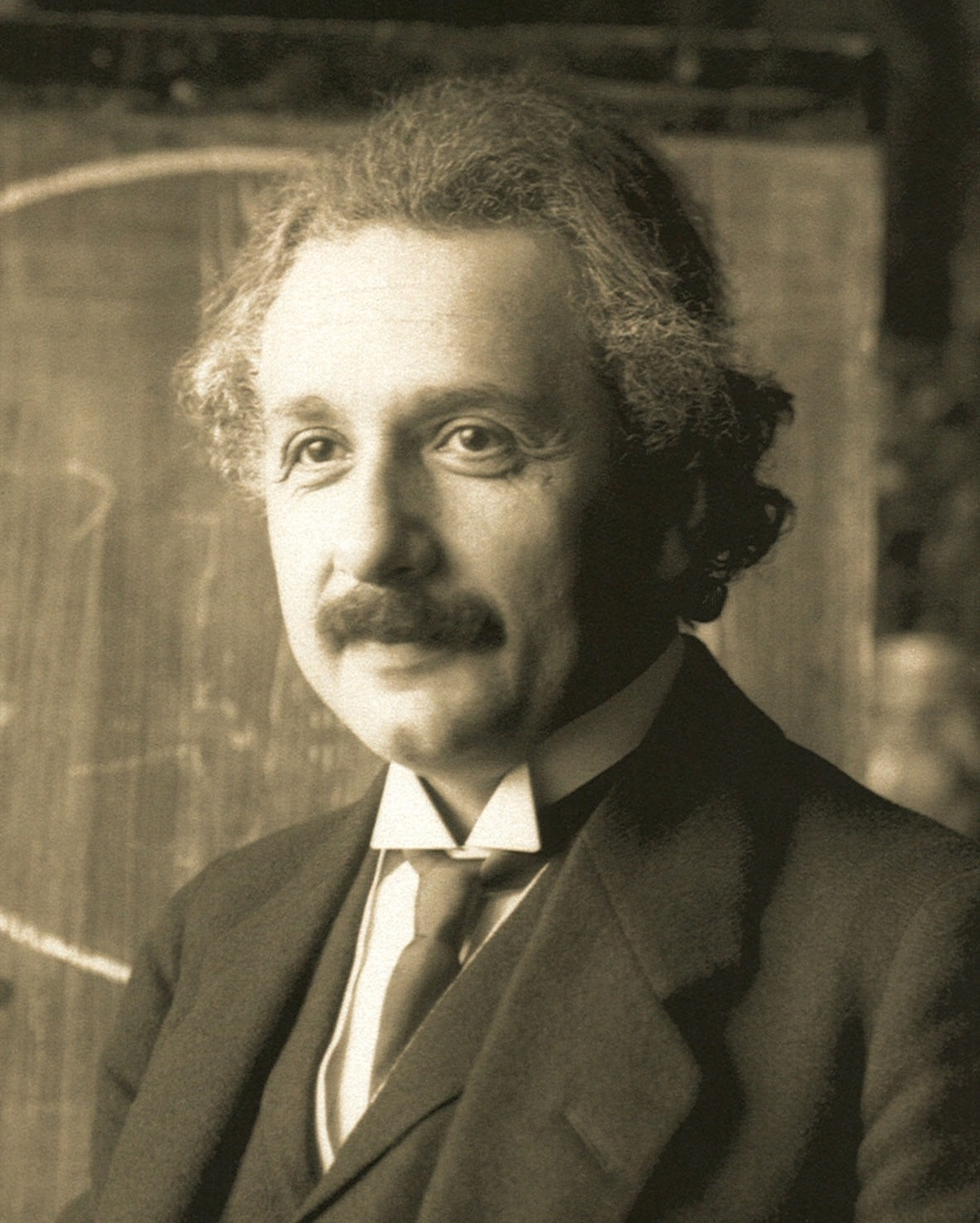
Albert Einstein

- 20. März: Albert Einstein veröffentlicht in der Fachzeitschrift Annalen der Physik den Artikel Die Grundlage der allgemeinen Relativitätstheorie.
- Oskar Dressel gelingt die Synthese des Medikaments Suramin. Suramin bzw. Suramin Sodium ist das erste wirksame Heilmittel gegen die Schlafkrankheit.
- Der US-amerikanische Astronom Edward Barnard entdeckt Barnards Pfeilstern.

#### Lehre und Forschung
- 14. Oktober: Die Staatliche Universität Perm wird als Ableger der Universität Sankt Petersburg in der Uralregion gegründet.
- Die christliche Yanjing-Universität in Peking wird gegründet.

#### Sonstiges
- April: Die SPAD S.VII, ein einsitziges Doppeldecker-Jagdflugzeug des französischen Herstellers Société de Production des Aéroplanes Deperdussin, hat ihren Erstflug.
- 2. September: In Leipzig wird die Deutsche Bücherei eingeweiht.

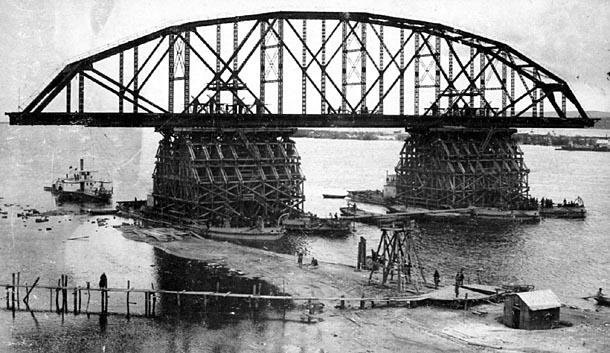
Bau der Eisenbahnbrücke über den Amur bei Chabarowsk

- 16. Oktober: Die längste Eisenbahnstrecke der Welt, die Transsibirische Eisenbahn, wird mit der Eröffnung der Brücke von Chabarowsk über den Amur fertiggestellt.
- Daimler baut die ersten Panzer- bzw. Kettenfahrzeuge in Deutschland.
- Der deutsche Physiker Wolfgang Gaede präsentiert die Diffusionspumpe mit Quecksilber als Treibmittel.

### Kultur

#### Architektur
- Beginn des Baues der Werksiedlung Piesteritz als Wohnstandort zum Reichsstickstoffwerk in Wittenberg.

#### Film
- 15. Mai: Der Stummfilm The Floorwalker (Der Ladenaufseher) von und mit Charlie Chaplin erscheint in den Vereinigten Staaten. Es ist der erste Film Chaplins für Mutual Films. Höhepunkt der Handlung ist eine turbulente Verfolgungsjagd auf einer Rolltreppe.
- Am 21. August läuft der Dokumentar- und Propagandafilm The Battle of the Somme in den britischen Kinos an. Innerhalb von sechs Wochen sehen ihn etwa 20 Millionen Menschen – fast die Hälfte der damaligen Bevölkerung.

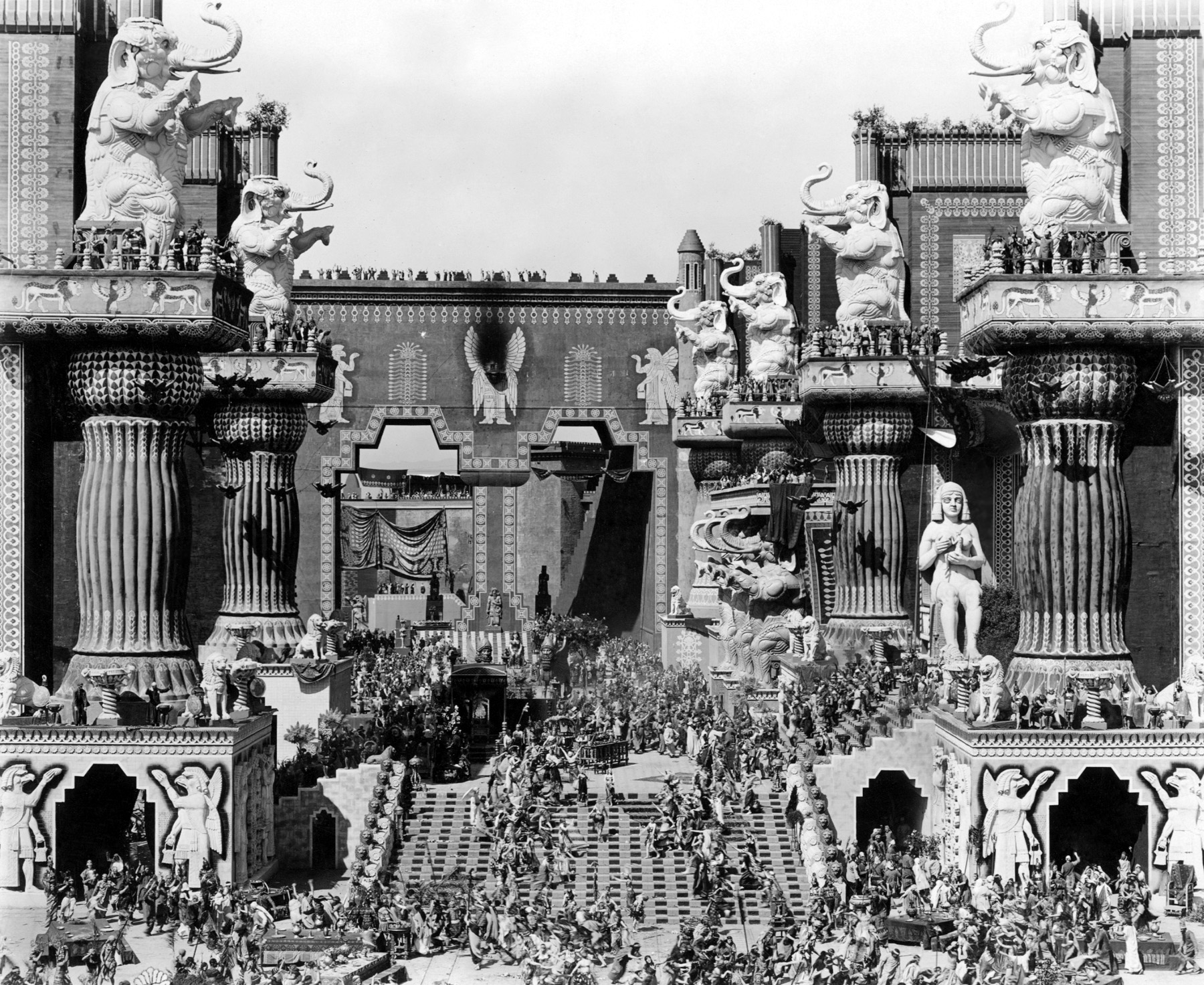
Szenenbild aus Intoleranz

- 5. September: Das wegweisende Filmepos Intolerance (Intoleranz) von David Wark Griffith hat seine Uraufführung. Das Werk wird zum ersten Flop der Filmgeschichte.
- 2. Oktober: The Pawnshop (Das Pfandhaus), eine Filmkomödie von Charlie Chaplin, hat ihre Uraufführung. Der Film begründet Chaplins Zusammenarbeit mit Henry Bergman.
- 4. Dezember: Charlie Chaplins Komödie The Rink (Die Rollschuhbahn) kommt in die US-amerikanischen Kinos.

#### Musik und Theater
- 14. Januar: Uraufführung der Operette Der Sterngucker von Franz Lehár im Theater in der Josefstadt in Wien.
- 15. Januar: Am Raimundtheater in Wien erfolgt die Uraufführung des Singspiels Das Dreimäderlhaus von Heinrich Berté. Zentrale Figur der Operette ist der Komponist Franz Schubert, dessen Musik Berté in leicht bearbeiteter Form seiner Partitur zugrunde gelegt hat. Das Libretto verfassten Alfred Maria Willner und Heinz Reichert. Es basiert auf dem Roman Schwammerl von Rudolf Hans Bartsch.

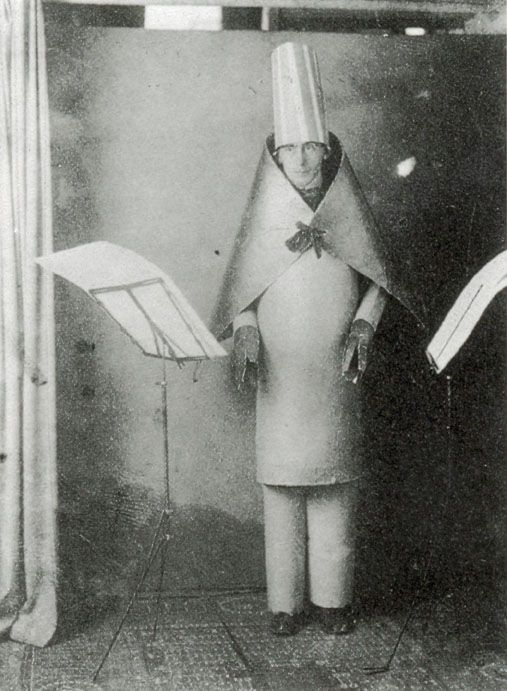
Hugo Ball bei einer Vorstellung im Cabaret Voltaire, 1916

- 5. Februar: Hugo Ball und Emmy Hennings gründen in Zürich das Cabaret Voltaire, den Geburtsort des Dadaismus. Im Juni führt Ball hier sein erstes Lautgedicht Gadji beri bimba auf.

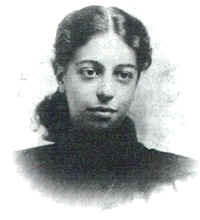
Angelina Weld Grimké

- 3. März: Das Theaterstück Rachel der Afroamerikanerin Angelina Weld Grimké, eines der ersten Stücke, die rassistisch motivierte Gewalt thematisieren, wird als Reaktion auf den rassistischen Stummfilm The Birth of a Nation unter der Schirmherrschaft der National Association for the Advancement of Colored People NAACP an einer Schule in Washington uraufgeführt. Anfangs wenig beachtet gilt es heute als Wegbereiter der Harlem Renaissance.
- 5. März: An der Hofoper Dresden wird Eugen d’Alberts Oper Die toten Augen mit dem Libretto von Hans Heinz Ewers und Marc Henry mit großem Erfolg uraufgeführt. Dirigent ist Fritz Reiner.
- 28. März: Die beiden einaktigen Opern Der Ring des Polykrates und Violanta von Erich Wolfgang Korngold werden an der Hofoper in München uraufgeführt. Sie haben einen derartigen Erfolg, dass Korngold in den nächsten Jahren zu einem der meistgespielten Opernkomponisten Deutschlands und Österreichs wird.

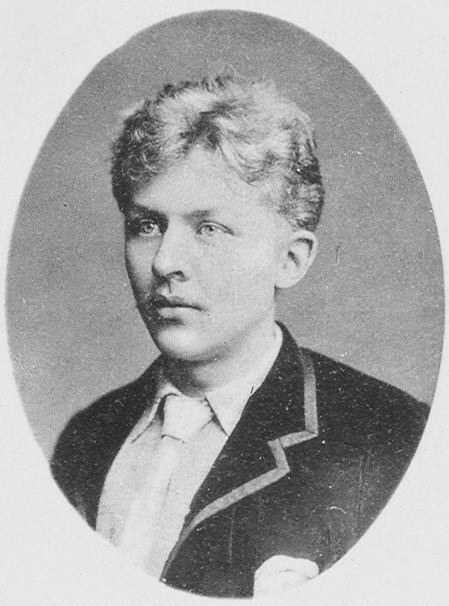
Jan Brandts Buys

- 1. April: Die Schneider von Schönau, eine komische Oper in drei Akten des niederländischen Komponisten Jan Brandts-Buys mit dem Libretto von Ignaz Michael Welleminsky, wird an der Dresdner Hofoper uraufgeführt. Die Oper verschafft dem Komponisten einen internationalen Erfolg.
- 15. Oktober: Die Uraufführung der Oper Das höllisch Gold von Julius Bittner findet in Darmstadt statt. Die Oper wird der größte Erfolg des Komponisten.
- 2. Dezember: Die Operette Die Rose von Stambul von Leo Fall wird am Theater an der Wien in Wien uraufgeführt. Das Werk mit dem Libretto von Julius Brammer und Alfred Grünwald gehört zur sogenannten Silbernen Operettenära.
- 5. Dezember: Die Uraufführung der Kammeroper Savitri von Gustav Holst erfolgt in der Wellington Hall in London.
- 6. September: An der Volksoper Wien wird die musikalische Komödie Das Testament von Wilhelm Kienzl uraufgeführt. Das Libretto stammt vom Komponisten nach Motiven von Peter Rosegger.

### Gesellschaft
- 11. Februar: Nach einem Vortrag über Geburtenkontrolle wird in New York die Anarchistin und Friedensaktivistin Emma Goldman festgenommen.

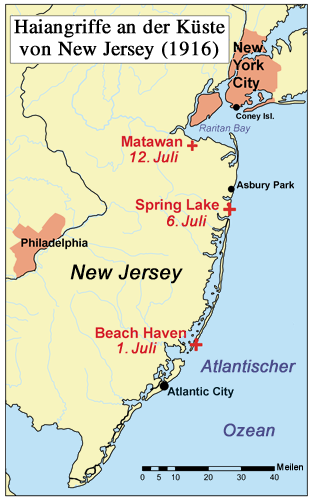
Karte mit dem zeitlichen und geografischem Verlauf der Angriffe

- 1. Juli: Der 25-jährige Charles Vansant wird beim Schwimmen bei Beach Haven, Long Beach Island, New Jersey, von einem Hai angegriffen und tödlich verletzt. Bis zum 12. Juli kommt es zu vier weiteren Haiangriffen an der Küste von New Jersey. Die Angriffe inspirieren Peter Benchley Jahre später zum Verfassen des Romans Der weiße Hai.
- 13. September: Weil sie einen Zirkustrainer getötet hat, wird die Elefantenkuh Mary nach einem Tierprozess vor 2.500 Schaulustigen in Erwin, Tennessee, durch Hängen hingerichtet.
- 16. Oktober: Die Krankenschwester Margaret Sanger eröffnet in Brownsville (New York City) zusammen mit ihrer Schwester und einer Gesinnungsgenossin die erste US-amerikanische Klinik für Familienplanung und Geburtenkontrolle. Neun Tage später werden die drei Frauen von der Polizei verhaftet.
- 15. November: In Tübingen wird ein Tropengenesungsheim gegründet.
- 18. November: Der Kauf von vermeintlichem Walfleisch aus Norwegen löst den Haakjöringsköd-Fall aus, der heute als Musterbeispiel für den juristischen Grundsatz falsa demonstratio non nocet gilt.
- Der Volksgarten Nymphenburg bei München, zu seiner Zeit größter Vergnügungspark Deutschlands, wird nach 26 Jahren wieder abgebrochen.

### Katastrophen
- 14. Januar: Bei einem Sturm brechen an der niederländischen Zuidersee die Deiche. Große Gebiete werden überschwemmt.
- 16. Januar: Ein großer Teil der norwegischen Stadt Bergen wird von einem Großbrand vernichtet.
- 5. März: Vor Santos an der brasilianischen Küste läuft der spanische Luxusliner Príncipe de Asturias auf einen Felsen und sinkt in nur fünf Minuten. 445 Passagiere und Besatzungsmitglieder sterben. Es handelt sich um eine der größten Tragödien in der Geschichte der spanischen Dampfschifffahrt.

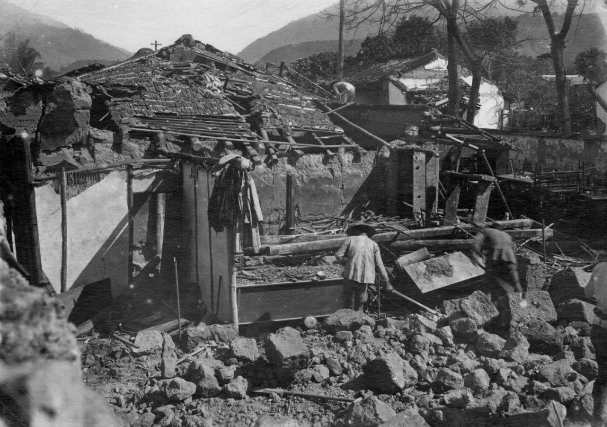
Nantou nach dem Beben

- 28. August: Im relativ dünn besiedelten Landkreis Nantou in China beginnt eine Reihe von Erdstößen, die bis zum 7. Januar 1917 71 Menschenleben kostet. Die Land- und Forstwirtschaft erleidet schwere Schäden.

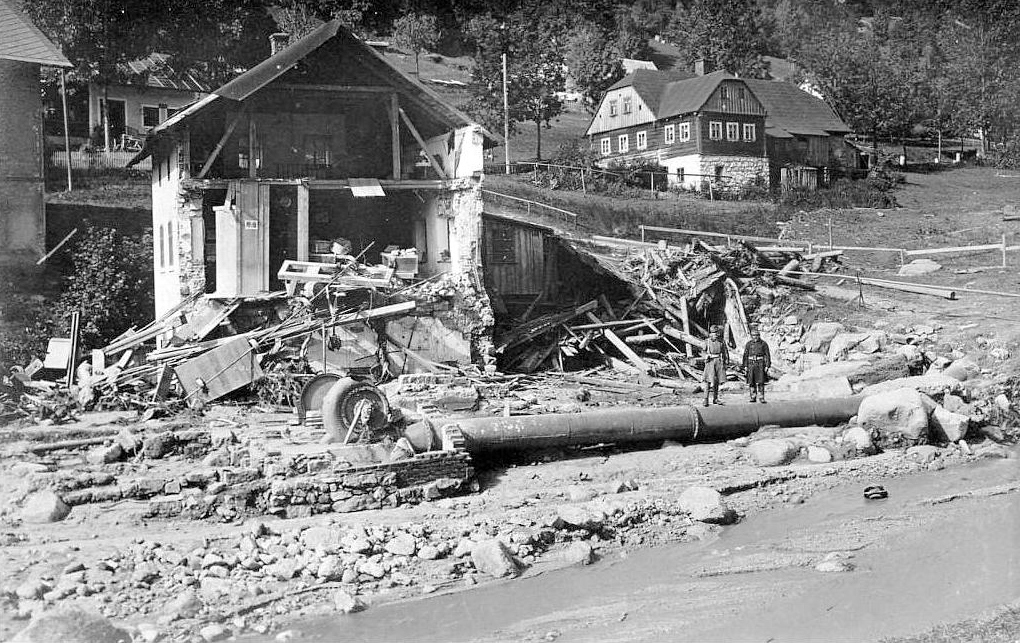
Dessendorf nach dem Dammbruch

- 18. September: Beim Bruch der Talsperre an der Weißen Desse im Isergebirge sterben 62 Menschen. 33 Häuser sind ganz verschwunden, 69 stark beschädigt. 307 Menschen werden obdachlos und 1020 verlieren ihre Arbeitsplätze.
- 3. November: Vor Greenore an der Küste der irischen Grafschaft County Louth sterben bei der Kollision der Passagierfähre Connemara mit einem Kohlenfrachter 90 Menschen.
- 13. Dezember: Durch eine Nasschneelawine kommen auf der Marmolata rund 300 Soldaten ums Leben, die im italienisch-österreichischen Gebirgskrieg gekämpft haben.

Kleinere Unglücksfälle sind in den Unterartikeln von Katastrophe und in der Liste von Katastrophen aufgeführt.

### Natur und Umwelt
- 3. April: Der Meteorit von Treysa schlägt in einem Waldstück bei Rommershausen ein.
- 1. August: Der Hawaiʻi-Nationalpark auf Hawaii wird eingerichtet.
- 6. August: Das Gebiet um den Lassen Peak im Norden Kaliforniens wird zum Lassen-Volcanic-Nationalpark erklärt. Der Vulkan befindet sich zu diesem Zeitpunkt in einer Phase erhöhter vulkanischer Aktivität.

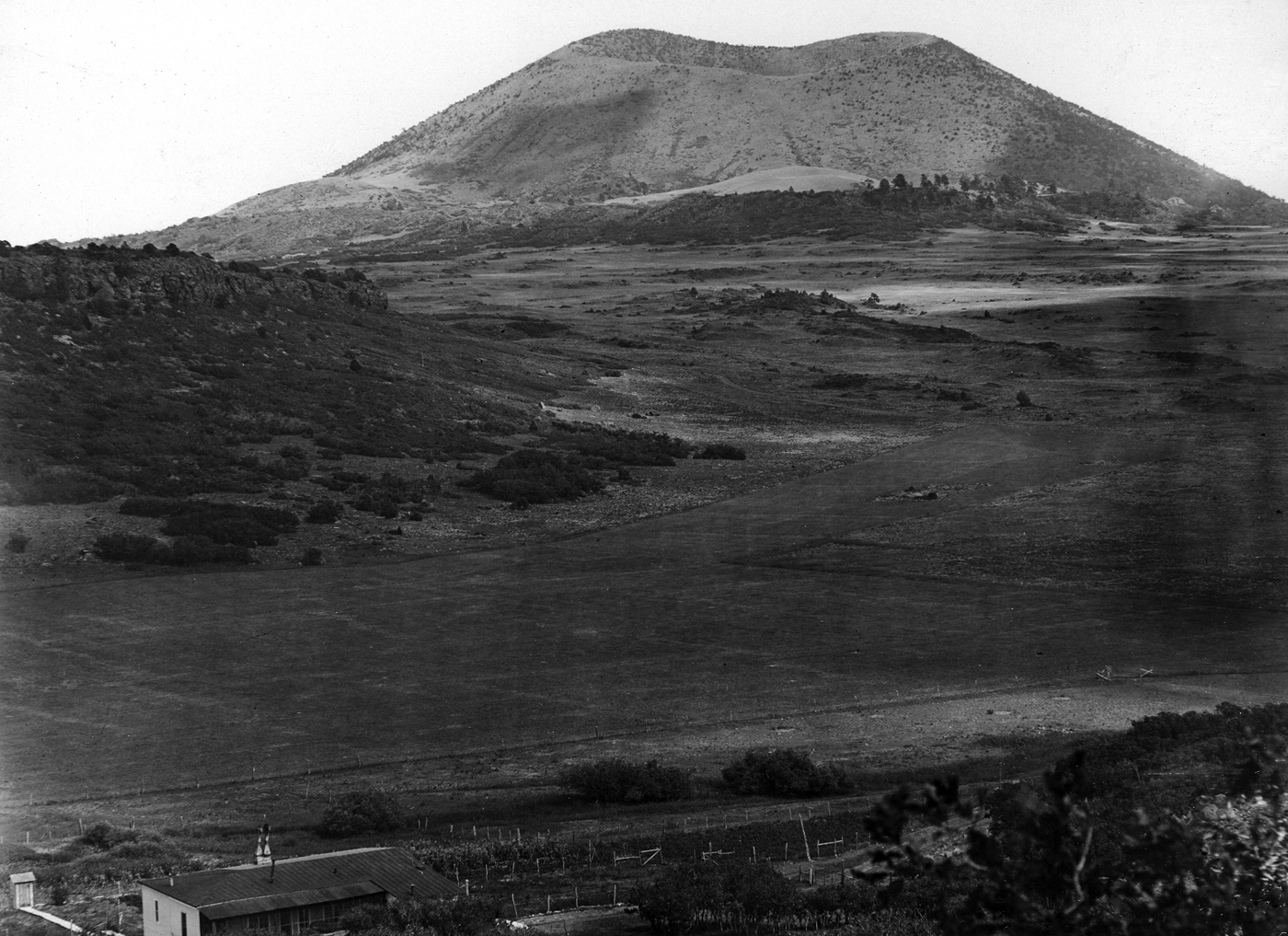
Capulin Volcano 1916

- 9. August: Im US-Bundesstaat New Mexico wird das Capulin Volcano National Monument gegründet.
- 25. August: In den Vereinigten Staaten entsteht der National Park Service. Ihm obliegt es, die verwalteten Orte zugänglich zu machen und die natürliche Landschaft und Tierwelt sowie historische Denkmale zu erhalten.
- 29. August: Auf der Insel Tasmanien werden mit dem Mount-Field-Nationalpark und dem Freycinet-Nationalpark Schutzgebiete für die Natur geschaffen.

### Sport
- 10. April: Die Professional Golfers Association of America, der US-amerikanische Verband der Berufsgolfer, wird in New York City gegründet.
- Im Rahmen des vom 2. bis 17. Juli stattfindenden Campeonato Sudamericano 1916 wird am 9. Juli die Südamerikanische Fußball-Konföderation CONMEBOL gegründet.

## Nobelpreise
| Preis                                   | Person                            | Land     | Begründung für die Preisvergabe                                                                        | Bild                  |
| --------------------------------------- | --------------------------------- | -------- | --- | --------------------- |
| Nobelpreis für Physik                   | nicht verliehen                   |          | |                       |
| Nobelpreis für Chemie                   | nicht verliehen                   |          | |                       |
| Nobelpreis für Physiologie oder Medizin | nicht verliehen                   |          | |                       |
| Nobelpreis für Literatur                | Verner von Heidenstam (1859–1940) | Schweden | „als eine Anerkennung seiner Bedeutung als Wortführer einer neuen Epoche in unserer schönen Literatur“ | Verner von Heidenstam |
| Friedensnobelpreis                      | nicht verliehen                   |          | |                       |

## Geboren

### Januar
- 01. Januar: Murray Alexander Armstrong, kanadischer Eishockeyspieler und -trainer († 2010)
- 01. Januar: Giacomo Neri, italienischer Fußballspieler und -trainer († 2010)
- 03. Januar: Erik Alfred Ågren, schwedischer Boxer († 1985)
- 03. Januar: Maxene Angelyn Andrews, US-amerikanische Sängerin († 1995)
- 03. Januar: Antonio Estévez, venezolanischer Komponist († 1988)
- 03. Januar: Bernard Greenhouse, US-amerikanischer Cellist und Musikpädagoge († 2011)
- 04. Januar: Slim Gaillard, US-amerikanischer Jazz-Sänger († 1991)
- 04. Januar: Jan Kotík, tschechischer Maler († 2002)
- 04. Januar: Willy Mattes, österreichischer Komponist, Arrangeur und Dirigent († 2002)
- 05. Januar: Dora Grabosch, deutsche Malerin († 1994)
- 07. Januar: Elena Ceaușescu, rumänische Politikerin und Ehefrau Nicolae Ceaușescus († 1989)
- 07. Januar: Fernando Sancho, spanischer Schauspieler († 1990)
- 07. Januar: Paul Keres, estnisch-sowjetischer Schachspieler († 1975)
- 09. Januar: Fernando Lamas, argentinischer Schauspieler und Filmproduzent († 1982)
- 10. Januar: Sune Bergström, schwedischer Biochemiker und Nobelpreisträger († 2004)
- 10. Januar: Josef Hindels, österreichischer Widerstandskämpfer im 3. Reich († 1990)
- 11. Januar: Zikmund Schul, deutscher Komponist († 1944)
- 12. Januar: Pieter Willem Botha, südafrikanischer Premierminister und Staatspräsident († 2006)
- 12. Januar: Jay McShann, US-amerikanischer Blues-Musiker († 2006)
- 15. Januar: Maurice Bavaud, versuchte 1938, Adolf Hitler zu erschießen († 1941)
- 15. Januar: Christel Peters, deutsche Schauspielerin († 2009)
- 15. Januar: Denise Soriano, französische Geigerin († 2006)
- 18. Januar: Horst Adamietz, deutscher Journalist († 1985)
- 18. Januar: Erika Pelikowsky, österreichische Schauspielerin († 1990)
- 19. Januar: Harry Huskey, US-amerikanischer Mathematiker und Computer-Ingenieur († 2017)
- 20. Januar: Johan Adolf Pengel, Politiker und Premier von Suriname († 1970)
- 21. Januar: Miquel Asins Arbó, spanischer Komponist, Dirigent und Lehrer († 1996)
- 21. Januar: René Hernández, kubanischer Pianist und Arrangeur († 1987)
- 21. Januar: Pietro Rava, italienischer Fußballspieler und -trainer († 2006)
- 21. Januar: Félix Sienra, uruguayischer Segler und Sportfunktionär († 2023)
- 22. Januar: Henri Dutilleux, französischer Komponist († 2013)
- 22. Januar: Riza Lushta, albanischer Fußballspieler († 1997)
- 23. Januar: Marshall Clagett, US-amerikanischer Historiker († 2005)
- 23. Januar: David Douglas Duncan, US-amerikanischer Fotograf († 2018)
- 23. Januar: Olaf Andreas Gulbransson, Architekt und Kirchenbaumeister († 1961)
- 23. Januar: Paul B. Johnson junior, US-amerikanischer Politiker († 1985)
- 23. Januar: Airey Neave, britischer Politiker († 1979)
- 24. Januar: Rafael Caldera, venezolanischer Politiker und ehemaliger Staatspräsident († 2009)
- 24. Januar: Ingeborg Sello, deutsche Fotografin († 1982)
- 25. Januar: Frederick Valentine Atkinson, britischer Mathematiker († 2002)
- 25. Januar: Hans Coppi, Mitglied der Widerstandsgruppe Rote Kapelle († 1942)
- 26. Januar: Hans Martin, deutscher Komponist, Chorleiter und Organist († 2007)
- 27. Januar: Helle Hirsch, deutsch-amerikanischer Student und Widerstandskämpfer († 1937)
- 30. Januar: Benno Kusche, deutscher Opernsänger († 2010)
- 30. Januar: Hans Joachim Sewering, deutscher Arzt († 2010)
- 31. Januar: Carlos Jiménez Mabarak, mexikanischer Komponist († 1994)
- 31. Januar: Sangoulé Lamizana, burkinischer Politiker († 2005)
- 31. Januar: Frank Parker, US-amerikanischer Tennisspieler († 1997)

### Februar
- 02. Februar: Vincent Pasquale Biunno, US-amerikanischer Jurist († 1991)
- 03. Februar: Jean Margéot, Bischof von Port-Louis und Kardinal († 2009)
- 05. Februar: Ugo Locatelli, italienischer Fußballspieler († 1993)
- 05. Februar: Daniel Santos, puerto-ricanischer Sänger und Komponist († 1992)
- 06. Februar: Clifford Griffith, US-amerikanischer Automobilrennfahrer († 1996)
- 07. Februar: Floyd K. Haskell, US-amerikanischer Politiker († 1998)
- 07. Februar: Helmut Schubert, deutscher Fußballspieler († 1988)
- 08. Februar: Al Coppage, US-amerikanischer American-Football-Spieler († 1992)
- 08. Februar: Hans-Hugo Hartmann, deutscher Automobilrennfahrer († 1991)
- 10. Februar: Ahiam Shoshany, französisch-israelischer Bildhauer († 2005)
- 10. Februar: Edward R. Roybal, US-amerikanischer Politiker († 2005)
- 11. Februar: Wilhelm Koch-Hooge, deutscher Schauspieler († 2004)
- 12. Februar: Damián Iguacén Borau, spanischer Bischof († 2020)
- 12. Februar: Helmut Gröttrup, deutscher Ingenieur und Erfinder († 1981)
- 13. Februar: Jagjit Singh Aurora, indischer Generalleutnant († 2005)
- 13. Februar: Willi Bars, deutscher Fußballspieler († 2000)
- 13. Februar: Ruth Geede, deutsche Schriftstellerin († 2018)
- 13. Februar: Alec Hannan, südafrikanischer Boxer († 2002)
- 14. Februar: Hans-Wolrad Dölling, deutscher General († 1997)
- 14. Februar: Sally Gray, englische Filmschauspielerin († 2006)
- 14. Februar: C. William O’Neill, US-amerikanischer Politiker († 1978)
- 14. Februar: Fritz Schmenkel, deutscher Kommunist und Widerstandskämpfer gegen den Nationalsozialismus († 1944)
- 14. Februar: Oskar Wielgos, deutscher Schachproblemkomponist († 1986)
- 16. Februar: Karl Brunner, Schweizer Ökonom († 1989)
- 16. Februar: Dương Văn Minh, südvietnamesischer Politiker und General († 2001)
- 16. Februar: Josef Rommerskirchen, deutscher Politiker († 2010)
- 17. Februar: Karl Wald, als Erfinder des Elfmeterschießens im Fußball geltender Fußballschiedsrichter († 2011)
- 18. Februar: Maria Altmann, US-amerikanische Unternehmerin und Kunstsammlerin († 2011)
- 19. Februar: Eddie Arcaro, US-amerikanischer Jockey († 1997)
- 20. Februar: Julius Juzeliūnas, litauischer Komponist und Musikpädagoge († 2001)
- 22. Februar: Gertrud Burgsthaler-Schuster, österreichisches Opernsängerin († 2004)
- 23. Februar: Franz Adis, deutscher Politiker († 2005)
- 23. Februar: George Abel, kanadischer Eishockeyspieler († 1996)
- 24. Februar: Guglielmo Gabetto, italienischer Fußballspieler († 1949)
- 25. Februar: Reinhard Bendix, US-amerikanischer Soziologe deutscher Herkunft († 1991)
- 26. Februar: Mordecai Seter, israelischer Komponist († 1994)
- 28. Februar: Svend Asmussen, dänischer Jazzmusiker und Schauspieler († 2017)
- 28. Februar: Wilhelm Heidel, rumänischer Feldhandballspieler († 2008)
- 29. Februar: Dinah Shore, US-amerikanische Sängerin, Schauspielerin und Golfspielerin († 1994)

### März
- 01. März: Krystyna Feldman, polnische Schauspielerin († 2007)
- 02. März: Bernard Stevens, englischer Komponist und Dirigent († 1983)
- 03. März: Paul Halmos, US-amerikanischer Mathematiker ungarischer Herkunft († 2006)
- 03. März: Benno Sterzenbach, deutscher Theater- und Film-Schauspieler († 1985)
- 04. März: Giorgio Bassani, italienischer Schriftsteller und Publizist († 2000)
- 04. März: Hans Jürgen Eysenck, deutsch-britischer Psychologe († 1997)
- 04. März: Ernest Titterton, Kernphysiker († 1990)
- 06. März: Hermann Axen, SED-Funktionär und Mitglied des Politbüros des ZK der SED († 1992)
- 06. März: Virginia Gregg, US-amerikanische Schauspielerin († 1986)
- 07. März: Theodor Bergmann, deutscher Agrarwissenschaftler und Buchautor († 2017)
- 08. März: George Sylvester „Red“ Callender, US-amerikanischer Jazzbassist (Kontrabass und Tuba) († 1992)
- 08. März: Peter Gingold, deutscher Widerstandskämpfer († 2006)
- 08. März: Yvon Petra, französischer Tennisspieler († 1984)
- 08. März: Robert Wolfgang Schnell, deutscher Schriftsteller († 1986)
- 09. März: Jack Ferrante, US-amerikanischer American-Football-Spieler († 2006)
- 09. März: Puey Ungphakorn, thailändischer Wirtschaftswissenschaftler, Verwaltungsfachmann und Hochschullehrer († 1999)
- 10. März: Hans Drachsler, deutscher Politiker († 1996)
- 11. März: Erkki Aro, finnischer Orientierungsläufer († 1993)
- 11. März: Ferdy Mayne, deutscher Schauspieler († 1998)

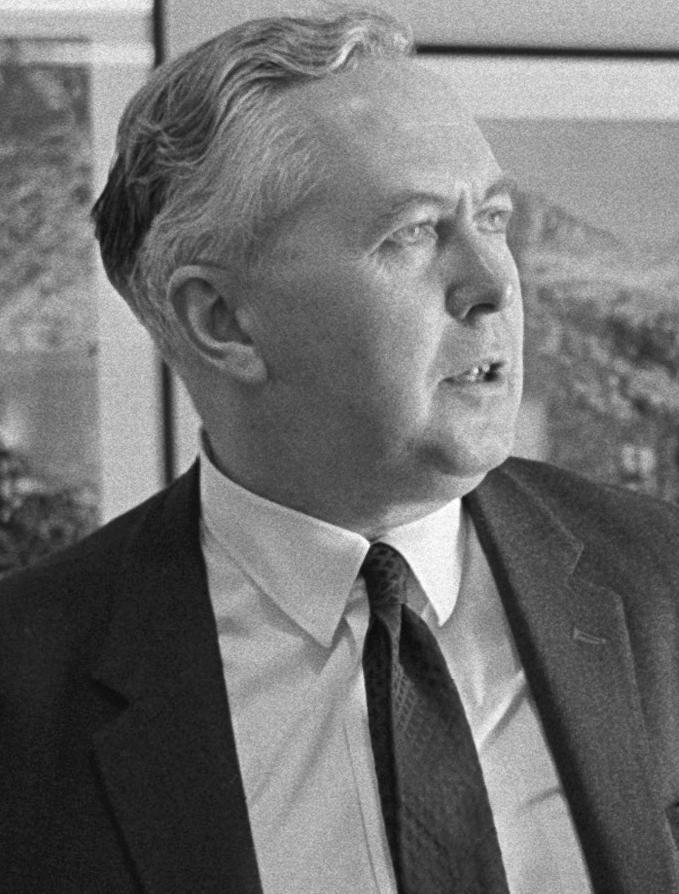
Harold Wilson

- 11. März: Harold Wilson, britischer Politiker und Premierminister († 1995)
- 13. März: Jacque Fresco, US-amerikanischer Futurologe († 2017)
- 13. März: Frank Licht, US-amerikanischer Politiker († 1987)
- 14. März: Ove Andersson, schwedischer Fußballspieler († 1983)
- 15. März: Charley Brock, US-amerikanischer American-Football-Spieler († 1987)
- 15. März: Gomikawa Jumpei, japanischer Schriftsteller († 1995)
- 15. März: Harry James, amerikanischer Trompeter und Bandleader († 1983)
- 15. März: Blas de Otero, spanischer Lyriker († 1979)
- 16. März: Gerhard Ernst Erich Ahnfeldt, deutscher Zeichner und Maler († 1964)
- 16. März: Mercedes McCambridge, US-amerikanische Schauspielerin († 2004)
- 16. März: Benjamin A. Smith, US-amerikanischer Politiker († 1991)
- 17. März: Fred Thieler, deutscher Maler († 1999)
- 18. März: Winton Dean, englischer Musikwissenschaftler († 2013)
- 18. März: Louis Toebosch, niederländischer Komponist und Professor († 2009)
- 20. März: Pierre Messmer, französischer Politiker († 2007)
- 21. März: Ken Wharton, britischer Automobilrennfahrer († 1957)
- 25. März: Nikolai Peiko, russischer Komponist († 1995)
- 25. März: Jean Rogers, US-amerikanische Schauspielerin († 1991)
- 26. März: Christian Boehmer Anfinsen, US-amerikanischer Biochemiker († 1995)
- 26. März: James Gayfer, kanadischer Militärkapellmeister, Klarinettist, Organist und Chorleiter, Komponist und Musikpädagoge († 1997)
- 26. März: Sterling Hayden, US-amerikanischer Schauspieler und Autor († 1986)
- 28. März: Jess Willard, US-amerikanischer Country-Musiker († 1959)
- 29. März: Jacob Asher, britischer Kameramann († 1991)
- 29. März: Eugene McCarthy, US-amerikanischer Politiker († 2005)
- 30. März: Carl Helmut Steckner, deutscher Maler, Journalist und Regionalforscher († 2003)

### April
- 01. April: Otto Schulmeister, österreichischer Publizist, Chefredakteur († 2001)
- 02. April: Oleg Lundstrem, russischer Jazz-Musiker († 2005)

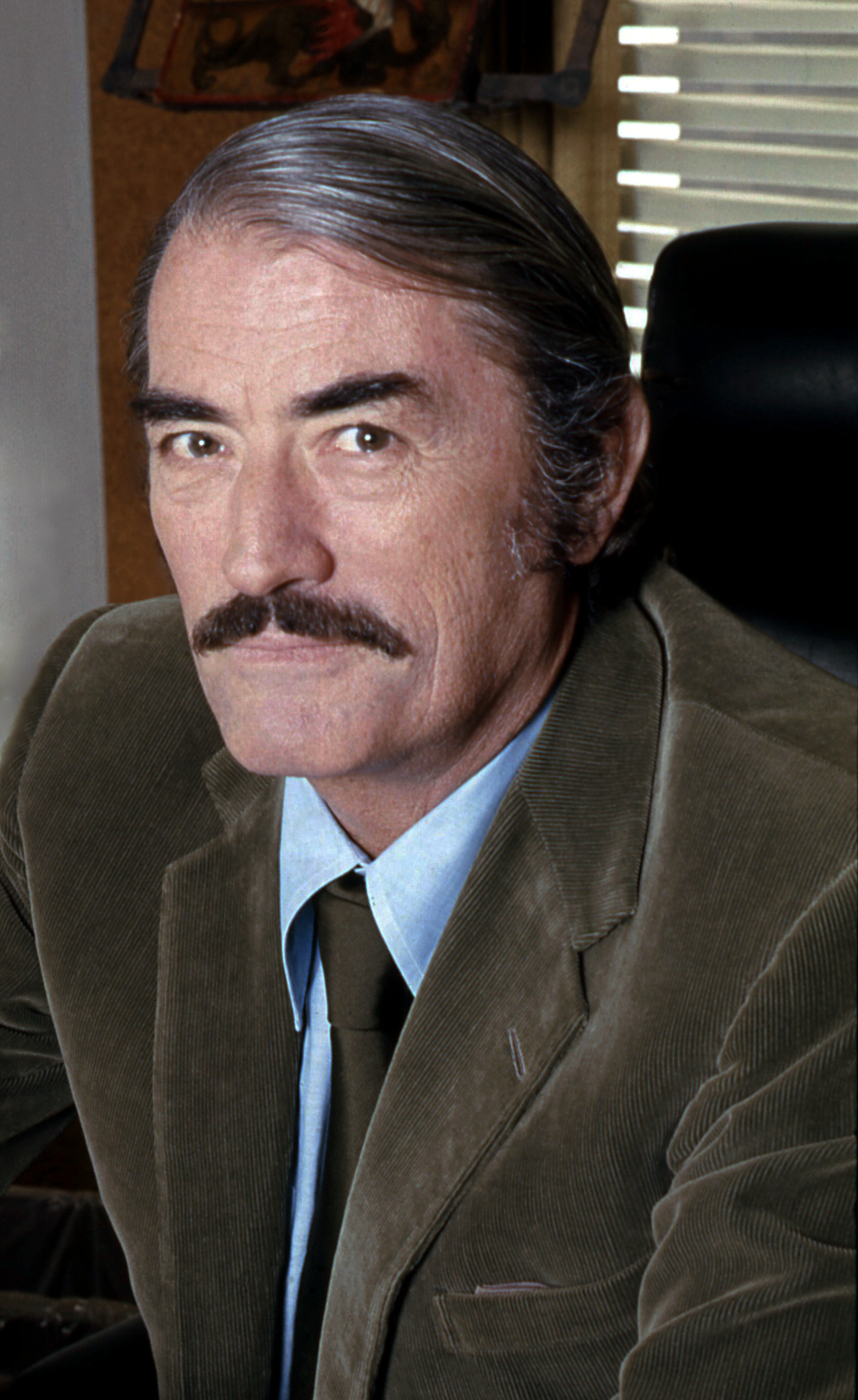
Gregory Peck, 1973

- 05. April: Gregory Peck, US-amerikanischer Schauspieler († 2003)
- 07. April: Bianchi Anderloni, italienischer Automobildesigner und Unternehmer († 2003)
- 07. April: Robert Freitag, österreichischer Schauspieler († 2010)
- 09. April: Eladio Acosta Arteaga, kolumbianischer Ordensgeistlicher und Erzbischof vom Erzbistum Santa Fe de Antioquía († 2012)
- 10. April: Bel Abbey, US-amerikanischer Indianerforscher und Volkskundler († 1992)
- 10. April: Hans-Egon Hass, deutscher Jurist, Germanist und Hochschullehrer († 1969)
- 11. April: Alberto Ginastera, argentinischer Komponist († 1983)
- 11. April: Hartwig Zürn, deutscher Prähistoriker und Landeskonservator in Nordwürttemberg († 2001)
- 12. April: Robert Austrian, US-amerikanischer Bakteriologe, Immunologe und Mediziner († 2007)
- 12. April: Movita Castaneda, US-amerikanische Filmschauspielerin († 2015)
- 12. April: Russell Garcia, US-amerikanischer Komponist und Arrangeur († 2011)
- 14. April: Henning von Arnim, deutscher Oberfinanzpräsident († 1990)
- 14. April: Paul Bürks, deutscher Schauspieler, Synchron- und Hörspielsprecher († 1995)
- 14. April: Pehr Edman, schwedischer Biochemiker († 1977)
- 17. April: Sirimavo Bandaranaike, Premierministerin von Sri Lanka († 2000)
- 18. April: José Joaquín Trejos Fernández, costa-ricanischer Politiker († 2010)
- 19. April: Bruno Chizzo, italienischer Fußballspieler († 1969)
- 19. April: Gerhard Wendland, deutscher Schlagersänger († 1996)
- 20. April: Phil Walters, US-amerikanischer Automobilrennfahrer († 2000)
- 21. April: George Arents, US-amerikanischer Automobilrennfahrer († 1992)
- 21. April: Eldon Rathburn, kanadischer Komponist, Pianist, Organist und Musikpädagoge († 2008)

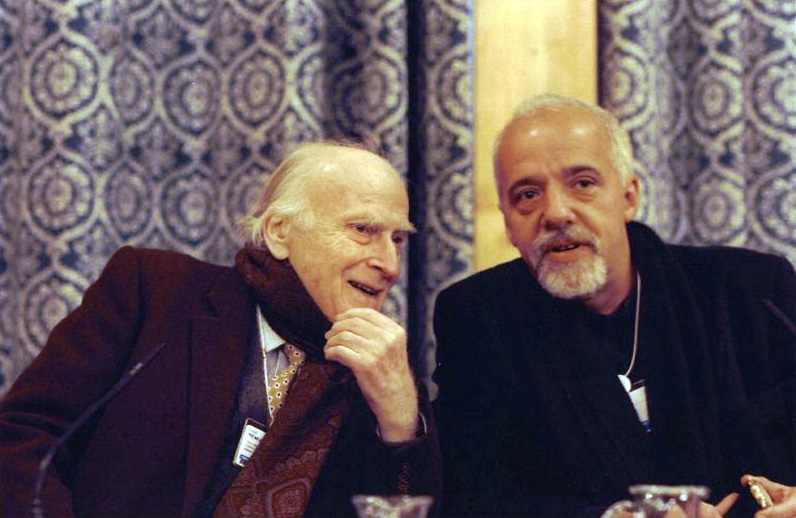
Yehudi Menuhin (links) mit Paulo Coelho, 1999

- 22. April: Julian Edward George Asquith, britischer Diplomat und Kolonialadministrator († 2011)
- 22. April: Yehudi Menuhin, amerikanisch-britischer Violinist und Dirigent († 1999)
- 25. April: Luis Herrera de la Fuente, mexikanischer Dirigent und Komponist († 2014)
- 25. April: Marco Tulio Maristany, venezolanischer Sänger († 1984)
- 26. April: Werner Bischof, Schweizer Fotograf († 1954)
- 26. April: Morris L. West, australischer Schriftsteller († 1999)
- 27. April: Peter Keetman, deutscher Fotograf († 2005)
- 27. April: Jan Rychlík, tschechischer Komponist († 1964)
- 28. April: Hildegard Grube-Loy, deutsche Aquarellmalerin († 2002)
- 28. April: Ferruccio Lamborghini, Autobauer und Vater der Automarke Lamborghini († 1993)
- 28. April: Ilsemarie Schnering, deutsche Schauspielerin († 1995)
- 29. April: Lars Korvald, norwegischer Politiker und Staatsminister († 2006)
- 30. April: Otto Bertram, Luftwaffenoffizier im Dritten Reich und in der Bundeswehr († 1987)
- 30. April: Claude Elwood Shannon, US-amerikanischer Mathematiker († 2001)

### Mai
- 01. Mai: Vincenzo Auricchio, italienischer Automobil- und Motorbootrennfahrer sowie Industrieller († 1970)

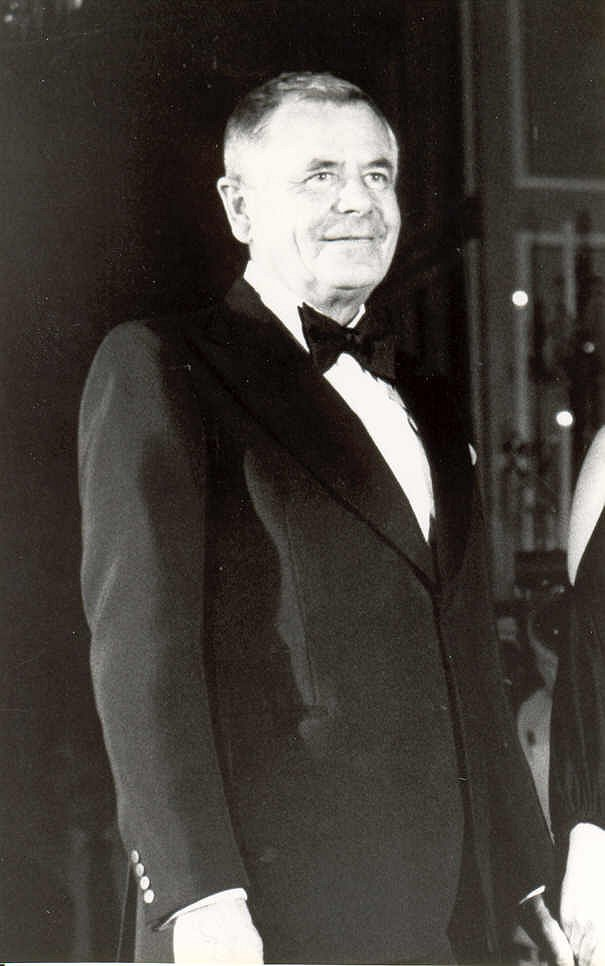
Glenn Ford, 1979

- 01. Mai: Glenn Ford, US-amerikanischer Schauspieler († 2006)
- 01. Mai: Rong Yiren, chinesischer Kaufmann, Politiker und Ex-Vizepräsident von China († 2005)
- 05. Mai: Weli Muhadow, turkmenischer Komponist († 2005)
- 06. Mai: Geneviève Callerot, französische Schriftstellerin und Zeitzeugin († 2025)
- 06. Mai: Robert Henry Dicke, US-amerikanischer Physiker und Astrophysiker († 1997)
- 07. Mai: Alejo Benedicto Gilligan, argentinische Bischof († 2007)
- 08. Mai: Chinmayananda, Begründer der Chinmaya-Mission († 1993)
- 08. Mai: João Havelange, brasilianischer Fußballfunktionär († 2016)
- 10. Mai: Milton Babbitt, US-amerikanischer Komponist († 2011)
- 10. Mai: Alfred Weidenmann, deutscher Jugendbuchautor und Regisseur († 2000)
- 11. Mai: Camilo José Cela, spanischer Schriftsteller und Nobelpreisträger († 2002)
- 13. Mai: Jack Anglin, US-amerikanischer Country-Sänger († 1963)
- 13. Mai: Margot Antillano, venezolanische Theater-, Fernseh- und Filmschauspielerin († 1975)
- 14. Mai: Hermann Böhm, deutscher Motorradrennfahrer († 1983)
- 14. Mai: Lance Dossor, britisch-australischer Pianist und Professor († 2005)
- 14. Mai: Del Moore, US-amerikanischer Schauspieler und Komiker († 1970)
- 15. Mai: Vera Gebuhr, dänische Schauspielerin († 2014)
- 16. Mai: Ephraim Katzir, israelischer Naturwissenschaftler und Politiker († 2009)
- 17. Mai: Bele Bachem, deutsche Grafikerin, Buchillustratorin und Bühnenbildnerin († 2005)
- 17. Mai: Lenka Reinerová, deutsch-tschechische Schriftstellerin und Journalistin († 2008)
- 19. Mai: Blair Lee III., US-amerikanischer Politiker († 1985)
- 20. Mai: Luise Ermisch, Aktivistin und Kandidatin des Politbüros des ZK der SED († 2001)
- 20. Mai: Carl Malsch, Propst in Jerusalem, Hauptpastor in Hamburg († 2001)
- 20. Mai: Trebisonda Valla, italienische Leichtathletin und Olympiasiegerin († 2006)
- 21. Mai: Erich Dittmann, deutscher Maler, Grafiker, Zeichner († 1999)
- 21. Mai: Martinus Osendarp, niederländischer Leichtathlet und Olympiateilnehmer († 2002)
- 21. Mai: Harold Robbins, US-amerikanischer Schriftsteller († 1997)
- 21. Mai: Tan Siew Sin, malayischer Finanzminister († 1988)
- 22. Mai: Gleason L. Archer, US-amerikanischer Altertumswissenschaftler und Alttestamentler († 2004)
- 22. Mai: Gordon Binkerd, US-amerikanischer Komponist und Musikpädagoge († 2003)
- 22. Mai: Arno Peters, deutscher Historiker, Geograph und Ökonom († 2002)
- 22. Mai: Alfred Pfeifle, deutscher Tenor († 1986)
- 22. Mai: Anna Teluren, deutsche Schauspielerin und Theaterregisseurin († 2018)
- 23. Mai: Horst Krüger, deutscher General († 1989)
- 24. Mai: Ottilie Graszl, österreichische Tischtennisspielerin († 1993)
- 26. Mai: Halil İnalcık, türkischer Historiker († 2016)
- 26. Mai: Moondog, US-amerikanischer Komponist († 1999)
- 28. Mai: Walker Percy, US-amerikanischer Schriftsteller († 1990)
- 28. Mai: Christa Siems, deutsche Volksschauspielerin († 1990)
- 29. Mai: Simone Berteaut, französische Autorin († 1975)
- 29. Mai: Arthur Seldon, britischer Ökonom († 2005)
- 30. Mai: Joseph William Kennedy, US-amerikanischer Physiker († 1957)
- 30. Mai: Albert Weitnauer, Schweizer Diplomat und erster Staatssekretär der Schweizerischen Eidgenossenschaft († 1984)
- 31. Mai: Bernard Lewis, britisch-amerikanischer Publizist und Historiker († 2018)

### Juni
- 01. Juni: Jean Jérôme Hamer, Kardinal der römisch-katholischen Kirche († 1996)
- 02. Juni: William R. Laird, US-amerikanischer Politiker († 1974)
- 03. Juni: Ferry Bauer, österreichischer Regisseur, Schauspieler und langjähriger Leiter der Literatur- und Hörspielabteilung im ORF-Landesstudio Oberösterreich († 2010)
- 03. Juni: Leslie Thorne, US-amerikanischer Automobilrennfahrer († 1993)
- 04. Juni: Robert Francis Furchgott, US-amerikanischer Wissenschaftler und Nobelpreisträger († 2009)
- 04. Juni: Gaylord Nelson, US-amerikanischer Politiker († 2005)
- 06. Juni: Hamani Diori, nigrischer Präsident († 1989)
- 06. Juni: Jack Miller, US-amerikanischer Politiker und Jurist († 1994)
- 08. Juni: Luigi Comencini, italienischer Filmregisseur († 2007)

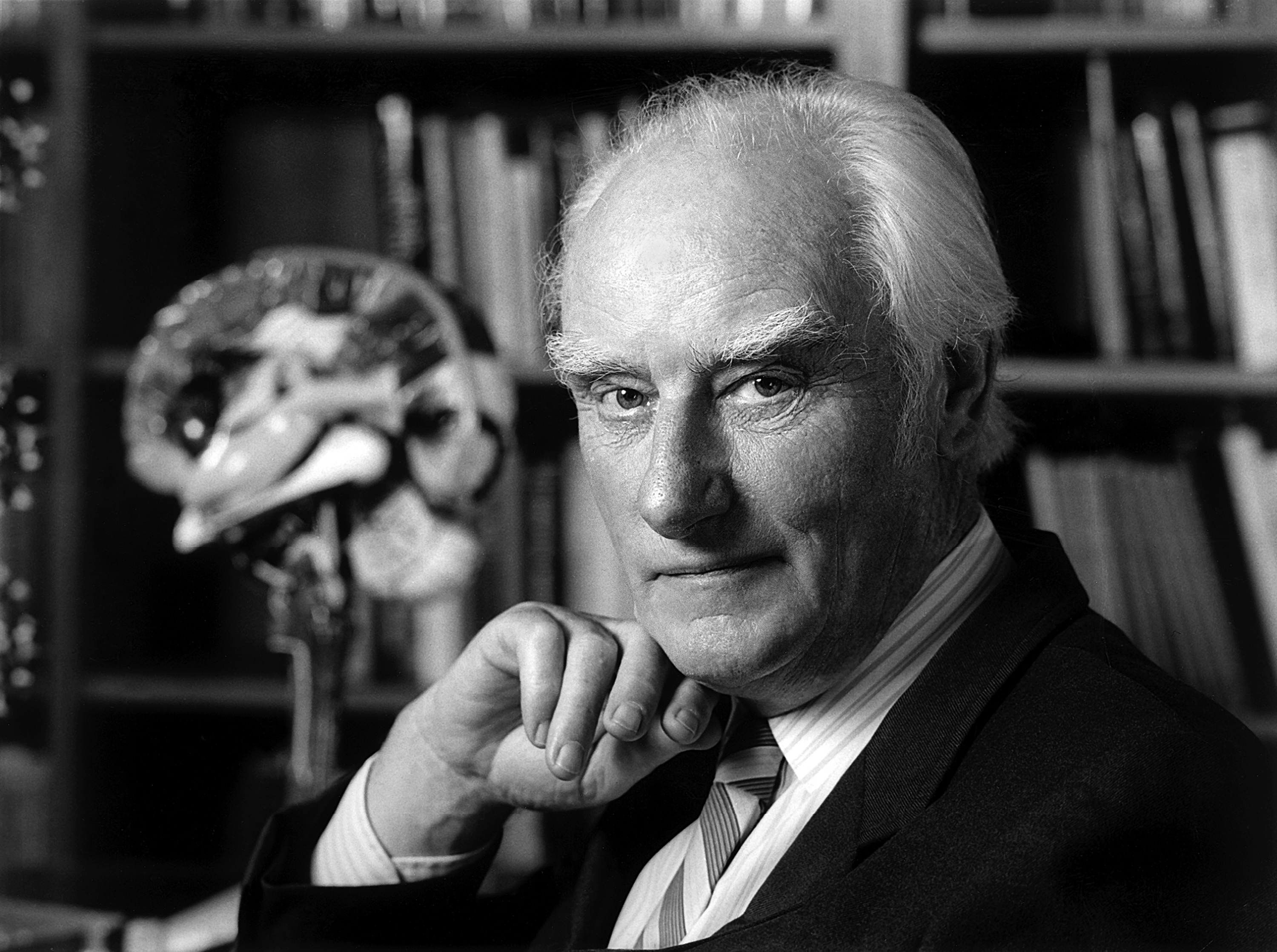
Francis Crick

- 08. Juni: Francis Crick, englischer Physiker und Biochemiker († 2004)
- 08. Juni: Adolph Hofner, US-amerikanischer Country-Musiker († 2000)
- 09. Juni: Jurij Brězan, sorbischer Schriftsteller († 2006)

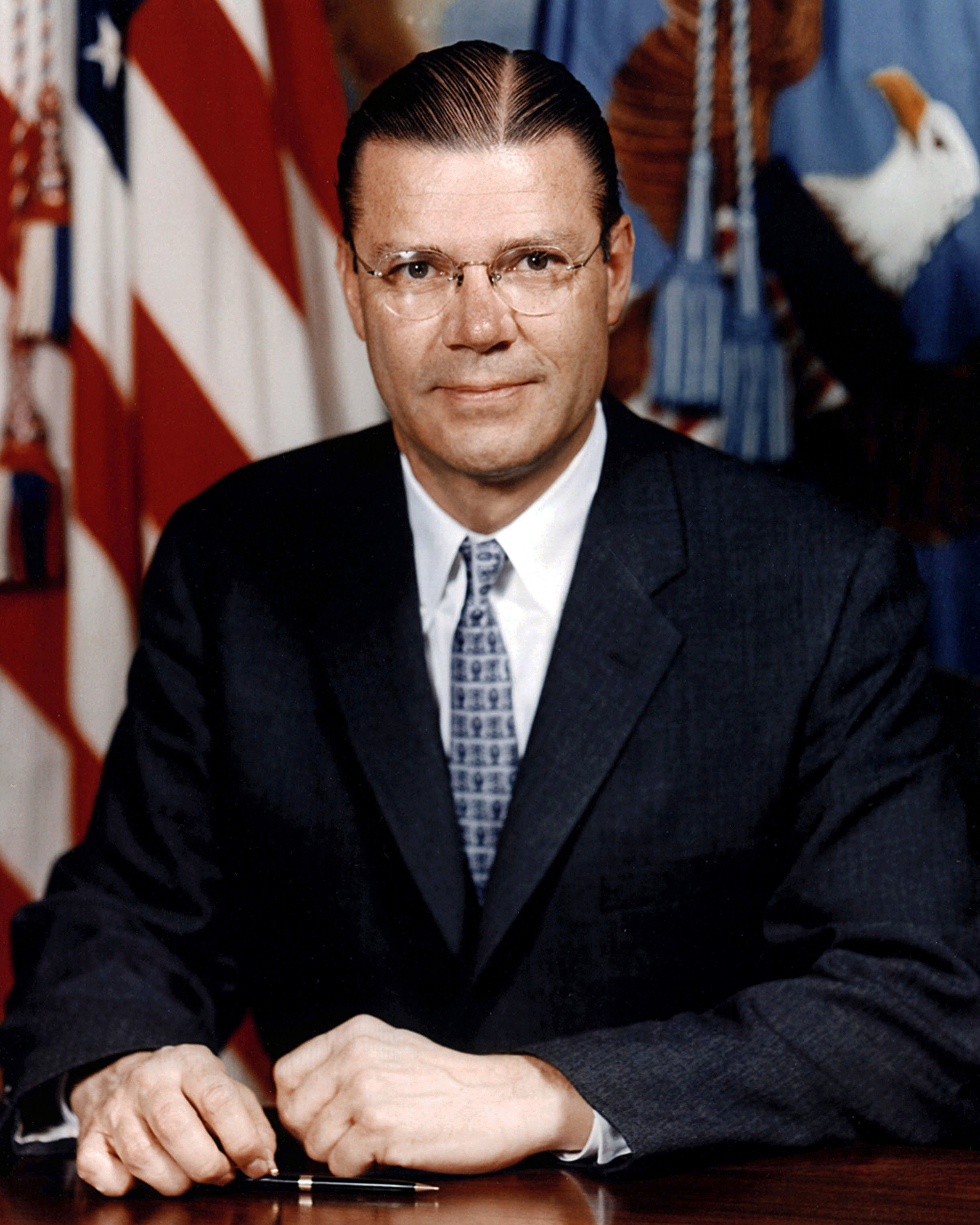
Robert McNamara, 1961

- 09. Juni: Robert McNamara, US-amerikanischer Politiker († 2009)
- 10. Juni: Heinz Mäde, deutscher Maler († 2004)
- 12. Juni: Georg Pfligersdorffer, österreichischer Altphilologe († 2005)
- 13. Juni: Helmut Zahn, deutscher Chemiker († 2004)
- 14. Juni: Wilhelm Aduatz, österreichischer Architekt († 1978)
- 14. Juni: Heinz-Joachim Heydorn, deutscher Pädagoge († 1974)
- 14. Juni: Dorothy McGuire, US-amerikanische Schauspielerin († 2001)
- 14. Juni: Georg Henrik von Wright, finnischer Philosoph († 2003)
- 15. Juni: Gene Force, US-amerikanischer Automobilrennfahrer († 1983)
- 15. Juni: Walter Hellman, schwedisch-US-amerikanischer Weltmeister im Damespiel († 1975)
- 15. Juni: Horacio Salgán, argentinischer Orchesterleiter († 2016)
- 15. Juni: Herbert A. Simon, US-amerikanischer Sozialwissenschaftler und Nobelpreisträger († 2001)
- 16. Juni: Ebenezer Ako-Adjei, ghanaischer Politiker, Rechtsanwälte, Verleger und Journalisten († 2002)
- 16. Juni: Hank Luisetti, US-amerikanischer Basketballspieler († 2002)
- 18. Juni: Gaston Allaire, kanadischer Musikwissenschaftler und -pädagoge, Organist und Pianist, Komponist († 2011)
- 18. Juni: Jean Géraud André, französischer Filmarchitekt und Ausstatter († 1980)
- 18. Juni: Julio César Turbay Ayala, kolumbianischer Politiker und Präsident († 2005)
- 21. Juni: Anthony J. Armentano, US-amerikanischer Politiker († 1987)
- 21. Juni: John Ngu Foncha, kamerunischer Politiker († 1999)
- 21. Juni: Herbert Friedman, US-amerikanischer Physiker († 2000)
- 22. Juni: Richard Eastham, US-amerikanischer Sänger und Schauspieler († 2005)
- 23. Juni: Ernst Willimowski, deutsch-polnischer Fußballspieler († 1997)
- 23. Juni: Siegfried Wünsche, deutscher Motorradrennfahrer († 2000)
- 24. Juni: William B. Saxbe, US-amerikanischer Jurist und Politiker († 2010)
- 24. Juni: Ruth Shaw Wylie, US-amerikanische Komponistin und Musikpädagogin († 1989)
- 25. Juni: Erich Zöllner, österreichischer Historiker († 1996)
- 26. Juni: Karlrobert Kreiten, deutscher Pianist († 1943)
- 27. Juni: Bill Spear, US-amerikanischer Automobilrennfahrer († 1979)
- 28. Juni: Manfred Steffen, deutscher Schauspieler († 2009)
- 29. Juni: Óscar Cristi, chilenischer Springreiter († 1965)
- 29. Juni: Runer Jonsson, schwedischer Schriftsteller und Journalist († 2006)
- 29. Juni: Ruth Warrick, US-amerikanische Schauspielerin († 2005)
- 30. Juni: R. Clark Jones, US-amerikanischer Physiker († 2004)
- 30. Juni: Karl Neumann, deutscher Kinder- und Jugendschriftsteller († 1985)
- 30. Juni: Manuel Simó, dominikanischer Komponist, Dirigent und Musikpädagoge († 1988)

### Juli

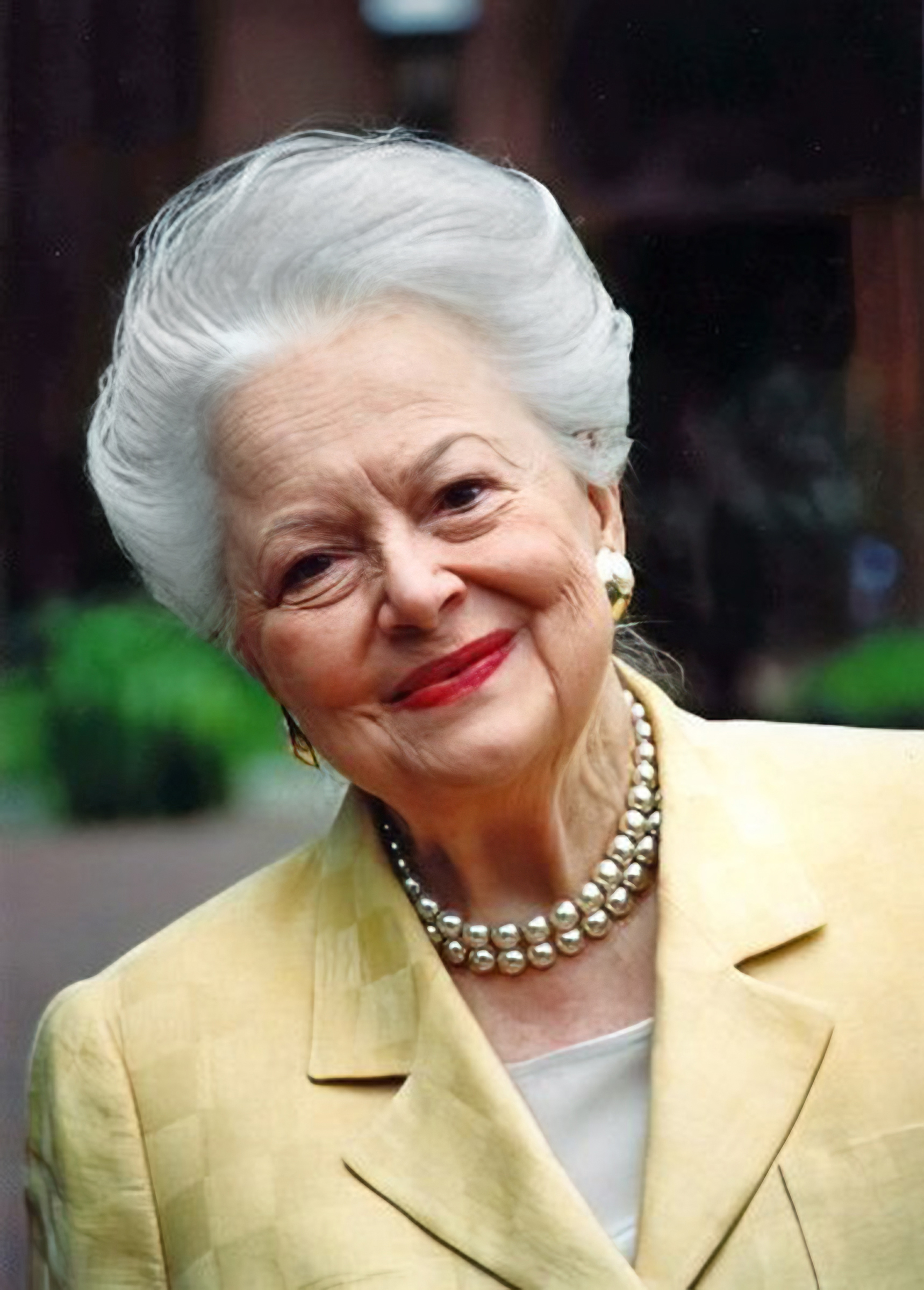
Olivia de Havilland

- 01. Juli: Thomas Hamilton-Brown, südafrikanischer Boxer († 1981)
- 01. Juli: Olivia de Havilland, US-amerikanische Schauspielerin († 2020)
- 02. Juli: Ken Curtis, US-amerikanischer Sänger († 1991)
- 02. Juli: Hans-Ulrich Rudel, deutscher Luftwaffenoberst im Zweiten Weltkrieg († 1982)
- 03. Juli: John Kundla, US-amerikanischer Basketballtrainer († 2017)
- 04. Juli: Iva Ikuko Toguri D’Aquino, japanisch-US-amerikanische Hörfunkmoderatorin († 2006)
- 06. Juli: Harold Norse, US-amerikanischer Autor, Lyriker († 2009)
- 06. Juli: Unica Zürn, deutsche Zeichnerin und Prosa-Schriftstellerin († 1970)
- 08. Juli: Peter Pasetti, deutscher Schauspieler († 1996)

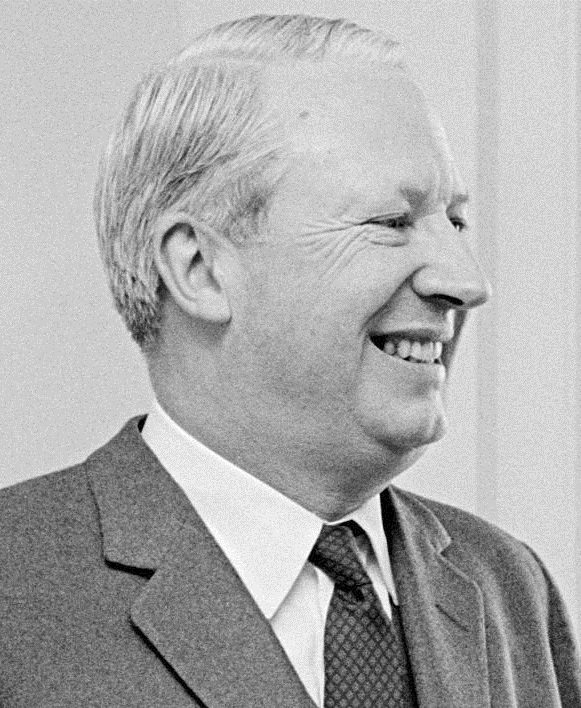
Edward Heath, 1966

- 09. Juli: Edward Heath, britischer Premierminister († 2005)
- 11. Juli: Alexander Michailowitsch Prochorow, Physik-Nobelpreis, sowjetischer Physiker († 2002)
- 11. Juli: Gough Whitlam, australischer Politiker und Premierminister († 2014)
- 12. Juli: Ernst Engelbrecht-Greve, deutscher Politiker († 1990)
- 14. Juli: Natalia Ginzburg, italienische Autorin († 1991)
- 16. Juli: George Gilbert Ashwell, US-amerikanischer Biochemiker († 2014)
- 17. Juli: Arnold Edelstein, rumänischer Cartoonist und Illustrator († 2008)
- 17. Juli: Aleksander Gieysztor, polnischer Mittelalterhistoriker († 1999)
- 18. Juli: Kenneth Armitage, britischer Bildhauer († 2002)
- 18. Juli: Patrick Gray, geschäftsführender FBI-Direktor von 1972 bis 1973 († 2005)
- 19. Juli: Ildefonso Aroztegui, uruguayischer Architekt († 1988)
- 21. Juli: Henry Larsen, dänischer Ruderer († 2002)
- 22. Juli: Gino Bianco, italienischer Automobilrennfahrer († 1984)
- 22. Juli: Marcel Cerdan, Profi-Boxer im Mittelgewicht († 1949)
- 24. Juli: Fred Hall, US-amerikanischer Politiker († 1970)
- 24. Juli: John D. MacDonald, US-amerikanischer Schriftsteller († 1986)
- 27. Juli: Amha Selassie I., Kronprinz von Äthiopien († 1997)
- 27. Juli: Siegfried Reda, deutscher Komponist († 1968)
- 28. Juli: Tilly Lauenstein, deutsche Theaterschauspielerin († 2002)
- 29. Juli: Charlie Christian, US-amerikanischer Jazz-Gitarrist († 1942)
- 30. Juli: Friedrich Adler, deutscher Ingenieur († 1996)
- 000Juli: Bernard Yago, Erzbischof von Abidjan und Kardinal der römisch-katholischen Kirche († 1997)

### August
- 01. August: Fiorenzo Angelini, italienischer Kardinal der römisch-katholischen Kirche († 2014)
- 02. August: Michael Gough, britischer Archäologe († 1973)
- 02. August: Hans Peter Schanzlin, Schweizer Musikwissenschaftler († 1991)
- 03. August: Hertha Feiler, österreichische Schauspielerin († 1970)
- 04. August: Heinz Lanker, deutscher Schauspieler († 1978)
- 04. August: Carlos Ramírez, kolumbianischer Sänger und Schauspieler († 1986)
- 06. August: Dom Mintoff, maltesischer Politiker († 2012)
- 07. August: Lawrence Trevor Picachy, Erzbischof von Kalkutta und Kardinal († 1992)
- 07. August: Anton Eric Scotoni, Schweizer Unternehmer († 2011)
- 10. August: Coutoucou Hubert Maga, Präsident von Benin († 2000)
- 11. August: Johnny Claes, belgischer Automobilrennfahrer († 1956)
- 11. August: Paul Dupuis, kanadischer Schauspieler († 1976)
- 12. August: Ralph Nelson, US-amerikanischer Regisseur und Drehbuchautor († 1987)
- 14. August: Wellington Mara, US-amerikanische Football-Legende († 2005)
- 14. August: Dioris Valladares, puerto-ricanischer Komponist, Arrangeur, Sänger, Bandleader, Gitarrist und Perkussionist († 2001)
- 15. August: Heinz Oestergaard, deutscher Modedesigner († 2003)
- 15. August: Ueli Prager, Schweizer Gastronomieunternehmer († 2011)
- 15. August: Joseph-Marie Raya, libanesischer Erzbischof († 2005)
- 16. August: Kurt Fichtner, Minister für Erzbergbau und Metallurgie der DDR († 2003)
- 18. August: Margareta Erichsen, deutsche Malerin und Illustratorin († 2006)
- 18. August: Moura Lympany, englische Pianistin († 2005)
- 19. August: Dennis Poore, britischer Automobilrennfahrer († 1987)
- 20. August: Bernard Archard, britischer Schauspieler († 2008)
- 20. August: Paul Felix Schmidt, baltisch-deutscher Schachspieler († 1984)

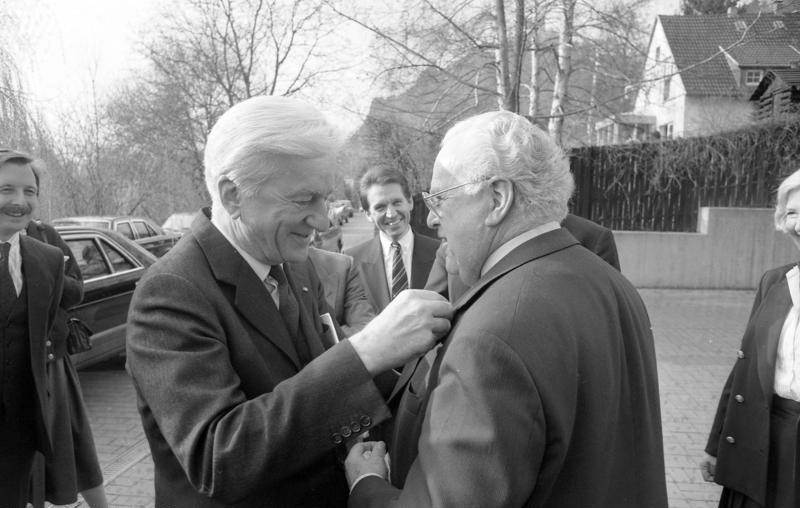
Richard Stücklen mit Bundespräsident Richard von Weizsäcker

- 20. August: Richard Stücklen, deutscher Politiker († 2002)
- 21. August: Robert Gagné, US-amerikanischer experimenteller Psychologe und Pädagoge († 2002)
- 22. August: Anthony Michaelis, englischer Wissenschaftsjournalist († 2007)
- 24. August: Léo Ferré, französischer Dichter, Komponist, Sänger und Anarchist († 1993)
- 25. August: Van Johnson, US-amerikanischer Schauspieler († 2008)
- 25. August: Ernest Majo, deutscher Komponist und Professor († 2002)
- 25. August: Frederick Chapman Robbins, US-amerikanischer Mediziner († 2003)
- 26. August: Walter Aichinger, österreichischer Politiker († 1994)
- 26. August: Milton Soares Gomes dos Santos, brasilianischer Komponist († 1974)
- 28. August: Charles Wright Mills, US-amerikanischer Soziologe († 1962)
- 28. August: Jack Vance, US-amerikanischer Science-Fiction-Autor († 2013)
- 29. August: Consuelo Velázquez, mexikanische Komponistin († 2005)
- 30. August: Antoine Andrieux, französischer Politiker († 1983)
- 30. August: Heinz Frehsee, deutscher Politiker († 2004)
- 31. August: Robert Hanbury Brown, englischer Physiker und Radioastronom († 2002)
- 31. August: John S. Wold, US-amerikanischer Politiker († 2017)

### September
- 01. September: Dorothy Bundy, US-amerikanische Tennisspielerin († 2014)
- 01. September: Heinrich Schiemann, deutscher Wissenschaftsjournalist († 2002)
- 02. September: Liu Baiyu, chinesischer Schriftsteller und Kulturpolitiker († 2005)
- 02. September: Kristján Vattnes Jónsson, isländischer Leichtathlet († 1992)
- 03. September: Alexander Koblenz, lettischer Schachspieler, -trainer und -journalist († 1993)
- 03. September: Helmut Sinn, deutscher Flieger und Uhrenhersteller († 2018)
- 05. September: Daniel Paul Arulswamy, Bischof von Kumbakonam († 2003)
- 08. September: René Touzet, kubanischer Pianist, Komponist und Bandleader († 2003)
- 09. September: Peter Beauvais, deutscher Regisseur († 1986)
- 09. September: Tatjana Lietz, lettisch-deutsche Malerin, Sprach- und Kunstlehrerin († 2001)
- 10. September: Jack M. Campbell, US-amerikanischer Politiker († 1999)
- 10. September: Heinrich Heitsch, Berufsoffizier, Generalleutnant der NVA, († 1986)
- 11. September: Josef Gauchel, deutscher Fußballspieler († 1963)
- 12. September: William Alonzo Anderson, US-amerikanischer Jazz-Trompeter († 1981)
- 12. September: Tony Bettenhausen, US-amerikanischer Automobilrennfahrer († 1961)
- 12. September: Mary Stewart, britische Schriftstellerin († 2014)
- 13. September: Roald Dahl, walisischer Schriftsteller († 1990)
- 14. September: Luis Corvalán, chilenischer Politiker und Generalsekretär der KP Chiles († 2010)
- 15. September: Antonio Branca, Schweizer Automobilrennfahrer († 1985)
- 15. September: Ettore Puricelli, uruguayisch-italienischer Fußballspieler und -trainer († 2001)
- 16. September: Rudolf Bielka, deutscher Agrarwissenschaftler und Hochschullehrer († 1998)
- 16. September: Robert Bradshaw, Politiker von St. Kitts und Nevis († 1978)
- 17. September: Jumdschaagiin Tsedenbal, Politiker der Mongolischen Volksrepublik († 1991)
- 18. September: Tin Dekkers, niederländischer Boxer († 2005)
- 20. September: Rudolf-August Oetker, deutscher Unternehmer († 2007)
- 20. September: Paul Parin, Schweizer Ethno-Psychoanalytiker und Schriftsteller († 2009)
- 21. September: Luis Carlos Meyer, kolumbianischer Sänger und Komponist († 1998)
- 23. September: Aldo Moro, italienischer christdemokratischer Politiker († 1978)
- 23. September: Omar Ali Saifuddin III., Sultan von Brunei († 1986)
- 23. September: Günter Poser, deutscher Admiral und Politiker († 2003)
- 25. September: Jessica Anderson, australische Schriftstellerin († 2010)
- 25. September: Tolia Nikiprowetzky, russischer Komponist († 1997)
- 25. September: Friedrich Thielen, deutscher Politiker († 1993)
- 26. September: Fritz Köthe, deutscher Maler und Grafiker († 2005)
- 27. September: Eckhard Hess, US-amerikanischer Psychologe und Ethologe († 1986)
- 28. September: Peter Finch, britischer Theater- und Filmschauspieler († 1977)
- 28. September: Ernst Wille, deutscher Maler († 2005)
- 29. September: Eduard Lehmann, Schweizer Beamter († 1986)
- 29. September: Minao Shibata, japanischer Komponist († 1996)
- 29. September: Josef Traxel, deutscher Tenor († 1975)
- 30. September: Hassan Abdulaziz al-Saaty, ägyptischer Soziologe († 1997)

### Oktober
- 02. Oktober: Leonard C. Lewin, US-amerikanischer Schriftsteller und Satiriker († 1999)
- 02. Oktober: Ángel Suquía, Erzbischof von Madrid und Kardinal († 2006)
- 03. Oktober: Ardyth Alton, US-amerikanische Cellistin und Musikpädagogin († 2007)
- 03. Oktober: Louise Behrend, US-amerikanische Geigerin und Musikpädagogin († 2011)
- 03. Oktober: James Herriot, englischer Tierarzt und Schriftsteller († 1995)
- 03. Oktober: Russell W. Peterson, US-amerikanischer Politiker († 2011)
- 04. Oktober: Witali Ginsburg, russischer Physiker und Nobelpreisträger († 2009)
- 05. Oktober: Wolfram Röhrig, deutscher Pianist und Dirigent († 1998)
- 06. Oktober: Vern Sneider, US-amerikanischer Schriftsteller († 1981)
- 06. Oktober: Franz Vit, deutscher Politiker († 2005)
- 07. Oktober: Walt Whitman Rostow, US-amerikanischer Ökonom, Wirtschaftshistoriker und Politiker († 2003)
- 08. Oktober: John W. King, US-amerikanischer Politiker († 1996)
- 10. Oktober: Bernard Heuvelmans, belgisch-französischer Zoologe († 2001)
- 11. Oktober: Luis Kalaff, dominikanischer Sänger, Gitarrist und Komponist († 2010)
- 12. Oktober: Wilhelm Muster, österreichischer Schriftsteller und literarischer Übersetzer († 1994)
- 14. Oktober: Jack Arnold, US-amerikanischer Filmregisseur († 1992)
- 15. Oktober: Hassan Gouled Aptidon, dschibutischer Politiker († 2006)
- 15. Oktober: Karl Ebert, Weihbischof des Apostolischen Administrators in Erfurt und Meiningen († 1974)
- 15. Oktober: Fritz Wedel, deutscher Politiker († 1964)
- 16. Oktober: Werner Buxa, deutscher Offizier und Autor († 1998)
- 16. Oktober: Pierre Meyrat, französischer Automobilrennfahrer († 1969)
- 17. Oktober: Knut von Kühlmann-Stumm, deutscher Politiker († 1977)
- 17. Oktober: Tadeusz Paciorkiewicz, polnischer Komponist und Musikpädagoge († 1998)
- 17. Oktober: Friedrich Schoenfelder, deutscher Schauspieler und Synchronsprecher († 2011)
- 18. Oktober: Anthony Dawson, britischer Schauspieler († 1992)
- 19. Oktober: Karl-Birger Blomdahl, schwedischer Komponist und Dirigent († 1968)
- 19. Oktober: Jean Dausset, französischer Mediziner und Hämatologe († 2009)
- 19. Oktober: Emil Gilels, russischer Pianist († 1985)
- 20. Oktober: Hans Walter Berg, Auslandskorrespondent der ARD in Asien († 2003)
- 22. Oktober: Erwin Ammann, deutscher Politiker († 2000)
- 22. Oktober: Fanita English, US-amerikanische Psychoanalytikerin († 2022)
- 23. Oktober: Philip Rosenthal, deutscher Unternehmer und Politiker († 2001)
- 23. Oktober: Maria Rosseels, flämisch-belgische Schriftstellerin und Journalistin († 2005)
- 24. Oktober: Pierre Sancan, französischer Pianist, Dirigent und Komponist († 2008)
- 25. Oktober: Noel Gilroy Annan, britischer Nachrichtendienstoffizier († 2000)
- 25. Oktober: Max Caflisch, Schweizer Typograf, Buchgestalter und Schrift-Kenner († 2004)

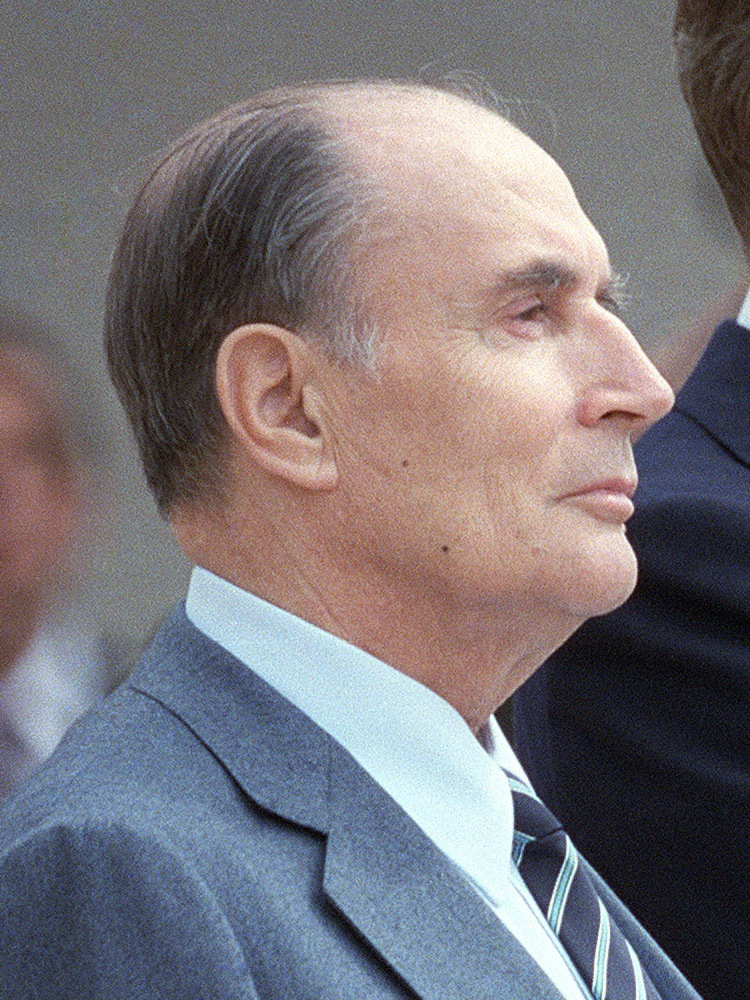
François Mitterrand, 1984

- 26. Oktober: François Mitterrand, französischer Politiker, Staatspräsident von Frankreich († 1996)
- 27. Oktober: Kazimierz Brandys, polnischer Schriftsteller († 2000)
- 28. Oktober: Erich Mende, deutscher Jurist und Politiker († 1998)
- 28. Oktober: Simon Pierre Tchoungui, kamerunischer Politiker († 1997)
- 29. Oktober: Slim Aarons, US-amerikanischer Fotograf († 2006)
- 30. Oktober: Kurt Hübner, deutscher Theaterregisseur, Schauspieler und Theaterintendant († 2007)
- 30. Oktober: Charles E. Potter, US-amerikanischer Politiker († 1979)
- 30. Oktober: Heinz Spitzner, deutscher Schauspieler († 1992)
- 31. Oktober: Earl Songer, US-amerikanischer Country-Musiker († 1972)

### November
- 03. November: Harry Lampert, US-amerikanischer Cartoonist und Autor († 2004)
- 05. November: Franz K. Opitz, Schweizer Maler und Fotograf († 1998)
- 05. November: Madeleine Robinson, französische Schauspielerin († 2004)
- 06. November: Ray Conniff, US-amerikanischer Komponist, Arrangeur, Orchesterleiter und Posaunist († 2002)
- 07. November: Joe Bushkin, US-amerikanischer Jazzpianist († 2004)
- 08. November: Peter Weiss, deutscher Schriftsteller, Maler und Graphiker († 1982)
- 09. November: Fernando Fernández, mexikanischer Schauspieler, Sänger, Drehbuchautor und Regisseur († 1999)
- 09. November: Helmut Wandmaker, deutscher Unternehmer und Buchautor († 2007)
- 10. November: Louis le Brocquy, irischer Maler († 2012)
- 10. November: Paul Leyhausen, deutscher Zoologe und Verhaltensforscher († 1998)
- 11. November: Robert Carr, Baron Carr of Hadley, britischer Politiker († 2012)
- 11. November: Wilhelm Stäglich, deutscher Richter und Revisionist († 2006)
- 12. November: Paul Emery, britischer Automobilrennfahrer und Konstrukteur († 1993)
- 12. November: Jean Papineau-Couture, kanadischer Komponist († 2000)
- 12. November: Talbot Rothwell, britischer Autor und Drehbuchautor († 1981)
- 13. November: Horst Ritze, deutscher Zahnmediziner und Prothetiker († 1994)
- 14. November: Roger Apéry, griechisch-französischer Mathematiker († 1994)
- 14. November: Sherwood Schwartz, US-amerikanischer Fernsehproduzent und Drehbuchautor († 2011)
- 16. November: Herbert C. Abramson, US-amerikanischer Musikproduzent († 1999)
- 17. November: Shelby Foote, US-amerikanischer Schriftsteller und Historiker († 2005)
- 17. November: George Silk, US-amerikanischer Kriegs- und Sportfotograf († 2004)
- 19. November: František Dibarbora, tschechoslowakischer Schauspieler († 1987)

Ernst Metz, deutscher Generalmajor des Heeres der Bundeswehr († 1980)
- 21. November: Sid Luckman, US-amerikanischer American-Football-Spieler († 1998)
- 23. November: Michael Gough, britischer Schauspieler († 2011)
- 23. November: Ken Kavanaugh, US-amerikanischer American-Football-Spieler und -Trainer († 2007)
- 24. November: Forrest J. Ackerman, US-amerikanischer Herausgeber, Verleger und Autor († 2008)
- 27. November: Chick Hearn, US-amerikanischer Sportreporter († 2002)
- 27. November: Bernhard Hartmann, deutscher Wirtschaftswissenschaftler und Betriebswirt († 1989)
- 28. November: Ramón José Velásquez, venezolanischer Politiker und Präsident († 2014)
- 29. November: Valentino Bucchi, italienischer Komponist († 1976)
- 29. November: John Arthur Love, US-amerikanischer Politiker († 2001)
- 29. November: Gerhard Wacher, deutscher Politiker († 1990)
- 30. November: Günter Ortmann, deutscher Handballspieler († 2002)
- 30. November: Heinz Raack, deutscher Tischtennisspieler († 2003)

### Dezember
- 01. Dezember: Frans Hendrik Breukelman, niederländischer reformierter Pfarrer und Theologieprofessor († 1993)
- 02. Dezember: Charlie Ventura, US-amerikanischer Jazzmusiker († 1992)
- 05. Dezember: Paul Aste, österreichischer Rennrodler und Bobsportler († 1988)
- 06. Dezember: Kristján Eldjárn, isländischer Präsident († 1982)
- 07. Dezember: Jean Carignan, kanadischer Fiddle-Spieler († 1988)
- 08. Dezember: Richard Fleischer, US-amerikanischer Regisseur († 2006)
- 08. Dezember: Ernst Maria Lang, deutscher Architekt und Karikaturist († 2014)
- 09. Dezember: Dieter Andersen, deutscher Geistlicher, Landessuperintendent des Sprengels Lüneburg und Bischof († 1994)

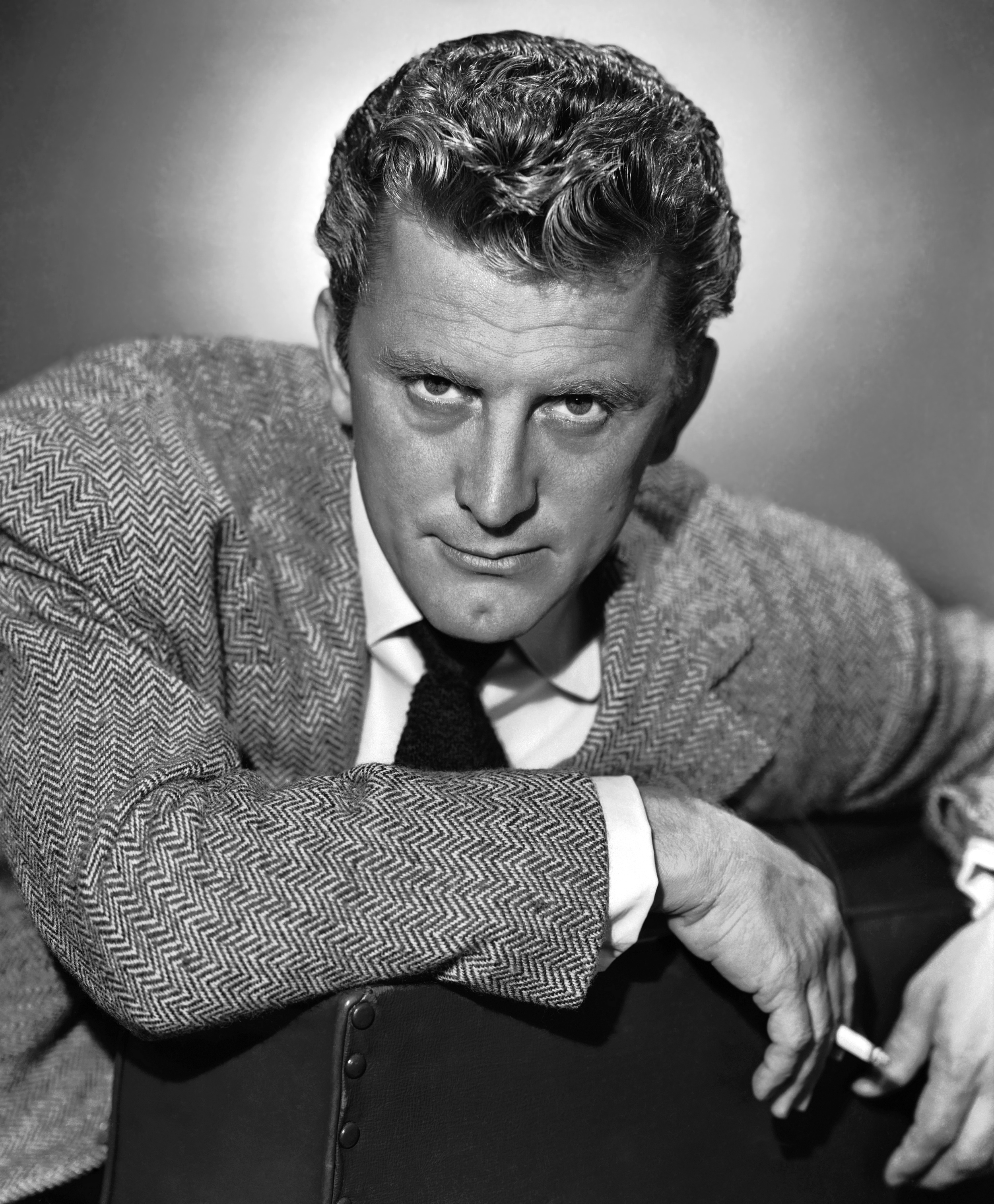
Kirk Douglas

- 09. Dezember: Kirk Douglas, US-amerikanischer Schauspieler († 2020)
- 09. Dezember: Wolfgang Hildesheimer, deutscher Schriftsteller und Maler († 1991)
- 10. Dezember: Ruedi Walter, Schweizer Volksschauspieler und Kabarettist († 1990)
- 11. Dezember: Dámaso Pérez Prado, kubanischer Musiker und Komponist († 1989)
- 11. Dezember: Jakob Streitle, deutscher Fußballspieler († 1982)
- 15. Dezember: Kenshiro Abe, japanischer Jūdō-Lehrer († 1985)

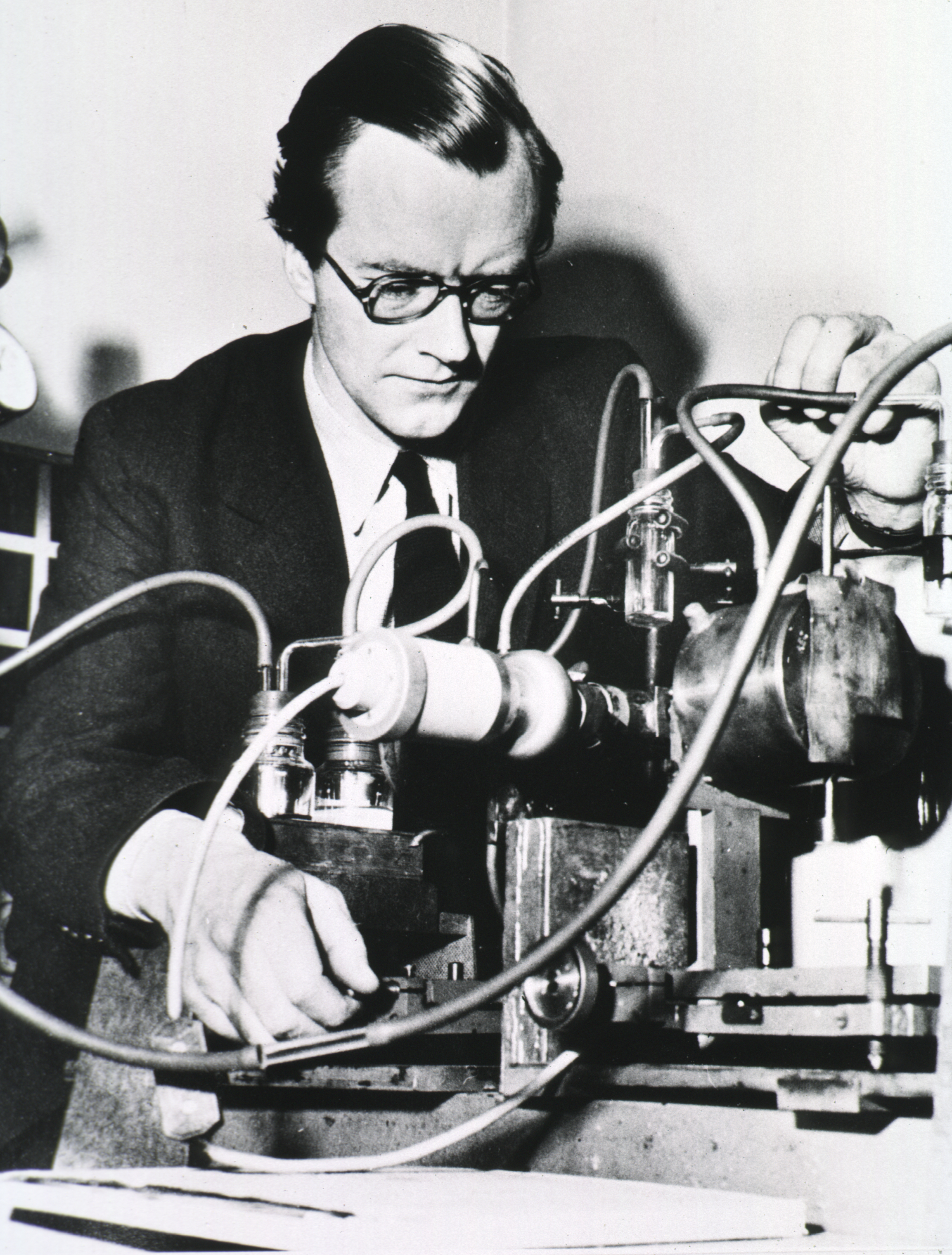
Maurice Wilkins

- 15. Dezember: Maurice Wilkins, neuseeländischer Physiker († 2004)
- 16. Dezember: Gerhard Dabel, deutscher Schriftsteller und Leiter der Dienststelle Kinderlandverschickung bei der Reichsjugendführung († 1984)
- 18. Dezember: Betty Grable, US-amerikanische Schauspielerin und Pin-Up-Girl († 1973)
- 18. Dezember: John Simms, US-amerikanischer Politiker († 1975)
- 18. Dezember: Karl Schnell, deutscher General († 2008)
- 18. Dezember: Anselm Strauss, US-amerikanischer Soziologe († 1996)
- 19. Dezember: Roy Ward Baker, britischer Filmregisseur und -produzent († 2010)
- 19. Dezember: Elisabeth Noelle-Neumann, deutsche Meinungsforscherin († 2010)
- 19. Dezember: Jack Charles Stanmore Agazarian, armenisch-französisch-britischer Agent († 1945)
- 20. Dezember: Helge Halkjær, dänischer Ruderer († 1996)
- 20. Dezember: Gonzalo Rojas, chilenischer Dichter († 2011)
- 23. Dezember: Dino Risi, italienischer Filmregisseur und Drehbuchautor († 2008)
- 24. Dezember: Hans Affentranger, Schweizer Automobilrennfahrer († 2005)
- 24. Dezember: Lalo Guerrero, US-amerikanischer Sänger, Gitarrist und Songwriter († 2005)
- 24. Dezember: Carlo Rustichelli, italienischer Filmmusikkomponist († 2004)
- 25. Dezember: Ahmed Ben Bella, algerischer Politiker und Staatschef († 2012)
- 25. Dezember: Graciela Naranjo, venezolanische Sängerin und Schauspielerin († 2011)
- 26. Dezember: Helmut Eder, österreichischer Komponist († 2005)
- 26. Dezember: Rüdiger Proske, deutscher Journalist und Buchautor († 2010)
- 27. Dezember: Werner Baumbach, deutscher General der Kampfflieger und Bomberpilot im Zweiten Weltkrieg († 1953)
- 27. Dezember: Friedrich von Bömches, deutscher Maler († 2010)
- 27. Dezember: Johnny Frigo, US-amerikanischer Jazzbassist und -violinist († 2007)
- 30. Dezember: Georg Årlin, schwedischer Schauspieler († 1992)

### Genaues Geburtsdatum unbekannt
- Edward Sidney Aarons, US-amerikanischer Schriftsteller († 1975)
- Clara Abkar († 1996), im Iran geborene armenische Miniaturen-Malerin
- Abdullah Afeef Didi, maledivischer Übersetzer und Politiker († 1993)
- Abd ar-Rahman Arif, Staatspräsident des Irak († 2007)
- Samuel Armato, US-amerikanischer Swing-Musiker († 2014)
- Mario Escobar, chilenischer Tenorsaxophonist († 1984)
- Helen Kotas Hirsch, US-amerikanische Hornistin († 2000)
- Pedro Lerma, spanischer Pianist und Musikpädagoge († 2003)

## Gestorben

### Januar/Februar
- 04. Januar: Johann Martin Bürkle, deutscher evangelischer Geistlicher und Schriftsteller (* 1832)
- 04. Januar: Godefroid Kurth, belgischer Historiker (* 1847)
- 08. Januar: Rembrandt Bugatti, italienischer Bildhauer (* 1884)
- 09. Januar: Tadeusz Ajdukiewicz, polnischer Porträt-, Genre- und Militärmaler (* 1852)
- 12. Januar: Léon César Autonne, französischer Ingenieur und Mathematiker (* 1859)
- 13. Januar: Victoriano Huerta, mexikanischer General und Präsident Mexikos (* 1850)
- 14. Januar: Otto Ammon, deutscher Anthropologe (* 1842)
- 17. Januar: Marie Bracquemond, französische Malerin des Impressionismus (* 1840)
- 18. Januar: Česlovas Sasnauskas, litauischer Komponist (* 1867)
- 21. Januar: George Musgrove, australischer Opern- und Theaterunternehmer (* 1854)
- 23. Januar: Isa Boletini, albanischer Politiker (* 1864)
- 23. Januar: Wilhelm Riedel, deutscher Tuchfabrikant und Wohltäter (* 1829)
- 25. Januar: Ferenc Szoldatits, ungarischer Maler (* 1820)
- 26. Januar: William Shakespeare Burton, englischen Genre-Maler (* 1824)
- 27. Januar: Cesare De Sanctis, italienischer Komponist, Kirchenmusiker und Musikpädagoge (* 1824)
- 30. Januar: Julius Pohlig, deutscher Ingenieur und Pionier im Seilbahnbau (* 1842)
- 06. Februar: Rubén Darío, nicaraguanischer Schriftsteller (* 1867)
- 08. Februar: Arwed Emminghaus, deutscher Nationalökonom (* 1831)
- 08. Februar: Gustav Falke, deutscher Schriftsteller (* 1853)
- 10. Februar: Naftali Amsterdam, russischer Rabbiner (* 1832)
- 12. Februar: Richard Dedekind, deutscher Mathematiker (* 1831)
- 13. Februar: Anni Marie Abdoullah-Hammerschmidt, österreichische Malerin (* 1873)
- 13. Februar: Vilhelm Hammershøi, dänischer Maler (* 1864)
- 13. Februar: Carlos Antonio Mendoza, dritter Staatspräsident von Panama (* 1856)
- 14. Februar: Adolf von Auer, deutscher Rechtsanwalt (* 1831)
- 17. Februar: Miklós Konkoly-Thege, ungarischer Astronom (* 1842)
- 17. Februar: Maurice Vignaux, französischer Billardweltmeister und Fachbuchautor (* 1846)
- 19. Februar: Afonso Arinos de Melo Franco, brasilianischer Jurist und Schriftsteller (* 1868)

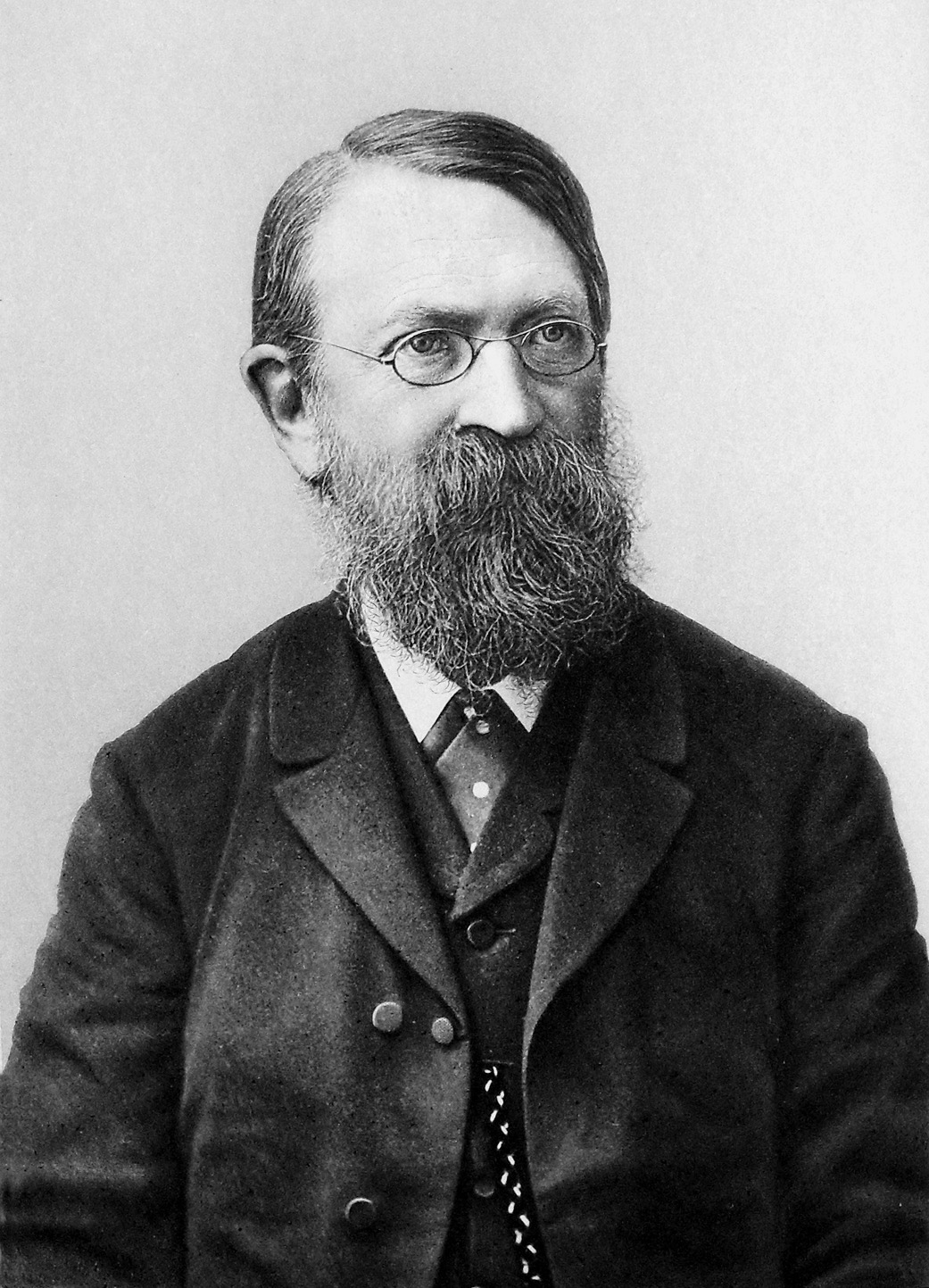
Ernst Mach, 1900

- 19. Februar: Ernst Mach, Physiker, Philosoph und Wissenschaftstheoretiker (* 1838)
- 20. Februar: Klas Pontus Arnoldson, schwedischer Journalist, Politiker und Friedensnobelpreisträger (* 1844)
- 28. Februar: Henry James, britischer Schriftsteller (* 1843)

### März/April
- 02. März: Carmen Sylva, rumänische Königin und Schriftstellerin (* 1843)

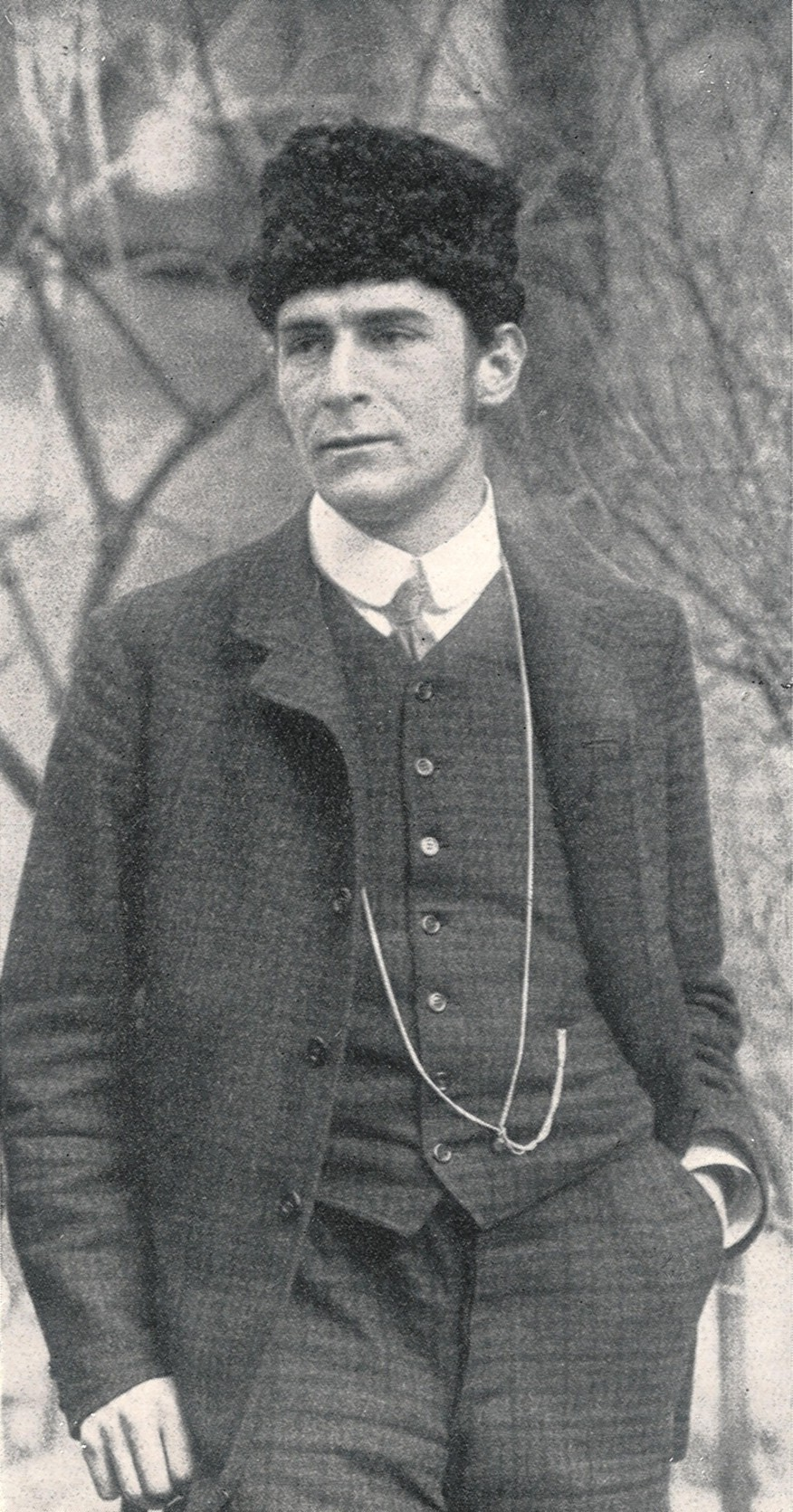
Franz Marc, 1910

- 04. März: Franz Marc, deutscher Maler und Mitgründer der Künstlervereinigung „Blauer Reiter“ (* 1880)
- 05. März: Theodor Deppe, deutscher Lehrer und Heimatforscher (* 1836)
- 07. März: Konrad Lessing, deutscher Landschaftsmaler (* 1852)
- 08. März: Max de Diesbach, Schweizer Jurist, Historiker, Bibliothekar und Politiker (* 1851)
- 08. März: Rudolf Oetker, deutscher Chemiker und Unternehmer (* 1889), Sohn von August Oetker
- 10. März: Edward Farley, australischer Sänger (* 1846)
- 11. März: Henry G. Davis, US-amerikanischer Unternehmer und Politiker (* 1823)
- 12. März: Marie von Ebner-Eschenbach, österreichische Schriftstellerin (* 1830)
- 14. März: Benjamin F. Shively, US-amerikanischer Politiker (* 1857)
- 16. März: William Taylor Thornton, US-amerikanischer Politiker (* 1843)
- 20. März: Stephen Wallace Dorsey, US-amerikanischer Politiker (* 1842)
- 22. März: Fritz Schenck, deutscher Physiologe (* 1862)
- 24. März: Enrique Granados, spanischer Komponist und Pianist (* 1867)
- 25. März: Ishi, der letzte Überlebende der Yahi-Indianer (* um 1860)
- 25. März: Emilie Wedekind-Kammerer, deutsche Schauspielerin und Sängerin (* 1840)
- 28. März: Arnold Heimann, Schweizer Lehrer und Bühnenautor in Mundart (* 1856)
- 04. April: Albert Mauritz Atterberg, schwedischer Chemiker und Bodenmechaniker (* 1846)
- 08. April: Bob Burman, US-amerikanischer Automobilrennfahrer (* 1884)
- 08. April: Oskar Kopka von Lossow, preußischer Generalleutnant und Militärschriftsteller (* 1849)
- 09. April: Wilhelm Sauer, deutscher Orgelbaumeister (* 1831)
- 14. April: Gina Krog, norwegische Frauenrechtlerin (* 1847)
- 27. April: Bruno Schmitz, deutscher Architekt (* 1858)
- 30. April: Paul Schlenther, deutscher Theaterkritiker, Schriftsteller und Theaterdirektor (* 1854)
- 30. April: Otto von Herff, deutscher Arzt und Professor (* 1856)

### Mai/Juni
- 01. Mai: Rudolf Hirth du Frênes, deutscher Maler (* 1846)
- 02. Mai: Jules Blanchard, französischer Bildhauer (* 1832)
- 10. Mai: Robert Kraft, deutscher Schriftsteller (* 1869)
- 11. Mai: Max Reger, deutscher Komponist und Organist (* 1873)

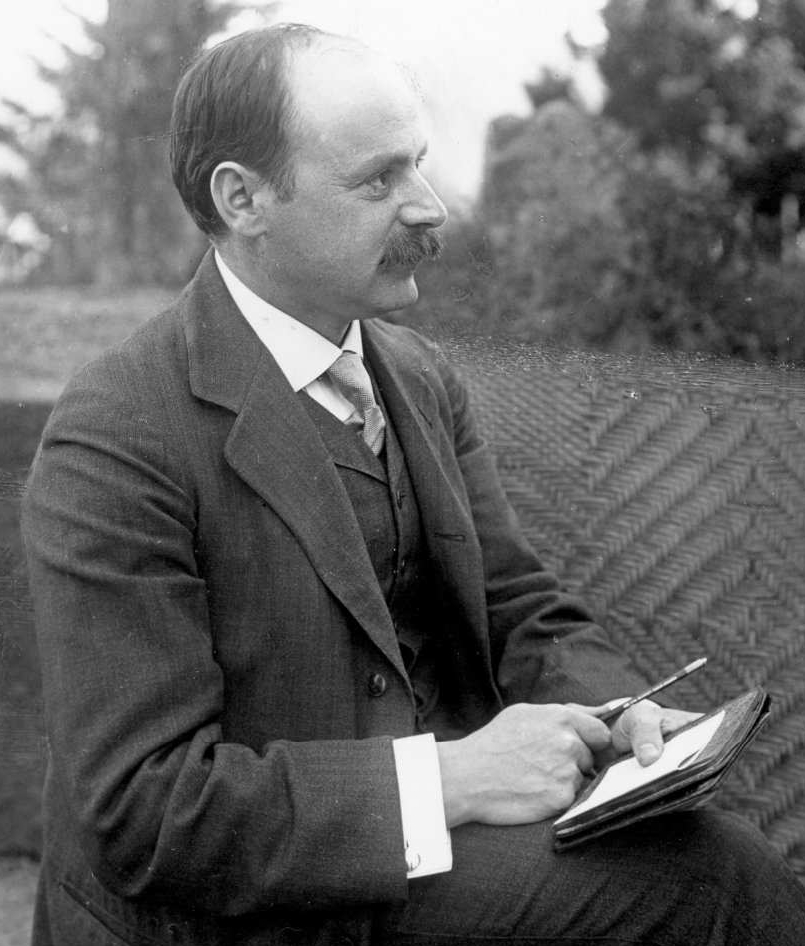
Karl Schwarzschild

- 11. Mai: Karl Schwarzschild, deutscher Astronom und Physiker (* 1873)
- 12. Mai: James Connolly, irischer Politiker (* 1868)
- 13. Mai: Scholem Alejchem, jiddischer Schriftsteller (* 1859)
- 15. Mai: Jesse Washington, afro-amerikanisches Opfer von Lynchjustiz in den USA (* 1898 oder 1899)
- 17. Mai: Wilhelm Anton Michael Graf von Attems-Petzenstein, österreichischer Feldmarschalleutnant (* 1848)
- 17. Mai: Wilhelm Hübbe-Schleiden, deutscher Forschungsreisender, Theosoph und Schriftsteller (* 1846)
- 17. Mai: Gaston Salvayre, französischer Komponist (* 1847)
- 20. Mai: Georges Boillot, französischer Automobilrennfahrer und Kampfflieger im Ersten Weltkrieg (* 1884)
- 27. Mai: Joseph Gallieni, französischer Marschall, Gouverneur von Madagaskar und Kriegsminister (* 1849)
- 28. Mai: Iwan Franko, ukrainischer Dichter (* 1856)
- 28. Mai: Albert Lavignac, französischer Musikwissenschaftler und Komponist (* 1846)
- 29. Mai: Hugo Jentsch, deutscher Gymnasiallehrer, Landeshistoriker und Urgeschichtsforscher (* 1840)
- 29. Mai: Jan Otto, tschechischer Verleger (* 1841)

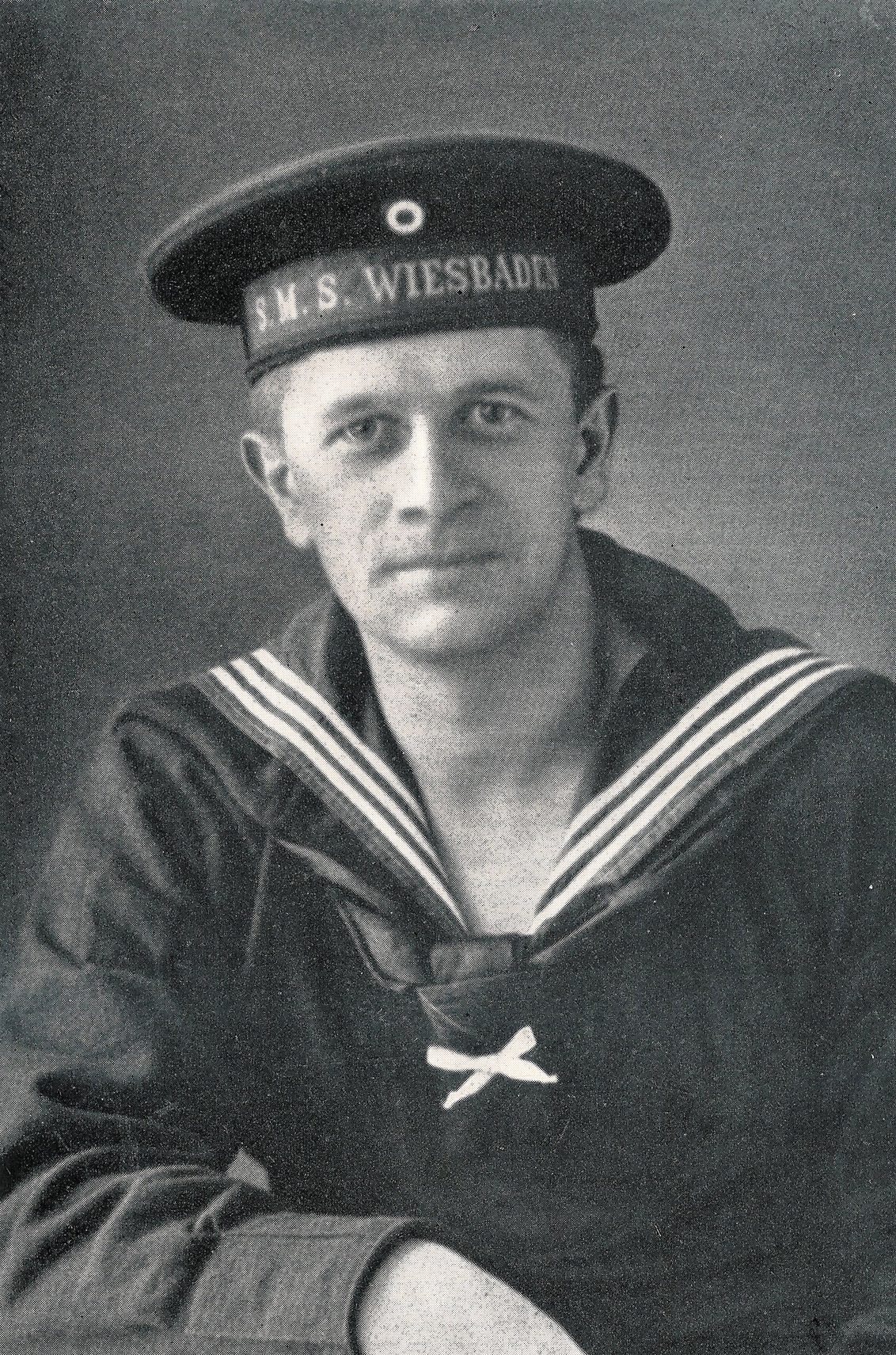
Gorch Fock, 1916

- 31. Mai: Gorch Fock, deutscher Dichter (* 1880)
- 01. Juni: Anna Schramm, deutsche Soubrette und Schauspielerin (* 1835)
- 02. Juni: Paul von Bruns, deutscher Chirurg (* 1846)
- 05. Juni: Horatio Herbert Kitchener, britischer General und Politiker (* 1850)
- 05. Juni: Karl August Lingner, deutscher Industrieller (* 1861)
- 06. Juni: Yuan Shikai, chinesischer Armeeführer, Präsident und selbst ernannter Kaiser (* 1859)
- 18. Juni: Helmuth Johannes Ludwig von Moltke, preußischer General (* 1848)
- 18. Juni: Max Immelmann, deutsches Flieger-Ass im Ersten Weltkrieg (* 1890)
- 23. Juni: Heinrich Hansjakob, deutscher Volksschriftsteller (* 1837)
- 25. Juni: Thomas Eakins, US-amerikanischer Maler (* 1844)
- 27. Juni: Ștefan Luchian, rumänischer Maler (* 1868)
- 29. Juni: Georges Lacombe, französischer Maler und Bildhauer (* 1868)

### Juli/August
- 04. Juli: Alan Seeger, US-amerikanischer Poet (* 1888)
- 06. Juli: Kurd Adler, deutscher Lyriker (* 1892)
- 06. Juli: Odilon Redon, französischer Maler des Impressionismus (* 1840)
- 07. Juli: Oskar Rieding, deutscher Violinist, Musikpädagoge und Komponist (* 1846)
- 08. Juli: Hermann Gehrmann, deutscher Musikkritiker und Komponist (* 1861)
- 08. Juli: Henriette Johanne Marie Müller, Hamburger Original (* 1841)
- 09. Juli: Adolf zu Schaumburg-Lippe, deutscher Prinz aus dem Hause Schaumburg-Lippe und preußischer General (* 1859)
- 15. Juli: Ilja Iljitsch Metschnikow, ukrainischer Zoologe und Bakteriologe, Nobelpreisträger (* 1845)
- 16. Juli: Luigi Forlano, italienischer Fußballspieler (* 1884)
- 16. Juli: Sir Victor Alexander Haden Horsley, britischer Physiologe und Neurologe (* 1857)
- 18. Juli: Mite Kremnitz, deutsche Schriftstellerin (* 1852)
- 20. Juli: Reinhard Sorge, deutscher Schriftsteller (* 1892)
- 23. Juli: Thomas MacDonald Patterson, US-amerikanischer Politiker (* 1839)

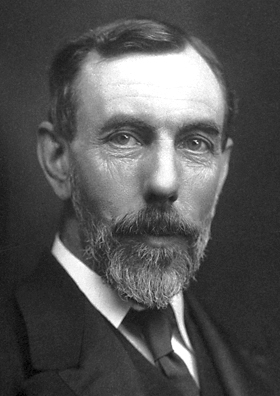
William Ramsay

- 23. Juli: William Ramsay, britischer Chemiker und Nobelpreisträger (* 1852)
- 24. Juli: Eugène Anthiome, französischer Komponist (* 1836)
- 27. Juli: Karl Klindworth, deutscher Komponist und Dirigent (* 1830)
- 03. August: Roger Casement, irischer Unabhängigkeitskämpfer (* 1864)
- 09. August: Lily Braun, deutsche Schriftstellerin (* 1865)
- 13. August: Pierre de Ségur, französischer Schriftsteller (* 1853)
- 16. August: Umberto Boccioni, italienischer Maler und Bildhauer (* 1882)
- 16. August: Constant Dinichert, Schweizer Uhrenfabrikant und Politiker (* 1832)
- 17. August: Johann Hinrich Fehrs, deutscher Erzähler und Lyriker (* 1838)
- 22. August: Pere Falqués, katalanischer Architekt (* 1850)

### September/Oktober
- 10. September: Jules-Alexandre-Léon Bouissière, französischer Geistlicher und römisch-katholischer Bischof von Constantine-Hippone (* 1860)
- 10. September: Lucy Walker, britische Alpinistin (* 1836)
- 14. September: Pierre Duhem, französischer Physiker und Wissenschaftstheoretiker/-historiker (* 1861)
- 15. September: Raymond Asquith, britischer Rechtsanwalt (* 1878)
- 15. September: Isidore Legouix, französischer Komponist (* 1834)
- 17. September: Seth Low, US-amerikanischer Pädagoge und Politiker (* 1850)
- 20. September: August Leskien, deutscher Indogermanist und Slawist (* 1840)
- 23. September: Oliver Godfrey, britischer Motorradrennfahrer und Flieger im Ersten Weltkrieg (* 1887)
- 25. September: Julius Ernest Wilhelm Fučík, tschechischer Komponist und Kapellmeister (* 1872)
- 01. Oktober: Emil Deckert, deutscher Geograph (* 1848)
- 04. Oktober: William Warner, US-amerikanischer Politiker (* 1840)
- 06. Oktober: Marie Wieck, deutsche Pianistin und Sängerin (* 1832)
- 10. Oktober: Hope Bridges Adams Lehmann, Frauenrechtlerin und erste deutsche Ärztin mit Staatsexamen (* 1855)
- 11. Oktober: Otto I., bayerischer König (* 1848)
- 15. Oktober: Karl Marbach, katholischer Weihbischof in Straßburg (* 1841)
- 18. Oktober: Ignacio Pinazo, spanischer Maler (* 1849)
- 21. Oktober: Karl Reichsgraf von Stürgkh, österreichischer Ministerpräsident (* 1859)
- 22. Oktober: Arnold Woldemar von Frege-Weltzien, deutsche Rittergutsbesitzer und Politiker (* 1846)
- 22. Oktober: Herbert Kilpin, englischer Fußballspieler und -trainer (* 1870)
- 25. Oktober: Giulio Cottrau, italienischer Komponist (* 1831)
- 25. Oktober: William Merritt Chase, US-amerikanischer Maler, entwickelte einen eigenen amerikanischen Impressionismus (* 1849)
- 25. Oktober: Léonie Rouzade, französische Feministin und Schriftstellerin (* 1839)
- 28. Oktober: Cleveland Abbe, US-amerikanischer Astronom und Meteorologe (* 1838)
- 28. Oktober: Oswald Boelcke, deutscher Jagdpilot (* 1891)
- 31. Oktober: Tina Blau, österreichische Malerin (* 1845)
- 31. Oktober: Charles Taze Russell, Bibelforscher (* 1852)
- 000Oktober: Bagher Khan, iranischer militärischer Führer und Revolutionär (* 1861)

### November/Dezember
- 01. November: Gustav Tweer, deutscher Kunstflieger und Flugpionier (* 1893)
- 04. November: David Gempeler, Schweizer Lehrer, Schriftsteller und Heimatforscher (* 1828)
- 06. November: Ernst Möller, deutscher Fußballspieler (* 1891)
- 07. November: Marie Heim-Vögtlin, Schweizer Ärztin (* 1845)
- 08. November: Frederic Woodman Root, US-amerikanischer Komponist und Musikpädagoge (* 1846)
- 11. November: Francisco António da Veiga Beirão, portugiesischer Politiker (* 1841)
- 14. November: Hector Hugh Munro („Saki“), britischer Schriftsteller (* 1870)
- 15. November: Henryk Sienkiewicz, polnischer Schriftsteller (* 1846)

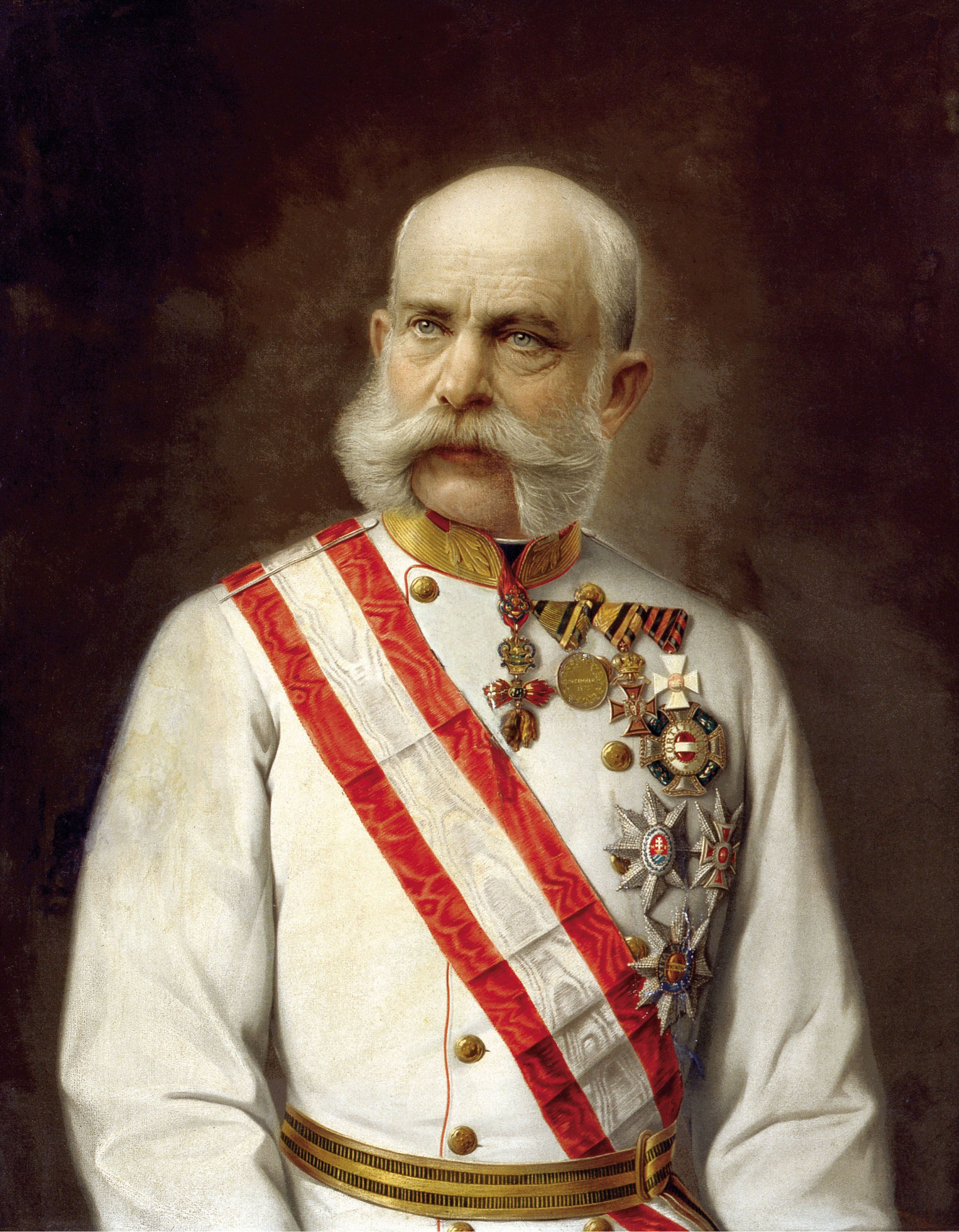
Franz Joseph I., 1910

- 21. November: Franz Joseph I., Kaiser von Österreich, König von Böhmen und Apostolischer König von Ungarn (* 1830)
- 22. November: Jack London, US-amerikanischer Schriftsteller (* 1876)
- 23. November: Lanoe Hawker, britischer Militärpilot im Ersten Weltkrieg (* 1890)
- 23. November: Eduard Nápravník, tschechischer Dirigent und Komponist (* 1839)
- 24. November: Adelheid Marie von Anhalt-Dessau, Herzogin von Nassau und Großherzogin von Luxemburg (* 1833)

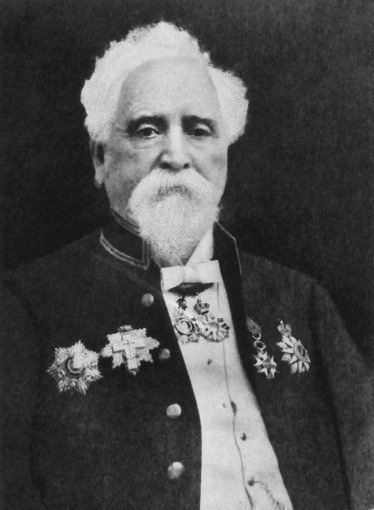
Hiram Maxim

- 24. November: Hiram Maxim, amerikanisch-britischer Erfinder (* 1840)
- 27. November: James Cutler Dunn Parker, US-amerikanischer Komponist (* 1828)
- 27. November: Émile Verhaeren, belgischer Dichter (* 1855)
- 28. November: Marthinus Theunis Steyn, Präsident des Oranje-Freistaats (* 1857)
- 30. November: Dorrit Weixler, deutsche Stummfilmschauspielerin (* 1888)
- 03. Dezember: Victor Occellier, amerikanisch-kanadischer Sänger (* um 1865)
- 04. Dezember: Preston Lea, US-amerikanischer Politiker (* 1841)
- 05. Dezember: Hans Richter, österreichisch-ungarischer Dirigent (* 1843)
- 05. Dezember: Gustav Sack, deutscher Schriftsteller, Lyriker und Dramatiker (* 1885)
- 08. Dezember: Germán Riesco Errázuriz, chilenischer Politiker (* 1854)
- 14. Dezember: Norbert von Hellingrath, deutscher Germanist und Hölderlin-Experte (* 1888)
- 15. Dezember: Wilhelm Merton, deutscher Unternehmer, Gründer der Metallgesellschaft in Frankfurt am Main (* 1848)
- 19. Dezember: Guido Henckel von Donnersmarck, schlesischer Industrieller (* 1830)
- 19. Dezember: Thibaw Min, König der Konbaung-Dynastie in Birma (* 1859)
- 20. Dezember: William Wallace Gilchrist senior, US-amerikanischer Komponist (* 1846)
- 25. Dezember: Wilhelmine von Hillern, deutsche Schriftstellerin und Schauspielerin (* 1836)
- 27. Dezember: Nikolai Feopemptowitsch Solowjow, russischer Komponist und Musikpädagoge (* 1846)
- 27. Dezember: Hugo Süchting, deutscher Schachspieler (* 1874)
- 28. Dezember: Carl Hintze, deutscher Mineraloge und Kristallograph (* 1851)
- 28. Dezember: Eduard Strauß, österreichischer Komponist und Kapellmeister (* 1835)
- 30. Dezember: Rasputin, russischer Mönch und Politiker (* 1869)

### Genaues Todesdatum unbekannt
- Angelo Ferni, italienischer Geiger (* 1845)
- Edward Kreiser, US-amerikanischer Organist und Komponist (* 1869)
- Lewanika I., Litunga (König) von Barotseland (* um 1842)